# Lijst van omroepzendmasten in Nederland

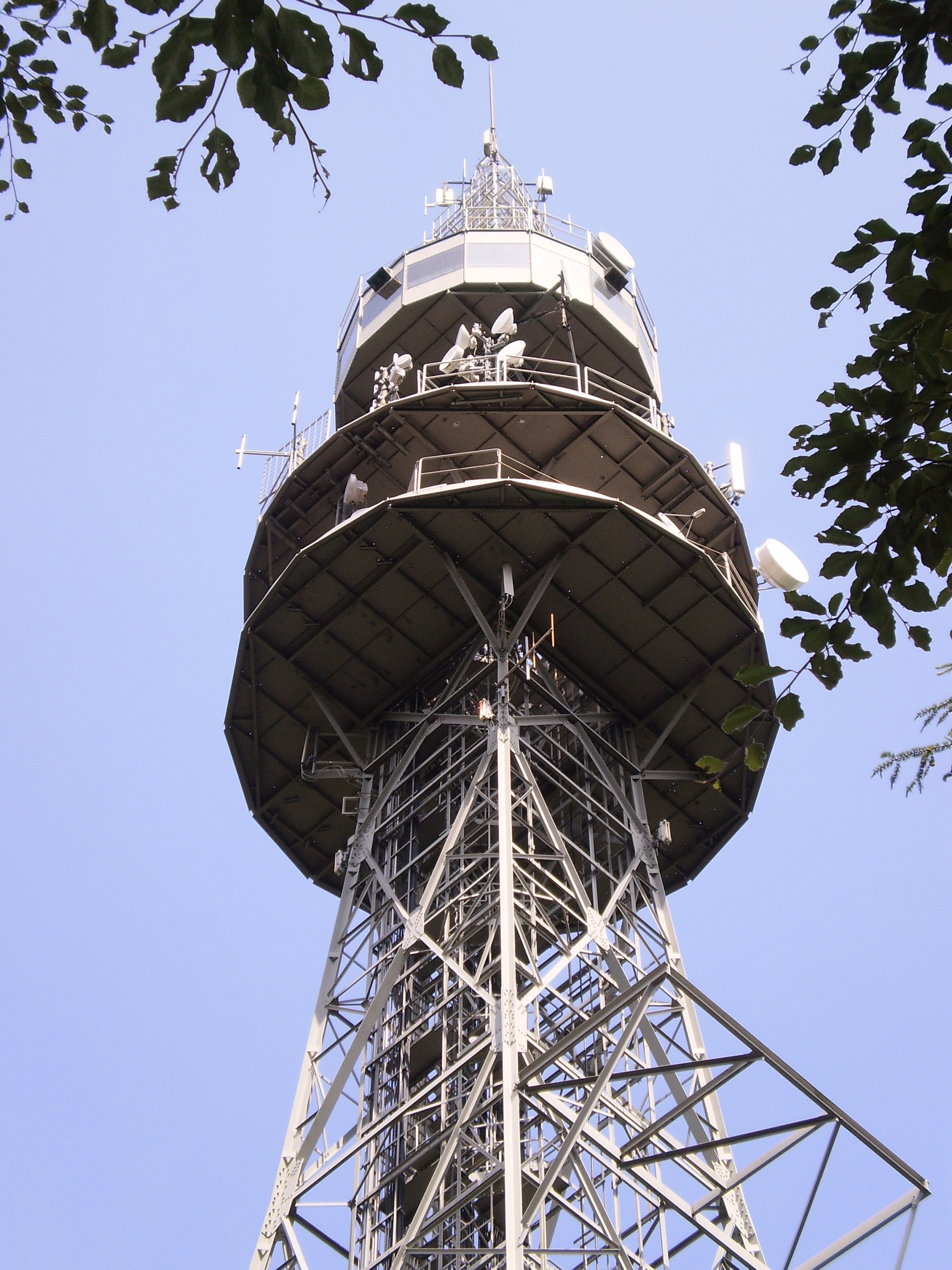
Ugchelen, Cellnex, vakwerkmast

Dit is een lijst van alle omroepzendmasten in Nederland, op locatie per provincie, per gemeente. De lijst bevat alle zendmasten die in gebruik zijn door landelijke, regionale en lokale radiostations.

## Lijsten per provincie

### Drenthe
| Gemeente       | Locatie | Frequenties | Frequenties                                  | Coördinaten                   |
| -------------- | --- | ----------- | -------------------------------------------- | ----------------------------- |
| Aa en Hunze    | Vakwerkmast aan de Spijkerboorsdijk, in het zuidwesten van Annen | 105,6       | Radio Aa en Hunze                            | 53° 3′ 20″ NB, 6° 43′ 57″ OL  |
| Assen          | Buismast op een gebouw op het TT-circuit in De Haar, in het zuidwesten van Assen                                                                                              | 105,8       | TT Radio (evenementenzender)                 | 52° 57′ 43″ NB, 6° 31′ 28″ OL |
| Assen          | Buismast achter de Studio van RTV Assen aan de Vaart Zuidzijde 71-73, in Assen                                                                                                | 107,8       | RTV Assen                                    | 52° 59′ 36″ NB, 6° 33′ 9″ OL  |
| Borger-Odoorn  | Vakwerkmast bij Nuisveen, ten noordwesten van Borger | 106,0       | Radio Borger Odoorn                          | 52° 55′ 23″ NB, 6° 46′ 44″ OL |
| Borger-Odoorn  | Buismast op gebouw (studio) van RTV Stadskanaal aan de Drentse Poort in Nieuw-Buinen, ten zuidwesten van Stadskanaal                                                          | 107,8       | RTV1                                         | 52° 58′ 35″ NB, 6° 57′ 6″ OL  |
| Coevorden      | Buismast op seniorenappartementencomplex aan de Wilhelminasingel bij station Coevorden, in het centrum van Coevorden                                                          | 105,4       | ZO!34                                        | 52° 39′ 41″ NB, 6° 44′ 13″ OL |
| Coevorden      | Vakwerkmast naast de milieustraat, Kieveen 4, op industrieterrein Klooster, bij de afslag N854 van de N381, ten noorden van Zweeloo                                           | 106,3       | ZO!34                                        | 52° 48′ 7″ NB, 6° 44′ 7″ OL   |
| De Wolden      | Vakwerkmast op Sportpark Koekange aan de Sportlaan, in het zuiden van Koekange                                                                                                | 107,5       | De Streekradio                               | 52° 41′ 47″ NB, 6° 19′ 7″ OL  |
| De Wolden      | Vakwerkmast achter gebouw (studio) van Stichting Streekradio De Wolden, Nijverheidsweg 26, in het zuidoosten van Zuidwolde                                                    | 104,8       | De Streekradio                               | 52° 40′ 1″ NB, 6° 26′ 14″ OL  |
| Emmen          | Vakwerkmast aan de Huygensstraat / Newtonstraat, ten zuidoosten van Emmen | 89,9        | RadioNL, editie Drenthe                      | 52° 44′ 23″ NB, 6° 57′ 36″ OL |
| Emmen          | Vakwerkmast aan de Huygensstraat / Newtonstraat, ten zuidoosten van Emmen | 90,8        | RTV Drenthe                                  | 52° 44′ 23″ NB, 6° 57′ 36″ OL |
| Emmen          | Vakwerkmast aan de Huygensstraat / Newtonstraat, ten zuidoosten van Emmen | 94,0        | Radio Veronica                               | 52° 44′ 23″ NB, 6° 57′ 36″ OL |
| Emmen          | Buismast op de Woontoren Emmerhout aan de Houtweg, in het centrum van Emmerhout, in Emmen                                                                                     | 93,1        | SLAM!                                        | 52° 47′ 33″ NB, 6° 56′ 17″ OL |
| Emmen          | Buismast op de Woontoren Emmerhout aan de Houtweg, in het centrum van Emmerhout, in Emmen                                                                                     | 95,4        | BNR Nieuwsradio                              | 52° 47′ 33″ NB, 6° 56′ 17″ OL |
| Emmen          | Buismast op de Woontoren Emmerhout aan de Houtweg, in het centrum van Emmerhout, in Emmen                                                                                     | 101,7       | Simone FM                                    | 52° 47′ 33″ NB, 6° 56′ 17″ OL |
| Emmen          | Buismast op de Woontoren Emmerhout aan de Houtweg, in het centrum van Emmerhout, in Emmen                                                                                     | 102,7       | Radio 538                                    | 52° 47′ 33″ NB, 6° 56′ 17″ OL |
| Emmen          | Buismast op de Woontoren Emmerhout aan de Houtweg, in het centrum van Emmerhout, in Emmen                                                                                     | 103,8       | Radio 10                                     | 52° 47′ 33″ NB, 6° 56′ 17″ OL |
| Emmen          | Buismast op de Woontoren Emmerhout aan de Houtweg, in het centrum van Emmerhout, in Emmen                                                                                     | 107,0       | Gigant FM (evenementenzender)                | 52° 47′ 33″ NB, 6° 56′ 17″ OL |
| Emmen          | Vakwerkmast aan de Nautilusstraat, op Bedrijvencentrum Emmen, in het zuiden van Emmen                                                                                         | 107,6       | ZO!34                                        | 52° 46′ 22″ NB, 6° 55′ 16″ OL |
| Hoogeveen      | Buismast op flatgebouw tussen de Hoofdstraat en Stoekeplein, in het centrum van Hoogeveen                                                                                     | 106,8       | Radio Hoogeveen                              | 52° 43′ 24″ NB, 6° 28′ 42″ OL |
| Meppel         | Buismast op een flatgebouw aan de B. van der Helststraat, in Koedijkslanden, Meppel                                                                                           | 93,0        | Radio Meppel                                 | 52° 41′ 19″ NB, 6° 11′ 4″ OL  |
| Meppel         | Buismast op een gebouw van Agrifirm aan Noordeinde 31, in het noordwesten van Meppel                                                                                          | 95,7        | RadioNL, editie regio Meppel/Noordoostpolder | 52° 41′ 60″ NB, 6° 11′ 3″ OL  |
| Midden-Drenthe | Betonnen televisietoren aan de Van Veenstraat Oost, in Hoogersmilde. Was tijdelijk buiten gebruik na ernstige brand en instorting op 15 juli 2011. Inmiddels weer in gebruik. | 87,6        | Radio 10                                     | 52° 54′ 10″ NB, 6° 24′ 13″ OL |
| Midden-Drenthe | Betonnen televisietoren aan de Van Veenstraat Oost, in Hoogersmilde. Was tijdelijk buiten gebruik na ernstige brand en instorting op 15 juli 2011. Inmiddels weer in gebruik. | 88,0        | NPO Radio 2                                  | 52° 54′ 10″ NB, 6° 24′ 13″ OL |
| Midden-Drenthe | Betonnen televisietoren aan de Van Veenstraat Oost, in Hoogersmilde. Was tijdelijk buiten gebruik na ernstige brand en instorting op 15 juli 2011. Inmiddels weer in gebruik. | 88,6        | NPO 3FM                                      | 52° 54′ 10″ NB, 6° 24′ 13″ OL |
| Midden-Drenthe | Betonnen televisietoren aan de Van Veenstraat Oost, in Hoogersmilde. Was tijdelijk buiten gebruik na ernstige brand en instorting op 15 juli 2011. Inmiddels weer in gebruik. | 89,6        | BNR Nieuwsradio                              | 52° 54′ 10″ NB, 6° 24′ 13″ OL |
| Midden-Drenthe | Betonnen televisietoren aan de Van Veenstraat Oost, in Hoogersmilde. Was tijdelijk buiten gebruik na ernstige brand en instorting op 15 juli 2011. Inmiddels weer in gebruik. | 90,5        | Sublime                                      | 52° 54′ 10″ NB, 6° 24′ 13″ OL |
| Midden-Drenthe | Betonnen televisietoren aan de Van Veenstraat Oost, in Hoogersmilde. Was tijdelijk buiten gebruik na ernstige brand en instorting op 15 juli 2011. Inmiddels weer in gebruik. | 90,8        | RTV Drenthe                                  | 52° 54′ 10″ NB, 6° 24′ 13″ OL |
| Midden-Drenthe | Betonnen televisietoren aan de Van Veenstraat Oost, in Hoogersmilde. Was tijdelijk buiten gebruik na ernstige brand en instorting op 15 juli 2011. Inmiddels weer in gebruik. | 91,8        | NPO Radio 1                                  | 52° 54′ 10″ NB, 6° 24′ 13″ OL |
| Midden-Drenthe | Betonnen televisietoren aan de Van Veenstraat Oost, in Hoogersmilde. Was tijdelijk buiten gebruik na ernstige brand en instorting op 15 juli 2011. Inmiddels weer in gebruik. | 94,2        | 100% NL                                      | 52° 54′ 10″ NB, 6° 24′ 13″ OL |
| Midden-Drenthe | Betonnen televisietoren aan de Van Veenstraat Oost, in Hoogersmilde. Was tijdelijk buiten gebruik na ernstige brand en instorting op 15 juli 2011. Inmiddels weer in gebruik. | 94,8        | NPO Radio 4                                  | 52° 54′ 10″ NB, 6° 24′ 13″ OL |
| Midden-Drenthe | Betonnen televisietoren aan de Van Veenstraat Oost, in Hoogersmilde. Was tijdelijk buiten gebruik na ernstige brand en instorting op 15 juli 2011. Inmiddels weer in gebruik. | 97,1        | RadioNL                                      | 52° 54′ 10″ NB, 6° 24′ 13″ OL |
| Midden-Drenthe | Betonnen televisietoren aan de Van Veenstraat Oost, in Hoogersmilde. Was tijdelijk buiten gebruik na ernstige brand en instorting op 15 juli 2011. Inmiddels weer in gebruik. | 98,7        | Radio 8FM Noord/Oost                         | 52° 54′ 10″ NB, 6° 24′ 13″ OL |
| Midden-Drenthe | Betonnen televisietoren aan de Van Veenstraat Oost, in Hoogersmilde. Was tijdelijk buiten gebruik na ernstige brand en instorting op 15 juli 2011. Inmiddels weer in gebruik. | 99,6        | SLAM!                                        | 52° 54′ 10″ NB, 6° 24′ 13″ OL |
| Midden-Drenthe | Betonnen televisietoren aan de Van Veenstraat Oost, in Hoogersmilde. Was tijdelijk buiten gebruik na ernstige brand en instorting op 15 juli 2011. Inmiddels weer in gebruik. | 100,4       | Qmusic                                       | 52° 54′ 10″ NB, 6° 24′ 13″ OL |
| Midden-Drenthe | Betonnen televisietoren aan de Van Veenstraat Oost, in Hoogersmilde. Was tijdelijk buiten gebruik na ernstige brand en instorting op 15 juli 2011. Inmiddels weer in gebruik. | 101,0       | Sky Radio                                    | 52° 54′ 10″ NB, 6° 24′ 13″ OL |
| Midden-Drenthe | Betonnen televisietoren aan de Van Veenstraat Oost, in Hoogersmilde. Was tijdelijk buiten gebruik na ernstige brand en instorting op 15 juli 2011. Inmiddels weer in gebruik. | 102,2       | Radio 538                                    | 52° 54′ 10″ NB, 6° 24′ 13″ OL |
| Midden-Drenthe | Betonnen televisietoren aan de Van Veenstraat Oost, in Hoogersmilde. Was tijdelijk buiten gebruik na ernstige brand en instorting op 15 juli 2011. Inmiddels weer in gebruik. | 103,2       | Radio Veronica                               | 52° 54′ 10″ NB, 6° 24′ 13″ OL |
| Tynaarlo       | Vakwerkmast achter het oude Turngebouw en kleuterschool / instructiezwembad, nu in gebruik door het Historisch Centrum van Ol Eel, aan de Bähler Boermalaan, in Paterswolde   | 105,9       | Radio Loep                                   | 53° 8′ 49″ NB, 6° 34′ 4″ OL   |
| Tynaarlo       | Vakwerkmast achter Bolwerk 2, op bedrijventerrein Bolwerk, in het noordoosten van Zuidlaren                                                                                   | 107,4       | Radio Loep                                   | 53° 5′ 54″ NB, 6° 41′ 27″ OL  |

### Flevoland
| Gemeente        | Locatie | Frequenties               | Frequenties                                                                                      | Coördinaten                   |
| --------------- | --- | ------------------------- | ------------------------------------------------------------------------------------------------ | ----------------------------- |
| Almere          | Vakwerkmast dak van het World Trade Center, P.J. Oudweg 4 centrum Almere Stad                                                                        | 95.5                      | EASY FM                                                                                          | 52° 21′ 5″ NB, 5° 14′ 10″ OL  |
| Dronten         | Buismast op de silo van Agrifirm, Havenkade / Nijverheidsweg, aan de Lage Vaart in Dronten                                                           | 107,4                     | RTV8, gestopt met uitzenden                                                                      | 52° 31′ 48″ NB, 5° 42′ 44″ OL |
| Dronten         | Op terrein van het Lowlands Festival, naast Walibi, aan de Spijkweg (N306) in Biddinghuizen                                                          | 106,2                     | Lowlands on air evenementenzender                                                                | 52° 26′ 14″ NB, 5° 45′ 19″ OL |
| Lelystad        | Betonnen telecomtoren, Oostvaardersdijk 1-3, bij de Oostvaardersdijk en bij de Bataviawerf,ten westen van Lelystad                                   | 87,7                      | Radio 10                                                                                         | 52° 31′ 34″ NB, 5° 26′ 16″ OL |
| Lelystad        | Betonnen telecomtoren, Oostvaardersdijk 1-3, bij de Oostvaardersdijk en bij de Bataviawerf,ten westen van Lelystad                                   | 89,4                      | RadioNL, editie Flevoland                                                                        | 52° 31′ 34″ NB, 5° 26′ 16″ OL |
| Lelystad        | Betonnen telecomtoren, Oostvaardersdijk 1-3, bij de Oostvaardersdijk en bij de Bataviawerf,ten westen van Lelystad                                   | 89,8                      | Omroep Flevoland                                                                                 | 52° 31′ 34″ NB, 5° 26′ 16″ OL |
| Lelystad        | Betonnen telecomtoren, Oostvaardersdijk 1-3, bij de Oostvaardersdijk en bij de Bataviawerf,ten westen van Lelystad                                   | 101,4                     | Sky Radio                                                                                        | 52° 31′ 34″ NB, 5° 26′ 16″ OL |
| Lelystad        | Betonnen telecomtoren, Oostvaardersdijk 1-3, bij de Oostvaardersdijk en bij de Bataviawerf,ten westen van Lelystad                                   | 102,3                     | Radio 538                                                                                        | 52° 31′ 34″ NB, 5° 26′ 16″ OL |
| Lelystad        | Betonnen telecomtoren, Oostvaardersdijk 1-3, bij de Oostvaardersdijk en bij de Bataviawerf,ten westen van Lelystad                                   | 103,0                     | Radio Veronica                                                                                   | 52° 31′ 34″ NB, 5° 26′ 16″ OL |
| Lelystad        | Buismast op vakwerkmast op het Smedinghuis aan het Zuiderwagenplein in Lelystad                                                                      | 90,3                      | Radio Lelystad                                                                                   | 52° 31′ 6″ NB, 5° 29′ 5″ OL   |
| Lelystad        | Vakwerkmast aan de Trintelhaven halverwege de dijk tussen Enkhuizen - Lelystad (N302)                                                                | 1395 kHz                  | Big L, niet meer on air                                                                          | 52° 38′ 3″ NB, 5° 24′ 59″ OL  |
| Noordoostpolder | Cellnex-uismast langs de Boslaan / Goudenregenstraat in het centrum van Emmeloord                                                                    | 101,8                     | Joy Radio, editie Noordoostpolder                                                                | 52° 42′ 45″ NB, 5° 45′ 12″ OL |
| Noordoostpolder | Buismast op verzorgingshuis Golfslag, aan het Smedingplein in het oosten van Emmeloord                                                               | 105,2                     | Radio Noordoostpolder                                                                            | 52° 42′ 40″ NB, 5° 45′ 51″ OL |
| Urk             | Buismast op vakwerkmast op het gebouw (studio) van de Vereniging Urk FM, het Spijk 4 in Urk, naast de N352                                           | 107,0                     | Urk FM                                                                                           | 52° 39′ 1″ NB, 5° 37′ 37″ OL  |
| Zeewolde        | Middengolfzender Flevoland. Vakwerkmasten midden in Zuidelijk Flevoland aan de Vogelweg, ten noordwesten van Zeewolde. Gesloopt d.d. 9 januari 2019. | 746 kHz niet meer on air  | Hilversum 1 (1980-1985)                                                                          | 52° 22′ 31″ NB, 5° 25′ 1″ OL  |
| Zeewolde        | Middengolfzender Flevoland. Vakwerkmasten midden in Zuidelijk Flevoland aan de Vogelweg, ten noordwesten van Zeewolde. Gesloopt d.d. 9 januari 2019. | 747 kHz niet meer on air  | Radio 1 (1985-2001) Radio 5 (2001-2015)                                                          | 52° 22′ 31″ NB, 5° 25′ 1″ OL  |
| Zeewolde        | Middengolfzender Flevoland. Vakwerkmasten midden in Zuidelijk Flevoland aan de Vogelweg, ten noordwesten van Zeewolde. Gesloopt d.d. 9 januari 2019. | 1007 kHz niet meer on air | Hilversum 2 (1980-1985)                                                                          | 52° 22′ 31″ NB, 5° 25′ 1″ OL  |
| Zeewolde        | Middengolfzender Flevoland. Vakwerkmasten midden in Zuidelijk Flevoland aan de Vogelweg, ten noordwesten van Zeewolde. Gesloopt d.d. 9 januari 2019. | 1008 kHz niet meer on air | Radio 5 (1985-2001) Radio 1 (2001-2003) Radio 10 Gold (2004-2007) Groot Nieuws Radio (2007-2018) | 52° 22′ 31″ NB, 5° 25′ 1″ OL  |

### Friesland
| Gemeente                              | Locatie | Frequenties                             | Frequenties                             | Coördinaten                   |
| ------------------------------------- | --- | --------------------------------------- | --------------------------------------- | ----------------------------- |
| Ameland                               | Vastgemaakt aan de vuurtoren Bornrif aan de Oranjeweg, ten westen van Hollum en in het westen van Ameland                                                                                         | 89,4 Frequentie wordt momenteel geveild | Lokale Omroep Ameland                   | 53° 26′ 57″ NB, 5° 37′ 33″ OL |
| De Friese Meren (De Fryske Marren)    | Vakwerkmast aan de Schoolstraat in Balk | 96,4                                    | Radio Spannenburg                       | 52° 53′ 53″ NB, 5° 34′ 60″ OL |
| De Friese Meren (De Fryske Marren)    | Betonnen Cellnex-toren in Spannenburg (Spannenburch), halverwege Tjerkgaast (Tsjerkgaast) en Sint Nicolaasga (Sint Nyk) (bij kruising N354 met N927).                                             | 91,0                                    | SLAM!                                   | 52° 54′ 33″ NB, 5° 41′ 56″ OL |
| De Friese Meren (De Fryske Marren)    | Betonnen Cellnex-toren in Spannenburg (Spannenburch), halverwege Tjerkgaast (Tsjerkgaast) en Sint Nicolaasga (Sint Nyk) (bij kruising N354 met N927).                                             | 94,1                                    | RadioNL, editie Friesland               | 52° 54′ 33″ NB, 5° 41′ 56″ OL |
| De Friese Meren (De Fryske Marren)    | Betonnen Cellnex-toren in Spannenburg (Spannenburch), halverwege Tjerkgaast (Tsjerkgaast) en Sint Nicolaasga (Sint Nyk) (bij kruising N354 met N927).                                             | 95,5                                    | BNR Nieuwsradio                         | 52° 54′ 33″ NB, 5° 41′ 56″ OL |
| De Friese Meren (De Fryske Marren)    | Betonnen Cellnex-toren in Spannenburg (Spannenburch), halverwege Tjerkgaast (Tsjerkgaast) en Sint Nicolaasga (Sint Nyk) (bij kruising N354 met N927).                                             | 97,9                                    | Radio Continu                           | 52° 54′ 33″ NB, 5° 41′ 56″ OL |
| De Friese Meren (De Fryske Marren)    | Betonnen Cellnex-toren in Spannenburg (Spannenburch), halverwege Tjerkgaast (Tsjerkgaast) en Sint Nicolaasga (Sint Nyk) (bij kruising N354 met N927).                                             | 99,1                                    | 100% NL                                 | 52° 54′ 33″ NB, 5° 41′ 56″ OL |
| De Friese Meren (De Fryske Marren)    | Betonnen Cellnex-toren in Spannenburg (Spannenburch), halverwege Tjerkgaast (Tsjerkgaast) en Sint Nicolaasga (Sint Nyk) (bij kruising N354 met N927).                                             | 102,5                                   | Radio 538                               | 52° 54′ 33″ NB, 5° 41′ 56″ OL |
| De Friese Meren (De Fryske Marren)    | Betonnen Cellnex-toren in Spannenburg (Spannenburch), halverwege Tjerkgaast (Tsjerkgaast) en Sint Nicolaasga (Sint Nyk) (bij kruising N354 met N927).                                             | 102,9                                   | Radio Veronica (gepland)                | 52° 54′ 33″ NB, 5° 41′ 56″ OL |
| De Friese Meren (De Fryske Marren)    | Betonnen Cellnex-toren in Spannenburg (Spannenburch), halverwege Tjerkgaast (Tsjerkgaast) en Sint Nicolaasga (Sint Nyk) (bij kruising N354 met N927).                                             | 103,8                                   | Radio 10                                | 52° 54′ 33″ NB, 5° 41′ 56″ OL |
| De Friese Meren (De Fryske Marren)    | Betonnen Cellnex-toren in Spannenburg (Spannenburch), halverwege Tjerkgaast (Tsjerkgaast) en Sint Nicolaasga (Sint Nyk) (bij kruising N354 met N927).                                             | 107,5                                   | vrij                                    | 52° 54′ 33″ NB, 5° 41′ 56″ OL |
| Harlingen                             | Zendschip de Jenni Baynton (oorspronkelijk een lichtschip), aan de Harlinger Zuidpier in de Nieuwe Willemshaven in Harlingen                                                                      | 747 kHz                                 | Radio Seagull                           | 53° 10′ 20″ NB, 5° 24′ 33″ OL |
| Harlingen                             | Buismast op woonzorgcentrum Almenum aan de Midlumerlaan in Harlingen | 106,2                                   | Omroep RSH                              | 53° 10′ 47″ NB, 5° 25′ 37″ OL |
| Heerenveen                            | Buismast op flatgebouw Lânsicht aan de Munt, bij de kruising Haskeruitgang en Oude Veenscheiding, in wijk De Greiden in het westen van Heerenveen                                                 | 97,3                                    | RadioNL, editie Friesland               | 52° 57′ 17″ NB, 5° 55′ 10″ OL |
| Leeuwarden                            | Geplande locatie | 91,2                                    | SLAM! (gepland)                         |                               |
| Leeuwarden                            | Buismast op vakwerkmast aan De Muldyk, op bedrijventerrein Frisia, in het westen van Grouw | 105,6 Momenteel niet in gebruik         | Omroep Boarnsterhim                     | 53° 5′ 53″ NB, 5° 49′ 32″ OL  |
| Leeuwarden                            | Vakwerkmast langs de Overijsselsestraatweg richting Leeuwarden, ten noordwesten van Irnsum (Jirnsum)                                                                                              | 92,2                                    | Omrop Fryslân                           | 53° 5′ 4″ NB, 5° 47′ 29″ OL   |
| Leeuwarden                            | Vakwerkmast langs de Overijsselsestraatweg richting Leeuwarden, ten noordwesten van Irnsum (Jirnsum)                                                                                              | 93,2                                    | Waterstad FM, editie Friesland          | 53° 5′ 4″ NB, 5° 47′ 29″ OL   |
| Leeuwarden                            | Vakwerkmast langs de Overijsselsestraatweg richting Leeuwarden, ten noordwesten van Irnsum (Jirnsum)                                                                                              | 104,3                                   | NPO Radio 1                             | 53° 5′ 4″ NB, 5° 47′ 29″ OL   |
| Leeuwarden                            | Vakwerkmast aan de Ceresweg op industrieterrein De Hemrik in het zuidoosten van Leeuwarden | 96,6                                    | RadioNL, editie Friesland               | 53° 11′ 38″ NB, 5° 51′ 38″ OL |
| Leeuwarden                            | Vakwerkmast aan de Ceresweg op industrieterrein De Hemrik in het zuidoosten van Leeuwarden | 101,8                                   | Joy Radio                               | 53° 11′ 38″ NB, 5° 51′ 38″ OL |
| Leeuwarden                            | Buismast op de Avéro Residentie aan het Prins Clausplein, in het zuiden van Leeuwarden | 104,7                                   | Radio Continu                           | 53° 11′ 7″ NB, 5° 47′ 55″ OL  |
| Leeuwarden                            | Buismast op de Maurits-Flat aan het Mauritsplein, tussen de Overijsselselaan en Nijlânsdyk, in het zuiden van Leeuwarden                                                                          | 106,1                                   | LEO FM                                  | 53° 11′ 8″ NB, 5° 47′ 45″ OL  |
| Leeuwarden                            | Vakwerkmast bij de milieustraat Stiens aan de Seerob, op industrieterrein Middelsee, in het noordwesten van Stiens                                                                                | 105,3                                   | Radio Middelsé                          | 53° 16′ 3″ NB, 5° 44′ 52″ OL  |
| Ooststellingwerf                      | Buismast op uitkijktoren Belvedère op de Boschberg in de Boswachterij Appelscha, in het zuiden van Appelscha (Appelskea)                                                                          | 106,9                                   | Odrie                                   | 52° 57′ 4″ NB, 6° 20′ 28″ OL  |
| Noardeast-Fryslân                     | Buismast achter woning aan de Simmerwei, ten westen van Oudwoude | 105,8                                   | Radio Noordoost Friesland / Paradise FM | 53° 16′ 49″ NB, 6° 6′ 13″ OL  |
| Noardeast-Fryslân                     | Buismast op het terrein van Aardgasservice Noord BV, aan de Birdaarderstraatweg, in het zuidwesten van Dokkum                                                                                     | 107,0                                   | Radio Noordoost Friesland / Paradise FM | 53° 19′ 19″ NB, 5° 59′ 2″ OL  |
| Smallingerland (Smellingerlân)        | Buismast op Tjaardaflat 'De Stins' in het zuidoosten van Drachten | 96,0                                    | RadioNL, editie Friesland               | 53° 6′ 25″ NB, 6° 7′ 30″ OL   |
| Smallingerland (Smellingerlân)        | Buismast op Tjaardaflat 'De Pleats' in het zuidoosten van Drachten | 106,5                                   | Smelne FM                               | 53° 5′ 54″ NB, 6° 6′ 26″ OL   |
| Zuidwest-Friesland (Súdwest-Fryslân)  | Vakwerkmast bij woon- en dienstencentrum "Nij Claerbergen" aan de Tjalke van der Walstraat in Koudum                                                                                              | 105,4                                   | Omroep Súdwest                          | 52° 54′ 45″ NB, 5° 27′ 2″ OL  |
| Zuidwest-Friesland (Súdwest-Fryslân)  | Buismast achter Smidsstraat 5 op industrieterrein De Hemmen ten westen van Sneek (Snits) | 106,3                                   | Omroep Súdwest                          | 53° 2′ 3″ NB, 5° 38′ 5″ OL    |
| Zuidwest-Friesland (Súdwest-Fryslân)  | Buismast op een huis aan 't Hof, in het centrum van Bolsward (Boalsert) | 106,6                                   | Omroep Súdwest                          | 53° 3′ 42″ NB, 5° 31′ 42″ OL  |
| Terschelling (Skylge)                 | Buismast op de Brandaris-vuurtoren in West-Terschelling | 89,9                                    | NPO 3FM                                 | 53° 21′ 37″ NB, 5° 12′ 51″ OL |
| Terschelling (Skylge)                 | Buismast op het Golden Tulip hotel aan de Burgemeester van Heusdenweg in West-Terschelling | 97,7                                    | Radio Continu                           | 53° 21′ 59″ NB, 5° 13′ 23″ OL |
| Tietjerksteradeel (Tytsjerksteradiel) | Buismast op vakwerkmast boven op de silo van Andela RVS, aan de Burgumerdaam in Bergum (Burgum), langs het Prinses Margrietkanaal, bij de jachthaven Burgumerdaam en naast de N356                | 105,0                                   | RTV Kanaal 30                           | 53° 11′ 11″ NB, 5° 59′ 31″ OL |
| Tietjerksteradeel (Tytsjerksteradiel) | Buismast op vakwerkmast boven op de silo van Andela RVS, aan de Burgumerdaam in Bergum (Burgum), langs het Prinses Margrietkanaal, bij de jachthaven Burgumerdaam en naast de N356                | 107,8                                   | RTV Kanaal 30                           | 53° 11′ 11″ NB, 5° 59′ 31″ OL |
| Waadhoeke                             | Vakwerkmast bij boerderij en studio van Radio Eenhoorn tussen de Menamer Faert en de Mieddyk in, ten zuidoosten van Menaldum (Menaam)                                                             | 107,5                                   | Radio Eenhoorn                          | 53° 12′ 37″ NB, 5° 40′ 22″ OL |
| Waadhoeke                             | 2 vakwerkmasten verbonden met antennekabels, op het terrein van zoutwingebied Barradeel I van Frisia Zout, ten zuiden van de Hearewei, tussen Pietersbierum (Pitersbierrum) en Wijnaldum (Winaem) | 1602 kHz                                | Radio Seagull                           | 53° 12′ 19″ NB, 5° 28′ 14″ OL |
| Weststellingwerf                      | Vakwerkmast achter woonboulevard Home Center, Frisaxstraat, naast de spoorweg naar Heerenveen en Leeuwarden in het noorden van Wolvega (Wolvegea)                                                 | 105,0                                   | Radio Centraal                          | 52° 53′ 19″ NB, 5° 59′ 38″ OL |
| Weststellingwerf                      | Vakwerkmast bij de voormalige brandweerkazerne, thans VVV-kantoor aan de Mandehof / Rotanstraat in het centrum van Noordwolde (Noardwâlde)                                                        | 107,4                                   | Radio Centraal                          | 52° 53′ 28″ NB, 6° 8′ 33″ OL  |

### Gelderland
| Gemeente          | Locatie | Frequenties            | Frequenties                                        | Coördinaten                   |
| ----------------- | --- | ---------------------- | -------------------------------------------------- | ----------------------------- |
| Aalten            | Buismast op pand Rabobank Terborgseweg / Aaltenseweg, in Dinxperlo | 105,9                  | Aladna FM                                          | 51° 51′ 51″ NB, 6° 29′ 17″ OL |
| Aalten            | Buismast op pand van Aladna FM, Lichtenvoordsestraatweg / Prinsenstraat, in Aalten | 107,2                  | Aladna FM                                          | 51° 55′ 43″ NB, 6° 34′ 52″ OL |
| Apeldoorn         | Vakwerkmast aan de J.C. Wilslaan, ten zuiden van de Amersfoortseweg (en ten noordwesten van Apeldoorn), nabij pretpark Julianatoren | 87,6                   | Kerkradio Apeldoorn                                | 52° 13′ 31″ NB, 5° 54′ 21″ OL |
| Apeldoorn         | Vakwerkmast aan de J.C. Wilslaan, ten zuiden van de Amersfoortseweg (en ten noordwesten van Apeldoorn), nabij pretpark Julianatoren | 94,0                   | RadioNL, editie regio Apeldoorn                    | 52° 13′ 31″ NB, 5° 54′ 21″ OL |
| Apeldoorn         | Vakwerkmast aan de J.C. Wilslaan, ten zuiden van de Amersfoortseweg (en ten noordwesten van Apeldoorn), nabij pretpark Julianatoren | 107,1                  | Omroep Apeldoorn                                   | 52° 13′ 31″ NB, 5° 54′ 21″ OL |
| Apeldoorn         | Metalen Cellnex-toren aan de Otterloseweg in het Ugchelsche Bosch, Ugchelen, ten zuidwesten van Apeldoorn (Otterloseweg / N304) | 88,2                   | 100% NL                                            | 52° 10′ 5″ NB, 5° 53′ 47″ OL  |
| Apeldoorn         | Metalen Cellnex-toren aan de Otterloseweg in het Ugchelsche Bosch, Ugchelen, ten zuidwesten van Apeldoorn (Otterloseweg / N304) | 97,4                   | SLAM!                                              | 52° 10′ 5″ NB, 5° 53′ 47″ OL  |
| Apeldoorn         | Metalen Cellnex-toren aan de Otterloseweg in het Ugchelsche Bosch, Ugchelen, ten zuidwesten van Apeldoorn (Otterloseweg / N304) | 99,9                   | BNR Nieuwsradio                                    | 52° 10′ 5″ NB, 5° 53′ 47″ OL  |
| Apeldoorn         | Metalen Cellnex-toren aan de Otterloseweg in het Ugchelsche Bosch, Ugchelen, ten zuidwesten van Apeldoorn (Otterloseweg / N304) | 103,5                  | Omroep Gelderland                                  | 52° 10′ 5″ NB, 5° 53′ 47″ OL  |
| Apeldoorn         | Vakwerkmast bij de Pomphulweg in Hoog Soeren, ten westen van Apeldoorn | 88,7                   | Radio 8FM Noord/Oost                               | 52° 13′ 1″ NB, 5° 52′ 24″ OL  |
| Apeldoorn         | Vakwerkmast op Landal GreenParks Miggelenberg, aan de Miggelenbergweg, ten noordoosten van Hoenderloo | 105,5                  | Radio Apeldoorn                                    | 52° 7′ 42″ NB, 5° 54′ 4″ OL   |
| Apeldoorn         | Vakwerkmast op grasveldje aan de Essenkamp, in Uddel, ten noordwesten van Apeldoorn | 106,3                  | Radio Apeldoorn                                    | 52° 15′ 32″ NB, 5° 46′ 58″ OL |
| Arnhem            | TenneT-toren. Betonnen toren op het Business Park (het voormalige KEMA-terrein) aan de Utrechtseweg, in het westen van Arnhem, ten noorden van de Rijn. | 87,8                   | 100% NL                                            | 51° 59′ 11″ NB, 5° 52′ 33″ OL |
| Arnhem            | TenneT-toren. Betonnen toren op het Business Park (het voormalige KEMA-terrein) aan de Utrechtseweg, in het westen van Arnhem, ten noorden van de Rijn. | 88,5                   | Radio 8FM Noord/Oost                               | 51° 59′ 11″ NB, 5° 52′ 33″ OL |
| Arnhem            | TenneT-toren. Betonnen toren op het Business Park (het voormalige KEMA-terrein) aan de Utrechtseweg, in het westen van Arnhem, ten noorden van de Rijn. | 88,9                   | Omroep Gelderland                                  | 51° 59′ 11″ NB, 5° 52′ 33″ OL |
| Arnhem            | TenneT-toren. Betonnen toren op het Business Park (het voormalige KEMA-terrein) aan de Utrechtseweg, in het westen van Arnhem, ten noorden van de Rijn. | 89,6                   | Radio 8FM Noord/Oost                               | 51° 59′ 11″ NB, 5° 52′ 33″ OL |
| Arnhem            | TenneT-toren. Betonnen toren op het Business Park (het voormalige KEMA-terrein) aan de Utrechtseweg, in het westen van Arnhem, ten noorden van de Rijn. | 92,1                   | NPO Radio 4                                        | 51° 59′ 11″ NB, 5° 52′ 33″ OL |
| Arnhem            | TenneT-toren. Betonnen toren op het Business Park (het voormalige KEMA-terrein) aan de Utrechtseweg, in het westen van Arnhem, ten noorden van de Rijn. | 92,9                   | NPO Radio 2                                        | 51° 59′ 11″ NB, 5° 52′ 33″ OL |
| Arnhem            | TenneT-toren. Betonnen toren op het Business Park (het voormalige KEMA-terrein) aan de Utrechtseweg, in het westen van Arnhem, ten noorden van de Rijn. | 96,5                   | NPO 3FM                                            | 51° 59′ 11″ NB, 5° 52′ 33″ OL |
| Arnhem            | TenneT-toren. Betonnen toren op het Business Park (het voormalige KEMA-terrein) aan de Utrechtseweg, in het westen van Arnhem, ten noorden van de Rijn. | 97,7                   | Radio Veronica                                     | 51° 59′ 11″ NB, 5° 52′ 33″ OL |
| Arnhem            | TenneT-toren. Betonnen toren op het Business Park (het voormalige KEMA-terrein) aan de Utrechtseweg, in het westen van Arnhem, ten noorden van de Rijn. | 98,6                   | NPO Radio 1                                        | 51° 59′ 11″ NB, 5° 52′ 33″ OL |
| Arnhem            | TenneT-toren. Betonnen toren op het Business Park (het voormalige KEMA-terrein) aan de Utrechtseweg, in het westen van Arnhem, ten noorden van de Rijn. | 101,5                  | Sky Radio                                          | 51° 59′ 11″ NB, 5° 52′ 33″ OL |
| Arnhem            | TenneT-toren. Betonnen toren op het Business Park (het voormalige KEMA-terrein) aan de Utrechtseweg, in het westen van Arnhem, ten noorden van de Rijn. | 102,4                  | Radio 538                                          | 51° 59′ 11″ NB, 5° 52′ 33″ OL |
| Arnhem            | TenneT-toren. Betonnen toren op het Business Park (het voormalige KEMA-terrein) aan de Utrechtseweg, in het westen van Arnhem, ten noorden van de Rijn. | 104,1                  | Radio 10                                           | 51° 59′ 11″ NB, 5° 52′ 33″ OL |
| Arnhem            | Buismast op voormalig verzorgingshuis Laurentius, nu "Bruishuis" en onderdak voor RTV Arnhem aan de Akkerwindestraat, ten zuiden van de Rijn, in Arnhem | 105,9                  | RTV Arnhem                                         | 51° 57′ 55″ NB, 5° 54′ 34″ OL |
| Barneveld         | Buismast op de pluimveevoerfabriek van Rijnvallei achter het station Barneveld aan de Van Zuijlen Van Nieveltlaan, in het centrum van Barneveld | 93,5                   | Radio Barneveld                                    | 52° 8′ 23″ NB, 5° 35′ 28″ OL  |
| Berg en Dal       | Vakwerkmast op parkeerplaats van Sportpark Noord aan de rand van het Groesbeekse Bos, aan de Stekkenberg, ten noordwesten van Groesbeek | 90,6                   | Omroep Berg en Dal                                 | 51° 47′ 28″ NB, 5° 54′ 38″ OL |
| Berg en Dal       | Buismast op de Luchtwachttoren 8H3 - Groesbeek in het Nederrijkswald aan de Zevenheuvelenweg, ten zuiden van Berg en Dal | 105,1                  | Omroep Berg en Dal                                 | 51° 48′ 8″ NB, 5° 55′ 32″ OL  |
| Berg en Dal       | Buismast op vakwerkmast achter sportcomplex De Duffelt aan 't Gengske, in Millingen aan de Rijn | 107,1                  | Omroep Berg en Dal                                 | 51° 51′ 42″ NB, 6° 2′ 51″ OL  |
| Berkelland        | Vakwerkmast aan de Ventersteeg, de voormalige Gemeentewerf, op bedrijventerrein Venterkamp, in het zuiden van Ruurlo. Op 19 april 2010 werd naast deze mast een hogere mast (90 m) , afkomstig van het voormalige zendstation Radio Kootwijk, ter vervanging van de oude. Deze werd op 29 januari 2011 afgevoerd. | 90,4                   | Omroep Gelderland                                  | 52° 4′ 44″ NB, 6° 27′ 35″ OL  |
| Berkelland        | Vakwerkmast achter Mors 25, naast het verlengde van de Parallelweg, in het noordwesten van Eibergen | 105,3                  | Leuk.FM                                            | 52° 6′ 17″ NB, 6° 38′ 25″ OL  |
| Berkelland        | Vakwerkmast achter de Stichting Lokale Omroep Berkelland aan de Hoflaan, bij de sportvelden, in het noorden van Borculo | 106,0                  | Leuk.FM                                            | 52° 6′ 47″ NB, 6° 31′ 31″ OL  |
| Beuningen         | Buismast op een gebouw van Afvalverwerking Regio Nijmegen (ARN), Nieuwe Pieckelaan 1, (ten zuidwesten van) Weurt, ten zuidoosten van Beuningen en grenzend aan het bedrijventerrein Westkanaaldijk van Nijmegen                                                                                                   | 105,4                  | RTV Totaal                                         | 51° 50′ 46″ NB, 5° 47′ 39″ OL |
| Bronckhorst       | Buismast op vakwerkmast op het terrein van, Wiersserbroekweg 5, ten oosten van Vorden | 104,9                  | UniekFM                                            | 52° 6′ 38″ NB, 6° 23′ 34″ OL  |
| Bronckhorst       | Vakwerkmast op het terrein van Sportpark De Pol achter de sporthal, Vincent van Goghstraat 72, ten oosten van Zelhem | 105,1                  | Radio Ideaal                                       | 52° 0′ 29″ NB, 6° 21′ 29″ OL  |
| Bronckhorst       | Buismast op silo van Van den Brink Diervoeders B.V., Lankhorsterstraat 13-17, in het zuidoosten van Wichmond en ten zuidwesten van Vorden | 105,4                  | Radio Ideaal                                       | 52° 4′ 31″ NB, 6° 16′ 6″ OL   |
| Bronckhorst       | Vakwerkmast op het terrein van de Dienst Gemeentewerken Rayon West aan de Molenenk, op bedrijventerrein Winkelskamp-Molenenk, ten zuiden van Hengelo | 105,8                  | Radio Ideaal                                       | 52° 2′ 24″ NB, 6° 18′ 34″ OL  |
| Bronckhorst       | Vakwerkmast tussen Machinefabriek Baltes Zutphen B.V., Aviko aan de Nijverheidsweg op bedrijventerrein Steenderen en sportpark 't Hooge Wessel, in het noordoosten van Steenderen | 106,5                  | Radio Ideaal                                       | 52° 4′ 7″ NB, 6° 11′ 23″ OL   |
| Bronckhorst       | Buismast op de diervoederfabriek van Garvo B.V. aan de Molenweg / Broncksestraat, ten zuidwesten van Achter-Drempt | 107,7                  | Radio Ideaal                                       | 51° 1′ 15″ NB, 6° 11′ 11″ OL  |
| Brummen           | Buismast op het gebouw van Reusken Bouwbedrijf B.V. over de Loubergweg 44, in het zuidoosten van Eerbeek | 107,5                  | Veluwezoom FM                                      | 52° 6′ 2″ NB, 6° 4′ 1″ OL     |
| Buren             | Vakwerkmast achter sportcentrum Beusichem aan de Rijsbosch, bij recreatieterrein De Meent, naast de Klassenburgerstraat, in het westen van Beusichem | 105,1                  | Betuwe Radio                                       | 51° 56′ 53″ NB, 5° 16′ 52″ OL |
| Culemborg         | Buismast op vakwerkmast op het middelste flatgebouw van Driestad Wooncentrum (seniorencomplex), aan de Heimanslaan, in de wijk Voorkoop, het oosten van Culemborg | 105,8                  | SRC FM                                             | 51° 57′ 14″ NB, 5° 14′ 41″ OL |
| Doetinchem        | Betonnen TenneT-toren op het terrein van het transformatorstation aan de Rouwenoordseweg, bij Langerak, ten noordwesten van Doetinchem | 100,4                  | Qmusic                                             | 51° 58′ 55″ NB, 6° 15′ 8″ OL  |
| Doetinchem        | Buismast op een silo van AgruniekRijnvallei aan de Plakhorstweg langs de Oude IJssel op bedrijventerrein Keppelseweg, in het noordwesten van Doetinchem | 106,2                  | Optimaal FM                                        | 51° 58′ 17″ NB, 6° 15′ 51″ OL |
| Druten            | Vakwerkmast bij voormalig politiebureau op de hoek Burgemeester Bruinemanstraat en Raadhuisstraat, in Druten | 105,7                  | RTV Totaal                                         | 51° 53′ 11″ NB, 5° 36′ 20″ OL |
| Duiven            | Buismast op de schoorstenen van AVR afvalverbrandingsinstallatie in Duiven, ten zuidoosten van Arnhem, bij de afrit N338 van de A12, op industriegebied Nieuwgraaf | 95,5                   | RadioNL                                            | 51° 58′ 14″ NB, 6° 0′ 1″ OL   |
| Duiven            | Vakwerkmast achter sportcomplex De Spelleward aan de Kastanjelaan in Duiven, ten zuidoosten van Arnhem | 105,2                  | Favoriet FM                                        | 51° 56′ 51″ NB, 6° 1′ 31″ OL  |
| Ede               | Buismast op de Van Ekelen Flat aan de Nieuwe Maanderbuurtweg, in Ede | 96,0                   | RadioNL, editie regio Ede                          | 52° 1′ 30″ NB, 5° 38′ 56″ OL  |
| Ede               | Buismast op flatgebouw Groot Derxgoed aan de Arnold Koningstraat, in Ede | 107,3                  | Ede FM                                             | 52° 1′ 31″ NB, 5° 39′ 24″ OL  |
| Elburg            | Buismast op het terrein van de Protestants-Christelijke basisschool De Borgstee aan de Achterweg. Het groene hart van Elburg, in de buurtschap Oostendorp. | 105,5                  | LOE FM                                             | 52° 26′ 57″ NB, 5° 51′ 24″ OL |
| Epe               | Buismast op woonzorgcentrum De Speulbrink aan de Brunholdplaats, tussen de Kerkweg en Marijkeweg, in het centrum van Vaassen | 107,8                  | Radio 794                                          | 52° 17′ 17″ NB, 5° 57′ 59″ OL |
| Ermelo            | Vakwerkmast op het bedrijventerrein Kerkdennen aan de Oude Telgterweg 177, bij Polskamp Meat Industrie B.V., in het zuidwesten van Ermelo. | 105,0                  | VeluweFM                                           | 52° 17′ 29″ NB, 5° 36′ 27″ OL |
| Harderwijk        | Buismast op een flatgebouw aan de Hofdijkstraat, hoek Vondellaan, in Harderwijk | 107,7                  | Harderwijk FM                                      | 52° 20′ 41″ NB, 5° 38′ 10″ OL |
| Hattem            | Vakwerkmast op parkeerplaats aan de Daendelsweg op bedrijventerrein Het Veen, in Hattem | 106,1                  | RTV Hattem                                         | 52° 28′ 4″ NB, 6° 4′ 14″ OL   |
| Heerde            | Vakwerkmast op parkeerplaats van sportcentrum aan de Molenweg, hoek Veldkampseweg op bedrijventerrein Molenbeek, ten noorden van Heerde | 106,5                  | Radio 794                                          | 52° 23′ 58″ NB, 6° 2′ 45″ OL  |
| Heumen            | Vakwerkmast bij milieustraat aan de Ambachtsweg, bedrijventerrein Maldenbroek, ten westen van Malden, aan het Maas-Waalkanaal | 106,2                  | GL8                                                | 51° 46′ 51″ NB, 5° 50′ 50″ OL |
| Lingewaard        | Vakwerkmast bij een fabrieksgebouw bij Looveer aan de Nederrijn, ten oosten van Huissen | 93,6                   | Radio Lingewaard Lokaal gestopt per 1 januari 2015 | 51° 56′ 32″ NB, 5° 57′ 21″ OL |
| Lochem            | Buismast op vakwerkmast op een silo aan de Goorseweg (parallel aan Twentekanaal) op bedrijventerrein Goorseweg-Havenstraat, in het noordoosten van Lochem | 89,0                   | 100% NL                                            | 52° 9′ 52″ NB, 6° 25′ 43″ OL  |
| Lochem            | Buismast op vakwerkmast op een silo aan de Goorseweg (parallel aan Twentekanaal) op bedrijventerrein Goorseweg-Havenstraat, in het noordoosten van Lochem | 100,2                  | BNR Nieuwsradio                                    | 52° 9′ 52″ NB, 6° 25′ 43″ OL  |
| Lochem            | Buismast op vakwerkmast op een silo aan de Goorseweg (parallel aan Twentekanaal) op bedrijventerrein Goorseweg-Havenstraat, in het noordoosten van Lochem | 102,3                  | Radio 538                                          | 52° 9′ 52″ NB, 6° 25′ 43″ OL  |
| Lochem            | Buismast op de watertoren op de Paasberg, in het zuiden van Lochem | 106,7                  | UniekFM                                            | 52° 9′ 11″ NB, 6° 24′ 46″ OL  |
| Lochem            | Buismast op silo van Hendrix UTD aan de Kwinkweerd (N346) en langs het Twentekanaal, in Lochem | 107,9                  | UniekFM                                            | 52° 10′ 1″ NB, 6° 24′ 44″ OL  |
| Maasdriel         | Vakwerkmast aan de Antillenstraat, hoek Ipperakkeren, in Kerkdriel | 107,0 niet meer on air | RTM                                                | 51° 46′ 7″ NB, 5° 19′ 59″ OL  |
| Montferland       | Vakwerkmast op terrein van agrarisch bedrijf (melkveehouderij) V.O.F. Peters, Langeboomsestraat 6, Verspreide huizen Braamt, ten noordoosten van 's-Heerenberg (buurtschap Vethuizen) en ten zuiden van Doetinchem                                                                                                | 94,7                   | Optimaal FM                                        | 51° 54′ 47″ NB, 6° 18′ 4″ OL  |
| Montferland       | Buismast op silo van AgruniekRijnvallei, aan de Parallelweg, in Didam-Zuid | 105,6                  | Optimaal FM                                        | 51° 56′ 6″ NB, 6° 8′ 11″ OL   |
| Nijkerk           | Buismast op silo van veevoederfabriek Coöperatie Arkervaart-Twente UA, aan de Westkadijk en langs de Arkervaart, in Nijkerk-Arkervaart | 106,8                  | NFM                                                | 51° 13′ 37″ NB, 5° 28′ 52″ OL |
| Nijmegen          | Buismast op flatgebouw aan de Weezenhof 43-00 & 44-00 in de wijk Weezenhof naast de Van Boetbergweg, in het zuiden van Nijmegen | 89,8                   | Sublime FM                                         | 51° 48′ 14″ NB, 5° 48′ 30″ OL |
| Nijmegen          | Buismast op het Erasmusgebouw van de Radboud Universiteit aan het Erasmusplein, in het zuidoosten van Nijmegen | 94,2                   | RadioNL                                            | 51° 49′ 9″ NB, 5° 51′ 58″ OL  |
| Nijmegen          | Buismast op een flat in Lankforst, bij het Steve Bikoplein, in het zuidwesten van Nijmegen | 95,0                   | 100% NL                                            | 51° 48′ 53″ NB, 5° 48′ 15″ OL |
| Nijmegen          | Buismast op een flat in Lankforst, bij het Steve Bikoplein, in het zuidwesten van Nijmegen | 100,1                  | BNR Nieuwsradio                                    | 51° 48′ 53″ NB, 5° 48′ 15″ OL |
| Nijmegen          | Buismast op een flat in Lankforst, bij het Steve Bikoplein, in het zuidwesten van Nijmegen | 100,5                  | Qmusic                                             | 51° 48′ 53″ NB, 5° 48′ 15″ OL |
| Nijmegen          | Buismast op een flat in Lankforst, bij het Steve Bikoplein, in het zuidwesten van Nijmegen | 102,6                  | Radio 538                                          | 51° 48′ 53″ NB, 5° 48′ 15″ OL |
| Nijmegen          | Vakwerkmast op de Elektriciteitscentrale Gelderland aan de Weurtseweg, op bedrijventerrein Noord-Kanaalhavens aan de Waal, in het noorden van Nijmegen | 101,1                  | Sky Radio                                          | 51° 51′ 20″ NB, 5° 49′ 49″ OL |
| Nijmegen          | Buismast op woonzorgcentrum de Doekenborg aan de Aldenhof 31-96, in de hoek Van Boetbergweg / Van Apelterenweg, in de wijk Aldenhof, in het zuiden van Nijmegen | 106,8                  | N1                                                 | 51° 48′ 15″ NB, 5° 48′ 15″ OL |
| Nijmegen          | Buismast op in 2019 gesloopt bedrijfsverzamelgebouw Metterswane op het Stationsplein, tegenover het station in het centrum van Nijmegen (verwijderd) | 107,8                  | N1                                                 | 51° 50′ 35″ NB, 5° 51′ 16″ OL |
| Nunspeet          | Buismast op het terrein van De Wingerd, school voor SO en VSO in de driehoek Oosterlaan, Savornin Lohmanstraat en De Visserlaan, in Nunspeet | 105,9                  | Radio Nunspeet                                     | 52° 22′ 55″ NB, 5° 48′ 15″ OL |
| Oldebroek         | Vakwerkmast op het terrein tankstation aan de Bovenheigraaf, ten noordwesten van 't Loo Oldebroek | 107,2                  | Loco FM                                            | 52° 26′ 52″ NB, 5° 56′ 30″ OL |
| Oldebroek         | Buismast op het parkeerterrein van het Sportpark Muldersingel aan de Hoeloosweg 15, in het noordoosten van Wezep | 107,6                  | Loco FM                                            | 52° 28′ 5″ NB, 6° 0′ 44″ OL   |
| Oost Gelre        | Vakwerkmast aan de Kevelderstraat tussen Zieuwent en Lichtenvoorde | 95,7                   | RadioNL, editie Achterhoek                         | 51° 59′ 33″ NB, 6° 31′ 26″ OL |
| Oost Gelre        | Vakwerkmast aan de Kevelderstraat tussen Zieuwent en Lichtenvoorde | 101,9                  | Radio Continu                                      | 51° 59′ 33″ NB, 6° 31′ 26″ OL |
| Oost Gelre        | Buismast op een silo, vlak bij de rotonde Lievelderweg / Richterslaan, in het centrum van Lichtenvoorde | 100,7                  | Qmusic                                             | 51° 59′ 19″ NB, 6° 34′ 28″ OL |
| Oost Gelre        | Buismast op een silo, vlak bij de rotonde Lievelderweg / Richterslaan, in het centrum van Lichtenvoorde | 103,9                  | Radio 10                                           | 51° 59′ 19″ NB, 6° 34′ 28″ OL |
| Oost Gelre        | Buismast op gebouw van voormalig ziekenhuis, nu verpleeghuis De Molenberg in de Ziekenhuisstraat, in Groenlo | 106,4                  | Gelre FM, editie Oost Gelre                        | 52° 2′ 23″ NB, 6° 36′ 49″ OL  |
| Oost Gelre        | Buismast op gebouw aan de Pastoor Zanderinkstraat, in het centrum van Zieuwent | 106,9                  | Gelre FM, editie Oost Gelre                        | 52° 0′ 19″ NB, 6° 31′ 12″ OL  |
| Oost Gelre        | Vakwerkmast naast sporthal Hamelandhal aan de Van der Meer de Walcherenstraat, in het centrum van Lichtenvoorde | 107,5                  | Gelre FM, editie Oost Gelre                        | 51° 59′ 11″ NB, 6° 34′ 22″ OL |
| Oude IJsselstreek | Buismast op pand logistiekbedrijf aan de Breukelaarsweg naast de N318, op het bedrijventerrein Hofskamp, in het oosten van Varsseveld | 105,5                  | Optimaal FM                                        | 51° 56′ 33″ NB, 6° 28′ 30″ OL |
| Overbetuwe        | Vakwerkmast achter communicatiebedrijf aan de Einsteinweg, hoek Fahrenheitstraat, op het bedrijventerrein Merm, ten zuidoosten van Elst | 107,4                  | Radio 5FM gestopt met uitzenden                    | 51° 54′ 25″ NB, 5° 52′ 1″ OL  |
| Putten            | Buismast op Multi-functioneel Centrum Stroud, Brinkweg 91, aan de Harderwijkerstraat (de N303), in het centrum van Putten | 106,1                  | VeluweFM                                           | 51° 15′ 46″ NB, 5° 36′ 40″ OL |
| Renkum            | Buismast op gebouw Dunoveste van het Dr. Leo Kannerhuis aan de Houtsniplaan, in Doorwerth | 107,0                  | Stichting Lokale Media Overbetuwe                  | 51° 58′ 43″ NB, 5° 47′ 35″ OL |
| Rheden            | Buismast op de "Dierense Toren" (van voormalige Mariakerk), Hogestraat 12, tegenover Carolinapark, in het zuiden van Dieren | 106,9                  | Studio Rheden                                      | 52° 2′ 28″ NB, 6° 6′ 19″ OL   |
| Rheden            | Buismast op voormalige pand van Waterleiding Maatschappij Gelderland aan Arnhemsestraatweg 29, in het westen van Velp, ten oosten van Arnhem | 107,2                  | Studio Rheden                                      | 51° 59′ 44″ NB, 5° 57′ 42″ OL |
| Voorst            | Vakwerkmast achter Veluws College Twello, aan de Hietweideweg, op het terrein van de Brandweer aan Jupiter, in de wijk Hietweide, in het zuidwesten van Twello | 105,3                  | Radio Voorst                                       | 52° 13′ 50″ NB, 6° 5′ 43″ OL  |
| Wageningen        | Buismast op serviceflat Belmonte aan de Generaal Foulkesweg naast de N225, bij de Wageningse Berg, in het oosten van Wageningen | 94,7                   | NPO Radio 4                                        | 51° 58′ 7″ NB, 5° 41′ 40″ OL  |
| Wageningen        | Buismast op de vestiging van RTV Meborah: het Hotel en Congrescentrum "Hof van Wageningen" aan de Lawickse Allee 9, N225, ten westen van het centrum van Wageningen | 106,0                  | Rijnstreek FM                                      | 51° 58′ 6″ NB, 5° 39′ 43″ OL  |
| West Betuwe       | Buismast op de toren van de Nederlandse Hervormde Kerk aan de Nieuwstraat / Raadhuisplein, in Asperen | 92,1                   | LekWaal FM                                         | 52° 51′ 52″ NB, 5° 6′ 41″ OL  |
| West Betuwe       | Vakwerkmast aan het eind van de Meester W.M.Kolffstraat, ten westen van Deil | 106,2                  | Betuwe Radio                                       | 51° 52′ 59″ NB, 5° 13′ 46″ OL |
| West Maas en Waal | Buismast op een silo van Ranks Meel B.V. aan de Waalbandijk tussen de Korte Brouwerstraat en de Dijkstraat, in het noorden van Beneden-Leeuwen, aan de Waal | 107,2                  | Extra FM                                           | 51° 53′ 11″ NB, 5° 31′ 26″ OL |
| Wijchen           | Buismast op het Gemeentekantoor Wijchen aan de Kasteellaan, in het centrum van Wijchen | 106,5                  | WO FM                                              | 51° 48′ 27″ NB, 5° 43′ 43″ OL |
| Winterswijk       | Vakwerkmast achter het postkantoor, Balinkesstraat en achter jeugdcentrum Eucalypta, Jeugdkerkstraat, op het terrein van een bedrijf aan de Beukenhorstweg, in het centrum van Winterswijk | 94,3                   | RadioNL, editie Achterhoek                         | 51° 58′ 22″ NB, 6° 42′ 56″ OL |
| Winterswijk       | Vakwerkmast op parkeerterrein achter het Woonzorgcentrum Vredense Hof, Vredenseweg / Homansbos, in het noordwesten van Winterswijk | 105,0                  | RTV Slingeland                                     | 51° 58′ 35″ NB, 6° 44′ 11″ OL |
| Zaltbommel        | Vakwerkmast aan de Hulpweg op bedrijventerrein Wildeman, ten zuidoosten van Zaltbommel en de spoorlijn Zaltbommel - 's-Hertogenbosch | 99,6                   | Omroep Gelderland                                  | 51° 48′ 7″ NB, 5° 16′ 5″ OL   |
| Zaltbommel        | Buismast naast sporthal De Ring en zwembad Akwamarijn, Thorbeckestraat 55, in het zuiden van Zaltbommel | 106,6                  | Dijkland FM                                        | 51° 48′ 14″ NB, 5° 15′ 2″ OL  |
| Zevenaar          | Hybride mast (buismast op vakwerkmast) bij Sportpark Hengelder, in het westen van Zevenaar | 94,0                   | Favoriet FM                                        | 51° 55′ 37″ NB, 6° 5′ 41″ OL  |
| Zutphen           | Vakwerkmast aan de Molenweg bij de spoorlijn Arnhem - Zutphen voorbij Sportpark Molenweg Oost, ten westen van De Hoven | 89,9                   | RadioNL, editie regio Zutphen                      | 52° 8′ 22″ NB, 6° 10′ 29″ OL  |
| Zutphen           | Buismast op de Sterflat aan de Karel Doormanstraat, in het zuidwesten van Zutphen | 106,1                  | B-FM                                               | 52° 8′ 6″ NB, 6° 13′ 1″ OL    |

### Groningen
| Gemeente         | Locatie | Frequenties | Frequenties                 | Coördinaten                   |
| ---------------- | --- | ----------- | --------------------------- | ----------------------------- |
| Eemsdelta        | Vakwerkmast naast voormalig KPN gebouw aan de Takenslaan 3, bij de Koningstraat, in Appingedam                                                           | 103,6       | Simone FM                   | 53° 19′ 24″ NB, 6° 51′ 27″ OL |
| Eemsdelta        | Buismast op flatgebouw aan De Vennen, in het noordoosten van het oude centrum van Delfzijl                                                               | 105,4       | Havenstad.FM                | 53° 19′ 60″ NB, 6° 55′ 41″ OL |
| Groningen        | Vakwerkmast aan de Gideonweg, in de splitsing Winschoterdiep - Oude Winschoterdiep, tegenover Stortplaats De Stainkoeln, in het zuidoosten van Groningen | 89,1        | Joy Radio, editie Groningen | 53° 11′ 54″ NB, 6° 37′ 3″ OL  |
| Groningen        | Vakwerkmast aan de Gideonweg, in de splitsing Winschoterdiep - Oude Winschoterdiep, tegenover Stortplaats De Stainkoeln, in het zuidoosten van Groningen | 92,9        | Simone FM                   | 53° 11′ 54″ NB, 6° 37′ 3″ OL  |
| Groningen        | Vakwerkmast aan de Gideonweg, in de splitsing Winschoterdiep - Oude Winschoterdiep, tegenover Stortplaats De Stainkoeln, in het zuidoosten van Groningen | 97,5        | RTV Noord                   | 53° 11′ 54″ NB, 6° 37′ 3″ OL  |
| Groningen        | Vakwerkmast aan de Gideonweg, in de splitsing Winschoterdiep - Oude Winschoterdiep, tegenover Stortplaats De Stainkoeln, in het zuidoosten van Groningen | 98,5        | Radio 8FM Noord/Oost        | 53° 11′ 54″ NB, 6° 37′ 3″ OL  |
| Groningen        | Buismast op een stroommast op industrieterrein Euvelgunne, in het zuidoosten van Groningen                                                               | 90,3        | Sublime                     | 53° 12′ 42″ NB, 6° 35′ 59″ OL |
| Groningen        | Buismast op een stroommast op industrieterrein Euvelgunne, in het zuidoosten van Groningen                                                               | 103,4       | Radio Veronica              | 53° 12′ 42″ NB, 6° 35′ 59″ OL |
| Groningen        | Buismast op het gebouw van de medische faculteit van het Universitair Medisch Centrum Groningen, in de Gorechtbuurt van Groningen                        | 106,6       | OOG                         | 53° 13′ 25″ NB, 6° 34′ 20″ OL |
| Groningen        | Buismast op een gebouw van het Centrum voor Revalidatie - UMCG, locatie Beatrixoord, ten noordoosten van Haren                                           | 107,0       | Haren FM                    | 53° 11′ 2″ NB, 6° 36′ 1″ OL   |
| Het Hogeland     | Buismast op de fabriek van DOMO, aan de N995 en ten noorden van de spoorlijn Groningen – Delfzijl, in het noorden van Bedum                              | 95,3        | Regio FM                    | 53° 18′ 32″ NB, 6° 35′ 52″ OL |
| Midden-Groningen | Vakwerkmast op splitsing Nieuwe Compagnie - Sluisweg, ten zuiden van Hoogezand                                                                           | 91,3        | Simone FM                   | 53° 8′ 28″ NB, 6° 45′ 27″ OL  |
| Midden-Groningen | Vakwerkmast op splitsing Nieuwe Compagnie - Sluisweg, ten zuiden van Hoogezand                                                                           | 92,4        | Radio Continu               | 53° 8′ 28″ NB, 6° 45′ 27″ OL  |
| Midden-Groningen | Vakwerkmast op splitsing Nieuwe Compagnie - Sluisweg, ten zuiden van Hoogezand                                                                           | 93,7        | SLAM!                       | 53° 8′ 28″ NB, 6° 45′ 27″ OL  |
| Midden-Groningen | Vakwerkmast op splitsing Nieuwe Compagnie - Sluisweg, ten zuiden van Hoogezand                                                                           | 99,1        | 100% NL                     | 53° 8′ 28″ NB, 6° 45′ 27″ OL  |
| Midden-Groningen | Vakwerkmast op splitsing Nieuwe Compagnie - Sluisweg, ten zuiden van Hoogezand                                                                           | 104,4       | RadioNL, editie Groningen   | 53° 8′ 28″ NB, 6° 45′ 27″ OL  |
| Midden-Groningen | Buismast op de Statenflat aan de Klompéstraat / Troelstralaan, in Hoogezand                                                                              | 105,2       | Radio Compagnie             | 53° 9′ 21″ NB, 6° 44′ 40″ OL  |
| Midden-Groningen | Buismast op vakwerkmast naast pand van Stichting Omroep Menterwolde, Herman Gorterweg 1, in Muntendam                                                    | 107,6       | Radio Menterwolde           | 53° 8′ 2″ NB, 6° 51′ 55″ OL   |
| Midden-Groningen | Buismast op de losstaande toren van de Hervormde kerk aan de Hoofdweg, in het centrum van Slochteren                                                     | 107,2       | Regio FM                    | 53° 12′ 30″ NB, 6° 47′ 52″ OL |
| Midden-Groningen | Vakwerkmast aan de Kugelslaan bij de ijsbaan, in het zuiden van Siddeburen                                                                               | 106,1       | Regio FM                    | 53° 14′ 43″ NB, 6° 51′ 43″ OL |
| Midden-Groningen | Vakwerkmast op verzorgingsplaats Dikke Linde langs de A7, ter hoogte van Scharmer                                                                        | 107,9       | Regio FM                    | 53° 11′ 33″ NB, 6° 42′ 13″ OL |
| Oldambt          | Vakwerkmast op pleintje achter de Mauritsstraat / Nassaustraat, in het centrum van Winschoten                                                            | 96,9        | RadioNL, editie Groningen   | 53° 8′ 49″ NB, 7° 1′ 49″ OL   |
| Oldambt          | Vakwerkmast op pleintje achter de Mauritsstraat / Nassaustraat, in het centrum van Winschoten                                                            | 105,8       | Dollard Radio               | 53° 8′ 49″ NB, 7° 1′ 49″ OL   |
| Pekela           | Buismast op de Watertoren, aan de Winschoterweg / Apollolaan, in het noorden van Oude Pekela                                                             | 107,3       | Radio Westerwolde           | 53° 6′ 43″ NB, 7° 1′ 20″ OL   |
| Stadskanaal      | Buismast op vakwerkmast aan de Bevrijderslaan, in het noordwesten van Stadskanaal                                                                        | 96,0        | Simone FM                   | 52° 59′ 40″ NB, 6° 56′ 34″ OL |
| Stadskanaal      | Buismast op Hotel Stadskanaal aan het Stadshart, in het centrum van Stadskanaal                                                                          | 105,3       | RTV1                        | 52° 59′ 22″ NB, 6° 57′ 12″ OL |
| Veendam          | Vakwerkmast bij de oude brandweerkazerne, Jacob Bruggemalaan, in Veendam                                                                                 | 106,9       | Radio Parkstad              | 53° 6′ 39″ NB, 6° 52′ 49″ OL  |
| Westerkwartier   | Buismast naast pand van Radio Westerkwartier, Hoornweg 42, in Marum                                                                                      | 105,3       | Radio Westerkwartier        | 53° 8′ 33″ NB, 6° 15′ 33″ OL  |
| Westerwolde      | Vakwerkmast op parkeerterrein aan de Sportweg, bij sportpark H. Kemperpark, in het zuidoosten van Bellingwolde                                           | 106,6       | Radio Westerwolde           | 53° 5′ 50″ NB, 7° 10′ 9″ OL   |
| Westerwolde      | Buismast op flatgebouw A van Seniorencomplex aan de Dokter Bekenkampstraat / Dokter Tijdensstraat, in Ter Apel                                           | 106,5       | Radio Westerwolde           | 52° 52′ 42″ NB, 7° 3′ 20″ OL  |
| Westerwolde      | Vakwerkmast bij pand van Radio Westerwolde, Dr. P. Rinsemastraat 7a, in Vlagtwedde                                                                       | 107,0       | Radio Westerwolde           | 53° 1′ 36″ NB, 7° 6′ 25″ OL   |

### Limburg
| Gemeente               | Locatie | Frequenties               | Frequenties                        | Coördinaten                   |
| ---------------------- | --- | ------------------------- | ---------------------------------- | ----------------------------- |
| Beesel                 | Buismast op bedrijf aan de Sint Jorisstraat op bedrijventerrein Maasveld ten noorden van Beesel | 107,7                     | Maasland Radio                     | 51° 16′ 35″ NB, 6° 2′ 34″ OL  |
| Bergen                 | Vakwerkmast aan Schilderslaan, in het verlengde van de Merelstraat, nabij de Visvijver, in Nieuw Bergen | 89,6                      | Maasland Radio                     | 51° 36′ 5″ NB, 6° 3′ 18″ OL   |
| Bergen                 | Vakwerkmast bij V.O.F. Michiels-Kleeven, Emmastraat 4a, ten oosten van Wellerlooi, tussen Nationaal Park De Maasduinen en de Duitse Grens                                                                           | 92,9                      | Maasland Radio                     | 51° 32′ 36″ NB, 6° 9′ 45″ OL  |
| Bergen                 | Buismast op Café-Zaal Kegelbaan Hijnekamp, Gochsedijk 34 / Callunastraat, ten zuidwesten van Siebengewald | 106,3                     | Maasland Radio                     | 51° 38′ 31″ NB, 6° 5′ 34″ OL  |
| Brunssum               | Betonnen toren op terrein van het Allied Joint Force Command Brunssum van de NAVO, de voormalige Staatsmijn Hendrik, in het zuiden van Brunssum                                                                     | 89,2                      | niet meer in gebruik               | 50° 56′ 14″ NB, 5° 58′ 46″ OL |
| Brunssum               | Betonnen toren op terrein van het Allied Joint Force Command Brunssum van de NAVO, de voormalige Staatsmijn Hendrik, in het zuiden van Brunssum                                                                     | 90,2                      | BFBS 1                             | 50° 56′ 14″ NB, 5° 58′ 46″ OL |
| Brunssum               | Betonnen toren op terrein van het Allied Joint Force Command Brunssum van de NAVO, de voormalige Staatsmijn Hendrik, in het zuiden van Brunssum                                                                     | 96,9                      | AFN Benelux                        | 50° 56′ 14″ NB, 5° 58′ 46″ OL |
| Brunssum               | Betonnen toren op terrein van het Allied Joint Force Command Brunssum van de NAVO, de voormalige Staatsmijn Hendrik, in het zuiden van Brunssum                                                                     | 99,7                      | AFN Benelux                        | 50° 56′ 14″ NB, 5° 58′ 46″ OL |
| Echt-Susteren          | Hybride mast (buismast in de kerktoren) Landricuskerk, in het centrum van Echt | 106,9                     | Sol2                               | 50° 56′ 14″ NB, 5° 58′ 46″ OL |
| Eijsden-Margraten      | Geplande locatie in Eijsden | 105,8                     | Radio Maas en Mergelland (gepland) |                               |
| Eijsden-Margraten      | Vakwerkmast achter Gemeenschapshuis "Oos Heim", waar zich ook de studio van Stichting Lokale Omroep Maas en Mergelland bevindt, Clermontstraat 10, in het centrum van Margraten                                     | 107,2                     | Radio Maas en Mergelland           | 50° 49′ 18″ NB, 5° 49′ 17″ OL |
| Gennep                 | Buismast op silo van mengvoederconcern Hendrix UTD B.V., Hoofdstraat 4 / De Groote Heeze, aan de Industriehaven op bedrijventerrein Hoogveld, in het noordwesten van Heijen                                         | 107,9                     | Nima                               | 51° 40′ 54″ NB, 5° 58′ 17″ OL |
| Gulpen-Wittem          | Zendmast Eys, metalen Cellnex-toren (buismast) bij het Eyserbos aan de Eyserbosweg, tussen Elkenrade en Eys, ten noordwesten van Eys                                                                                | 91,5                      | BNR Nieuwsradio                    | 50° 49′ 55″ NB, 5° 55′ 33″ OL |
| Gulpen-Wittem          | Zendmast Eys, metalen Cellnex-toren (buismast) bij het Eyserbos aan de Eyserbosweg, tussen Elkenrade en Eys, ten noordwesten van Eys                                                                                | 97,2                      | NPO Radio 2                        | 50° 49′ 55″ NB, 5° 55′ 33″ OL |
| Gulpen-Wittem          | Zendmast Eys, metalen Cellnex-toren (buismast) bij het Eyserbos aan de Eyserbosweg, tussen Elkenrade en Eys, ten noordwesten van Eys                                                                                | 98,1                      | Qmusic Limburg                     | 50° 49′ 55″ NB, 5° 55′ 33″ OL |
| Gulpen-Wittem          | Buismast op huis aan de Rijksweg, tevens N278, in het noordoosten van Gulpen | 107,9                     | PUR Radio Krijtland                | 50° 48′ 59″ NB, 5° 53′ 46″ OL |
| Horst aan de Maas      | Vakwerkmast achter gebouw Synthese (Maatschappelijk Werk), onderkomen van Omroep Horst aan de Maas, Bemmelstraat 2 in het zuidwesten van Horst                                                                      | 107,1                     | Omroep Horst aan de Maas           | 51° 26′ 48″ NB, 6° 3′ 4″ OL   |
| Kerkrade               | Buismast op een lichtmast van het Parkstad Limburg Stadion aan de N281 en de Roda JC-Ring, ten zuidwesten van Kerkrade, in de plusregio Parkstad Limburg                                                            | 105,7                     | Radio Parkstad                     | 50° 51′ 28″ NB, 6° 0′ 23″ OL  |
| Landgraaf              | Buismast op SnowWorld op de Wilhelminaberg, ten zuidoosten van Landgraaf (niet op de mast die nog geen 20 meter verder staat)                                                                                       | 97,7                      | Qmusic Limburg                     | 50° 52′ 31″ NB, 6° 1′ 30″ OL  |
| Landgraaf              | Buismast op SnowWorld op de Wilhelminaberg, ten zuidoosten van Landgraaf (niet op de mast die nog geen 20 meter verder staat)                                                                                       | 107,0                     | Radio Parkstad                     | 50° 52′ 31″ NB, 6° 1′ 30″ OL  |
| Landgraaf              | Op Megaland in Park Gravenrode, ten zuidoosten van Landgraaf en Heerlen | 107,5                     | Pinkpop on air evenementenzender   | 50° 52′ 47″ NB, 6° 1′ 22″ OL  |
| Leudal                 | Buismast bevestigd aan gebouw (studio) Stichting Omroep Leudal en Maasgouw, Stationsstraat 32A / Oude Trambaan, Heythuysen                                                                                          | 105,7                     | 3ML                                | 51° 14′ 50″ NB, 5° 53′ 34″ OL |
| Leudal                 | Betonnen Cellnex-toren, Bronskamp 16, bij de Torenweg, op bedrijventerrein Ittervoort, ten noordoosten van Ittervoort                                                                                               | 106,1                     | 3ML                                | 51° 10′ 36″ NB, 5° 50′ 8″ OL  |
| Maastricht             | Televisietoren Daalhof, betonnen Alticom-toren Daalhof, aan de Trichterbaan / Neptunushof, in het zuidwesten van Maastricht                                                                                         | 87,7                      | BFBS 1                             | 50° 50′ 25″ NB, 5° 39′ 34″ OL |
| Maastricht             | Televisietoren Daalhof, betonnen Alticom-toren Daalhof, aan de Trichterbaan / Neptunushof, in het zuidwesten van Maastricht                                                                                         | 91,1                      | Radio 10                           | 50° 50′ 25″ NB, 5° 39′ 34″ OL |
| Maastricht             | Televisietoren Daalhof, betonnen Alticom-toren Daalhof, aan de Trichterbaan / Neptunushof, in het zuidwesten van Maastricht                                                                                         | 97,6                      | Qmusic Limburg                     | 50° 50′ 25″ NB, 5° 39′ 34″ OL |
| Maastricht             | Televisietoren Daalhof, betonnen Alticom-toren Daalhof, aan de Trichterbaan / Neptunushof, in het zuidwesten van Maastricht                                                                                         | 107,5                     | RTV Maastricht                     | 50° 50′ 25″ NB, 5° 39′ 34″ OL |
| Maastricht             | Buismast op het hoofdkantoor van Watermaatschappij Limburg, aan de Limburglaan, in het zuiden van Maastricht, ten oosten van de Maas                                                                                | 88,9                      | Sublime FM                         | 50° 50′ 25″ NB, 5° 42′ 15″ OL |
| Meerssen               | Buismast op Zorgcentrum Beukeloord (waar ook de Lokale Omroep van Groot Meerssen zit), Gasthuisplantsoen, in het centrum van Meerssen                                                                               | 106,8                     | Meer FM                            | 50° 53′ 12″ NB, 5° 45′ 9″ OL  |
| Mook en Middelaar      | Buismast op de toren van Jachtslot de Mookerheide, Heumensebaan, op Landgoed de Mookerheide, op de Mookerheide, ten oosten van Molenhoek, richting Groesbeek                                                        | 107,5                     | vrij                               | 51° 46′ 12″ NB, 5° 53′ 21″ OL |
| Peel en Maas           | Vakwerkmast bij gebouw (studio) van Stichting Omroep P&M, Schout van Merwijckstraat 2, in Panningen | 92,5                      | Omroep P&M                         | 51° 19′ 28″ NB, 5° 58′ 58″ OL |
| Roermond               | Betonnen radio- en televisietoren (Cellnex) aan Op De Meuleberg, in Herten, ten zuidwesten van Roermond | 88,2                      | NPO Radio 2                        | 51° 11′ 2″ NB, 5° 58′ 32″ OL  |
| Roermond               | Betonnen radio- en televisietoren (Cellnex) aan Op De Meuleberg, in Herten, ten zuidwesten van Roermond | 90,9                      | NPO 3FM                            | 51° 11′ 2″ NB, 5° 58′ 32″ OL  |
| Roermond               | Betonnen radio- en televisietoren (Cellnex) aan Op De Meuleberg, in Herten, ten zuidwesten van Roermond | 94,5                      | NPO Radio 4                        | 51° 11′ 2″ NB, 5° 58′ 32″ OL  |
| Roermond               | Betonnen radio- en televisietoren (Cellnex) aan Op De Meuleberg, in Herten, ten zuidwesten van Roermond | 96,1                      | Qmusic Limburg                     | 51° 11′ 2″ NB, 5° 58′ 32″ OL  |
| Roermond               | Betonnen radio- en televisietoren (Cellnex) aan Op De Meuleberg, in Herten, ten zuidwesten van Roermond | 100,3                     | L1 Radio                           | 51° 11′ 2″ NB, 5° 58′ 32″ OL  |
| Roermond               | Betonnen radio- en televisietoren (Cellnex) aan Op De Meuleberg, in Herten, ten zuidwesten van Roermond | 101,6                     | Sky Radio                          | 51° 11′ 2″ NB, 5° 58′ 32″ OL  |
| Roermond               | Betonnen radio- en televisietoren (Cellnex) aan Op De Meuleberg, in Herten, ten zuidwesten van Roermond | 102,3                     | Radio 538                          | 51° 11′ 2″ NB, 5° 58′ 32″ OL  |
| Roermond               | Betonnen radio- en televisietoren (Cellnex) aan Op De Meuleberg, in Herten, ten zuidwesten van Roermond | 104,8                     | NPO Radio 1                        | 51° 11′ 2″ NB, 5° 58′ 32″ OL  |
| Roermond               | Vakwerkmast bij Congrescentrum Het Forum aan de Elmpterweg, naast de N271 in Maasniel, in het noordoosten van Roermond                                                                                              | 107,4                     | RTV Roermond                       | 51° 12′ 10″ NB, 6° 1′ 20″ OL  |
| Sittard-Geleen         | Buismast op flatgebouw aan de Pijperstraat in het zuiden van Geleen | 99,1                      | Streekradio START                  | 50° 57′ 18″ NB, 5° 49′ 24″ OL |
| Sittard-Geleen         | Buismast op de Stadsschouwburg Sittard-Geleen, Monseigneur Claessensstraat 2, in het centrum van Sittard | 107,3                     | Streekradio START                  | 50° 59′ 55″ NB, 5° 51′ 42″ OL |
| Stein                  | Buismast op flatgebouw de Stevel, aan de Heerstraat-Centrum / Haalbrugskensweg, aan het Winkelcentrum Stein, op het Raadhuisplein, in het centrum van Stein                                                         | 96,2                      | Omroep Stein                       | 50° 58′ 9″ NB, 5° 45′ 55″ OL  |
| Vaals                  | Buismast op de Bellevue Flat aan de Viergrenzenweg, ten zuiden van Vaals | 106,9                     | PUR Radio Krijtland                | 50° 45′ 49″ NB, 6° 1′ 6″ OL   |
| Valkenburg aan de Geul | Zendmast Emmaberg, een hybridemast op de Emmaberg, nabij het gehucht Emmaberg, halverwege Valkenburg en Hulsberg | 92,1                      | 100% NL                            | 50° 52′ 30″ NB, 5° 50′ 48″ OL |
| Valkenburg aan de Geul | Zendmast Emmaberg, een hybridemast op de Emmaberg, nabij het gehucht Emmaberg, halverwege Valkenburg en Hulsberg | 93,4                      | NPO Radio 2                        | 50° 52′ 30″ NB, 5° 50′ 48″ OL |
| Valkenburg aan de Geul | Zendmast Emmaberg, een hybridemast op de Emmaberg, nabij het gehucht Emmaberg, halverwege Valkenburg en Hulsberg | 95,3                      | L1 Radio                           | 50° 52′ 30″ NB, 5° 50′ 48″ OL |
| Valkenburg aan de Geul | Zendmast Emmaberg, een hybridemast op de Emmaberg, nabij het gehucht Emmaberg, halverwege Valkenburg en Hulsberg | 98,7                      | NPO Radio 4                        | 50° 52′ 30″ NB, 5° 50′ 48″ OL |
| Valkenburg aan de Geul | Zendmast Emmaberg, een hybridemast op de Emmaberg, nabij het gehucht Emmaberg, halverwege Valkenburg en Hulsberg | 103,9                     | NPO 3FM                            | 50° 52′ 30″ NB, 5° 50′ 48″ OL |
| Valkenburg aan de Geul | Zendmast Emmaberg, een hybridemast op de Emmaberg, nabij het gehucht Emmaberg, halverwege Valkenburg en Hulsberg | 105,3                     | NPO Radio 1                        | 50° 52′ 30″ NB, 5° 50′ 48″ OL |
| Valkenburg aan de Geul | Zendmast Emmaberg, een hybridemast op de Emmaberg, nabij het gehucht Emmaberg, halverwege Valkenburg en Hulsberg | 891 kHz                   | Radio 538                          | 50° 52′ 30″ NB, 5° 50′ 48″ OL |
| Valkenburg aan de Geul | Zendmast Emmaberg, een hybridemast op de Emmaberg, nabij het gehucht Emmaberg, halverwege Valkenburg en Hulsberg | 1251 kHz Niet meer on air | NPO Radio 5                        | 50° 52′ 30″ NB, 5° 50′ 48″ OL |
| Valkenburg aan de Geul | Vakwerkmast achter gebouw (studio) van Falcon Radio, Grote straat 14 a-b, Berg, in de voormalige gemeente Berg en Terblijt                                                                                          | 94,3                      | Falcon Radio                       | 50° 51′ 39″ NB, 5° 46′ 34″ OL |
| Venlo                  | Buismast op flatgebouw Vogelvlucht aan de Molenbossen, langs de Maas, in het zuiden van Blerick | 89,2                      | SLAM!                              | 51° 21′ 38″ NB, 6° 8′ 47″ OL  |
| Venlo                  | Buismast op flatgebouw Vogelvlucht aan de Molenbossen, langs de Maas, in het zuiden van Blerick | 91,9                      | 100% NL                            | 51° 21′ 38″ NB, 6° 8′ 47″ OL  |
| Venlo                  | Buismast op een flatgebouw boven Winkelcentrum Tegelen aan de Centrum-Passage / Kerkstraat, naast de Raadhuislaan, in het centrum van Tegelen                                                                       | 96,9                      | Omroep Venlo                       | 51° 20′ 29″ NB, 6° 8′ 27″ OL  |
| Venlo                  | Buismast op reclamemast op parkeerterrein naast A67/E34, aansluiting N271, ten zuiden van Velden | 106,0                     | Maasland Radio                     | 51° 23′ 42″ NB, 6° 10′ 3″ OL  |
| Venray                 | Buismast op flatgebouw De Hoge Beek, aan De Hoge Beek, tussen de Tolstraat en de Noordsingel, in het noorden van Venray                                                                                             | 90,2                      | Omroep Venray                      | 51° 31′ 53″ NB, 5° 58′ 10″ OL |
| Venray                 | Buismast op silo van Cehave Landbouwbelang Voeders B.V., onderdeel van Agrifirm aan de Maashaven en de Burgemeester de Weichshavenstraat, op het Haven- en Industrieterrein Wanssum, in het noordoosten van Wanssum | 105,6                     | Omroep Horst aan de Maas           | 51° 32′ 19″ NB, 6° 4′ 49″ OL  |
| Weert                  | Buismast op de Parkflat aan de Kasteelsingel, hoek Morrengat en Hoogpoort, in Weert | 95,2                      | Radio 8FM                          | 51° 15′ 26″ NB, 5° 42′ 22″ OL |
| Weert                  | Buismast op de Parkflat aan de Kasteelsingel, hoek Morrengat en Hoogpoort, in Weert | 98,5                      | Qmusic Limburg                     | 51° 15′ 26″ NB, 5° 42′ 22″ OL |
| Weert                  | Buismast op de kerktoren van de Sint-Lambertuskerk in Nederweert, ten noordoosten van Weert | 97,0                      | Weert FM                           | 51° 17′ 9″ NB, 5° 44′ 53″ OL  |
| Weert                  | Buismast op de graansilo van Meneba Weert, aan de Industriekade, langs de Zuid-Willemsvaart, in Weert | 107,5                     | Weert FM                           | 51° 15′ 11″ NB, 5° 41′ 29″ OL |

### Noord-Brabant
| Gemeente                      | Locatie | Frequenties | Frequenties                                | Coördinaten                   |
| ----------------------------- | --- | ----------- | ------------------------------------------ | ----------------------------- |
| Altena                        | Vakwerkmast achter KPN schakelstation aan de Wijksestraat, op het Bloklandterrein, ten noordwesten van Wijk en Aalburg                                                                        | 106,4       | Oké FM                                     | 51° 45′ 54″ NB, 5° 7′ 6″ OL   |
| Altena                        | Vakwerkmast op het terrein van de Gemeentewerf aan de Handelstraat, op bedrijventerrein Rietdijk, ten zuiden van Giessen                                                                      | 107,1       | RTV Altena                                 | 51° 47′ 2″ NB, 5° 2′ 4″ OL    |
| Altena                        | Vakwerkmast aan het eind van de Buitenkade, in het zuiden van Nieuwendijk, naast de A27, bij de aansluiting 22 (Nieuwendijk)                                                                  | 107,8       | RTV Altena                                 | 51° 46′ 11″ NB, 4° 55′ 38″ OL |
| Alphen-Chaam                  | Buismast achter bedrijf in witgoed aan de Sint Janstraat, bij de N260, ten zuidoosten van Alphen                                                                                              | 106,3       | Optimaal FM                                | 51° 28′ 38″ NB, 4° 57′ 48″ OL |
| Baarle-Nassau                 | Vakwerkmast achter supermarkt Boerenbond aan de Parallelweg, zuidwestelijk van het centrum van Baarle                                                                                         | 87,8        | Radio De Stille Genieter                   | 51° 26′ 26″ NB, 4° 55′ 37″ OL |
| Bergeijk                      | Vakwerkmast bij de Zoeferbeemd op bedrijventerrein De Rijt, ten noordwesten van Luyksgestel                                                                                                   | 106,1       | Kempen FM                                  | 51° 17′ 27″ NB, 5° 18′ 48″ OL |
| Bergen op Zoom                | Buismast op flatgebouw Groeshof aan de Gagelboslaan, in het oosten van Bergen op Zoom | 97,3        | Puur NL, editie West-Brabant               | 51° 29′ 43″ NB, 4° 18′ 31″ OL |
| Bergen op Zoom                | Buismast op flatgebouw Groeshof aan de Gagelboslaan, in het oosten van Bergen op Zoom | 105,8       | Zuidwest FM                                | 51° 29′ 43″ NB, 4° 18′ 31″ OL |
| Bernheze                      | Vakwerkmast op Sportpark De Hoef, aan de Dorpsstraat, in Loosbroek | 105,6       | MFM                                        | 51° 40′ 35″ NB, 5° 30′ 35″ OL |
| Best                          | Buismast op een flat aan de Leemkuilen, Leemkuilenpark, bij de Willem de Zwijgerweg, in Best                                                                                                  | 106,2       | Lokale Omroep Best                         | 51° 30′ 17″ NB, 5° 23′ 46″ OL |
| Bladel                        | Vakwerkmast achter het gemeenschapshuis aan het Alexanderhof, in Hapert | 97,2        | Kempen FM                                  | 51° 22′ 14″ NB, 5° 15′ 3″ OL  |
| Bladel                        | Vakwerkmast achter het gemeenschapshuis aan het Alexanderhof, in Hapert | 105,7       | Kempen FM                                  | 51° 22′ 14″ NB, 5° 15′ 3″ OL  |
| Boxtel                        | Geplande locatie | 101,2       | Sky Radio (gepland)                        |                               |
| Breda                         | Cellnex-Buismast achter oude Postkantoor Oude Vest / Kerkstraat, in het centrum van Breda | 89,7        | Sublime                                    | 51° 35′ 10″ NB, 4° 46′ 43″ OL |
| Breda                         | Cellnex-Buismast achter oude Postkantoor Oude Vest / Kerkstraat, in het centrum van Breda | 101,7       | Sky Radio                                  | 51° 35′ 10″ NB, 4° 46′ 43″ OL |
| Breda                         | Buismast op flatgebouw Sterrenbos aan de Sterrebos, in het oosten van Breda, bij de A27 aansluiting 15                                                                                        | 91,5        | BNR Nieuwsradio                            | 51° 35′ 9″ NB, 4° 49′ 23″ OL  |
| Breda                         | Buismast op kantoorgebouw van het UWV aan de Verlengde Poolseweg 20, aan de doorvoerwegen Claudius Prinsenlaan / Franklin Rooseveltlaan, in het zuidoosten van Breda                          | 99,4/89,2   | SLAM! / Radio 8FM                          | 51° 34′ 49″ NB, 4° 48′ 15″ OL |
| Breda                         | Buismast op stadskantoor Breda, Claudius Prinsenlaan 10, in het oosten van Breda | 107,3       | BredaNu                                    | 51° 35′ 14″ NB, 4° 47′ 0″ OL  |
| Breda                         | Op bedrijfsverzamelgebouw met autodealers in de bocht Franklin Rooseveltlaan / Minervum 7001, naast de A27, op bedrijventerrein Hoogeind, in het oosten van Breda                             | 107,9       | American Drive In Cinema evenementenzender | 51° 34′ 57″ NB, 4° 49′ 35″ OL |
| Cranendonck                   | Vakwerkmast op parkeerterrein van sportcomplex "de Zuiderpoort" aan de Sportlaan in Midbuul, ten zuiden van Budel                                                                             | 107,1       | Radio Horizon                              | 51° 15′ 44″ NB, 5° 34′ 14″ OL |
| Deurne                        | Vakwerkmast op terrein van de brandweerkazerne aan de Anton Coolenlaan, in het centrum van Deurne                                                                                             | 106,2       | Deurne FM                                  | 51° 27′ 41″ NB, 5° 47′ 49″ OL |
| Drimmelen                     | Vakwerkmast Haasdijk bij aansluiting 32 (Made) van de A59, in het zuiden van Made | 106,9       | Omroep Drimmelen                           | 51° 40′ 17″ NB, 4° 48′ 9″ OL  |
| Eindhoven                     | Vakwerkmast op hoogspanningsverdeelstation aan de Daalakkersweg op bedrijventerrein Herzenbroeken in stadsdeel Tongelre, in de buurt Muschberg en Geestenberg, ten oosten van Eindhoven       | 89,3        | Radio 8FM                                  | 51° 26′ 52″ NB, 5° 31′ 53″ OL |
| Eindhoven                     | Vakwerkmast op hoogspanningsverdeelstation aan de Daalakkersweg op bedrijventerrein Herzenbroeken in stadsdeel Tongelre, in de buurt Muschberg en Geestenberg, ten oosten van Eindhoven       | 90,3        | Puur NL, editie Zuidoost-Brabant           | 51° 26′ 52″ NB, 5° 31′ 53″ OL |
| Eindhoven                     | Vakwerkmast op hoogspanningsverdeelstation aan de Daalakkersweg op bedrijventerrein Herzenbroeken in stadsdeel Tongelre, in de buurt Muschberg en Geestenberg, ten oosten van Eindhoven       | 93,2        | Radio Decibel, editie Eindhoven            | 51° 26′ 52″ NB, 5° 31′ 53″ OL |
| Eindhoven                     | Vakwerkmast op hoogspanningsverdeelstation aan de Daalakkersweg op bedrijventerrein Herzenbroeken in stadsdeel Tongelre, in de buurt Muschberg en Geestenberg, ten oosten van Eindhoven       | 93,6        | RadioNL                                    | 51° 26′ 52″ NB, 5° 31′ 53″ OL |
| Eindhoven                     | Vakwerkmast op hoogspanningsverdeelstation aan de Daalakkersweg op bedrijventerrein Herzenbroeken in stadsdeel Tongelre, in de buurt Muschberg en Geestenberg, ten oosten van Eindhoven       | 95,5        | Radio 8FM                                  | 51° 26′ 52″ NB, 5° 31′ 53″ OL |
| Eindhoven                     | Buismast op het stadhuis aan het Stadhuisplein, in het centrum van Eindhoven | 94,0        | Glow FM                                    | 51° 26′ 7″ NB, 5° 28′ 53″ OL  |
| Eindhoven                     | Buismast op het stadhuis aan het Stadhuisplein, in het centrum van Eindhoven | 106,6       | Studio040                                  | 51° 26′ 7″ NB, 5° 28′ 53″ OL  |
| Etten-Leur                    | Buismast op kantorenpark Trivium, en wel op het gebouw van het ROC West-Brabant, aan de A58, aansluiting 18 (Etten-Leur), in het oosten van Etten-Leur                                        | 105,7       | Local FM                                   | 51° 34′ 11″ NB, 4° 39′ 43″ OL |
| Geertruidenberg               | Buismast op de silo's van pleisterproducent Strikolith B.V. aan de Krabbescheer, op industrieterrein Dombosch 2, ten noorden van Raamsdonksveer                                               | 105,1       | SLOG FM                                    | 51° 42′ 27″ NB, 4° 53′ 2″ OL  |
| Geldrop-Mierlo                | Betonnen Cellnex-toren aan de Torenweg bij de Molenheide, ten westen van Mierlo | 87,6        | Omroep Brabant, editie Zuidoost            | 51° 26′ 17″ NB, 5° 36′ 17″ OL |
| Geldrop-Mierlo                | Betonnen Cellnex-toren aan de Torenweg bij de Molenheide, ten westen van Mierlo | 88,6        | BNR Nieuwsradio                            | 51° 26′ 17″ NB, 5° 36′ 17″ OL |
| Geldrop-Mierlo                | Betonnen Cellnex-toren aan de Torenweg bij de Molenheide, ten westen van Mierlo | 89,7        | Sublime                                    | 51° 26′ 17″ NB, 5° 36′ 17″ OL |
| Geldrop-Mierlo                | Betonnen Cellnex-toren aan de Torenweg bij de Molenheide, ten westen van Mierlo | 92,3        | NPO Radio 2                                | 51° 26′ 17″ NB, 5° 36′ 17″ OL |
| Geldrop-Mierlo                | Betonnen Cellnex-toren aan de Torenweg bij de Molenheide, ten westen van Mierlo | 94,9        | 100% NL                                    | 51° 26′ 17″ NB, 5° 36′ 17″ OL |
| Geldrop-Mierlo                | Betonnen Cellnex-toren aan de Torenweg bij de Molenheide, ten westen van Mierlo | 97,1        | NPO 3FM                                    | 51° 26′ 17″ NB, 5° 36′ 17″ OL |
| Geldrop-Mierlo                | Betonnen Cellnex-toren aan de Torenweg bij de Molenheide, ten westen van Mierlo | 97,7        | Radio Veronica                             | 51° 26′ 17″ NB, 5° 36′ 17″ OL |
| Geldrop-Mierlo                | Betonnen Cellnex-toren aan de Torenweg bij de Molenheide, ten westen van Mierlo | 99,4        | SLAM!                                      | 51° 26′ 17″ NB, 5° 36′ 17″ OL |
| Geldrop-Mierlo                | Betonnen Cellnex-toren aan de Torenweg bij de Molenheide, ten westen van Mierlo | 101,6       | Sky Radio                                  | 51° 26′ 17″ NB, 5° 36′ 17″ OL |
| Geldrop-Mierlo                | Betonnen Cellnex-toren aan de Torenweg bij de Molenheide, ten westen van Mierlo | 104,6       | NPO Radio 1                                | 51° 26′ 17″ NB, 5° 36′ 17″ OL |
| Geldrop-Mierlo                | Buismast op Hotel de Brug, bij Sport- en Recreatiecentrum de Brug, Arkweg 3 - 17, ten noordoosten van Mierlo                                                                                  | 105,5       | Studio040                                  | 51° 27′ 4″ NB, 5° 37′ 46″ OL  |
| Gemert-Bakel                  | Vakwerkmast bij Omroep Centraal, achter De Bunker, Sint Annastraat 60, in het centrum van Gemert                                                                                              | 91,1        | Omroep Centraal                            | 51° 33′ 30″ NB, 5° 41′ 32″ OL |
| Gemert-Bakel                  | Betonnen Cellnex-toren aan de Hemelsbleekweg, ten zuiden van De Mortel en Gemert | 102,3       | Radio 538                                  | 51° 31′ 35″ NB, 5° 42′ 15″ OL |
| Gilze en Rijen                | Vakwerkmast achter KPN-gebouwtje aan de Mariastraat, dicht bij de Pastoor Gillisstraat, in het centrum van Rijen                                                                              | 89,2        | Radio 8FM                                  | 51° 35′ 22″ NB, 4° 54′ 55″ OL |
| Gilze en Rijen                | Vakwerkmast aan Prinsenbosch, in de Chaamsche Bosschen, halverwege Gilze en Chaam op het terrein van (voormalig militair) Kamp Prinsenbosch, nu asielzoekerscentrum, ten zuidwesten van Gilze | 95,4        | BNR Nieuwsradio                            | 51° 32′ 17″ NB, 5° 53′ 45″ OL |
| Goirle                        | Buismast aan de Burgemeester Rensstraat, in het centrum van Goirle | 105,6       | LOG Radio                                  | 51° 31′ 23″ NB, 5° 3′ 45″ OL  |
| Halderberge                   | Buismast op huis aan de Bovenstraat, in Hoeven | 104,9       | Radio Peejenland evenementenzender         | 51° 34′ 45″ NB, 4° 35′ 15″ OL |
| Halderberge                   | Vakwerkmast op parkeerterrein van sportpark De Pagnevaart aan de Pagnevaartweg, in Oudenbosch                                                                                                 | 106,7       | HOS FM                                     | 51° 35′ 7″ NB, 4° 32′ 32″ OL  |
| Heeze-Leende                  | Vakwerkmast aan het einde van de Veestraat in het Leenderbos, ten zuidwesten van Leende en de A2                                                                                              | 92,9        | Radio Horizon                              | 51° 20′ 31″ NB, 5° 32′ 21″ OL |
| Heeze-Leende                  | Vakwerkmast op bedrijvenpark Het Chijnsgoed aan de Pastoor Thijssenlaan, ten zuiden van Sterksel                                                                                              | 106,0       | Radio Horizon                              | 51° 20′ 17″ NB, 5° 36′ 36″ OL |
| Helmond                       | Buismast op een silo van Coppens Diervoeding B.V. aan de Gerstdijk op industrieterrein Zuid-Oost Brabant, in het zuidoosten van Helmond                                                       | 90,5        | Puur NL, editie Zuidoost-Brabant           | 51° 26′ 51″ NB, 5° 41′ 38″ OL |
| Helmond                       | Buismast op woonzorgcentrum de Ameide aan Ameidepark, in het centrum van Helmond | 107,2       | Dit is Helmond (voorheen Omroep Helmond)   | 51° 28′ 49″ NB, 5° 39′ 33″ OL |
| 's-Hertogenbosch              | Buismast op Kantoor van de Toekomst op Bedrijventerrein De Herven, in 's-Hertogenbosch-Noord                                                                                                  | 87,9        | Radio 10                                   | 51° 42′ 49″ NB, 5° 20′ 18″ OL |
| 's-Hertogenbosch              | Buismast op Kantoor van de Toekomst op Bedrijventerrein De Herven, in 's-Hertogenbosch-Noord                                                                                                  | 90,1        | Puur NL, editie Noordoost-Brabant          | 51° 42′ 49″ NB, 5° 20′ 18″ OL |
| 's-Hertogenbosch              | Buismast op Kantoor van de Toekomst op Bedrijventerrein De Herven, in 's-Hertogenbosch-Noord                                                                                                  | 94,1        | Puur NL, editie Noordoost-Brabant          | 51° 42′ 49″ NB, 5° 20′ 18″ OL |
| 's-Hertogenbosch              | Buismast op flatgebouw Socrates aan de Socrateslaan, in 's-Hertogenbosch | 88,9        | Radio 8FM                                  | 51° 40′ 43″ NB, 5° 19′ 19″ OL |
| 's-Hertogenbosch              | Buismast op flatgebouw Socrates aan de Socrateslaan, in 's-Hertogenbosch | 97,4        | Radio 8FM                                  | 51° 40′ 43″ NB, 5° 19′ 19″ OL |
| 's-Hertogenbosch              | Buismast op flatgebouw Socrates aan de Socrateslaan, in 's-Hertogenbosch | 101,0       | Qmusic                                     | 51° 40′ 43″ NB, 5° 19′ 19″ OL |
| 's-Hertogenbosch              | Buismast op verpleeghuis De Herven, bij locatie Carolus van het Jeroen Bosch Ziekenhuis in de wijk De Herven, in 's-Hertogenbosch Noord                                                       | 95,2        | momenteel niet in gebruik                  | 51° 42′ 17″ NB, 5° 19′ 12″ OL |
| 's-Hertogenbosch              | Buismast op de Pettelaer flat aan de Pettelaarseweg / Senecalaan, in het zuiden van 's-Hertogenbosch                                                                                          | 101,5       | Sky Radio                                  | 51° 40′ 43″ NB, 5° 19′ 35″ OL |
| 's-Hertogenbosch              | Vakwerkmast op Sportpark Duyn en Dael, aan de Duyn en Daelseweg 16a, in het westen van Nuland                                                                                                 | 106,3       | Radio Vladeracken                          | 51° 43′ 31″ NB, 5° 25′ 47″ OL |
| Heusden                       | Buismast op de kerktoren van de Rooms-Katholieke Kerk Sint Johannes Geboorte aan de Nieuwkuijksestraat, in het centrum van Nieuwkuijk                                                         | 105,7       | HTR Radio                                  | 51° 41′ 30″ NB, 5° 10′ 49″ OL |
| Hilvarenbeek                  | Buismast op de kerktoren van de Sint-Petrus'-Bandenkerk aan het Vrijthof, in Hilvarenbeek | 96,0        | VLOH Radio                                 | 51° 29′ 6″ NB, 5° 8′ 11″ OL   |
| Laarbeek                      | Vakwerkmast achter gebouw (studio) van Radio Kontakt, Otterweg 25, ten zuiden van Beek en Donk                                                                                                | 106,8       | Radio Kontakt                              | 51° 32′ 7″ NB, 5° 37′ 7″ OL   |
| Land van Cuijk                | Buismast op de Sint Petrusbasiliek aan de Steenstraat, in Boxmeer | 105,9       | Kempen FM                                  | 51° 38′ 49″ NB, 5° 57′ 10″ OL |
| Land van Cuijk                | Versterkte buismast op zorgcentrum Maartenshof aan de Deken van den Ackerhof in Cuijk, naast de Maas                                                                                          | 88,4        | Omroep Land van Cuijk                      | 51° 43′ 51″ NB, 5° 52′ 56″ OL |
| Land van Cuijk                | Vakwerkmast achter gebouw van KPN Telecom Veldweg 6, hoek Jan van Cuijkstraat, in het centrum van Cuijk                                                                                       | 95,3        | RadioNL, editie Nijmegen/Cuijk             | 51° 43′ 40″ NB, 5° 52′ 43″ OL |
| Land van Cuijk                | Vakwerkmast in de buurt van de tennisbanen aan de Burgemeester van den Braakplein / Grotestraat, in Beers                                                                                     | 105,5       | Omroep Land van Cuijk                      | 51° 43′ 27″ NB, 5° 49′ 34″ OL |
| Land van Cuijk                | Buismast op appartementencomplex aan de Prinsenstal / Maaskade aan de Oude Haven, naast de Maas, in het centrum van Grave                                                                     | 105,8       | Omroep Land van Cuijk                      | 51° 45′ 33″ NB, 5° 44′ 33″ OL |
| Land van Cuijk                | Buismast op de schoorsteen van de voormalige houtfabriek van Van Hout aan de Parallelweg, in het zuiden van Mill                                                                              | 107,3       | LOM                                        | 51° 40′ 59″ NB, 5° 47′ 9″ OL  |
| Land van Cuijk                | Vakwerkmast op terrein van Natuursteenbedrijf Van der Rijt, aan 't Kempke, in het westen van Sint Anthonis                                                                                    | 94,0        | Peelstar FM                                | 51° 37′ 29″ NB, 5° 52′ 5″ OL  |
| Loon op Zand                  | Betonnen Cellnex-toren aan de Finantien, ten zuiden van Loon op Zand | 88,8        | Puur NL, editie Midden-Brabant             | 51° 36′ 26″ NB, 5° 4′ 37″ OL  |
| Loon op Zand                  | Betonnen Cellnex-toren aan de Finantien, ten zuiden van Loon op Zand | 89,2        | Radio 8FM                                  | 51° 36′ 26″ NB, 5° 4′ 37″ OL  |
| Loon op Zand                  | Betonnen Cellnex-toren aan de Finantien, ten zuiden van Loon op Zand | 90,0        | 100% NL                                    | 51° 36′ 26″ NB, 5° 4′ 37″ OL  |
| Loon op Zand                  | Betonnen Cellnex-toren aan de Finantien, ten zuiden van Loon op Zand | 91,9        | Omroep Brabant                             | 51° 36′ 26″ NB, 5° 4′ 37″ OL  |
| Loon op Zand                  | Betonnen Cellnex-toren aan de Finantien, ten zuiden van Loon op Zand | 93,3        | Puur NL, editie Midden-Brabant             | 51° 36′ 26″ NB, 5° 4′ 37″ OL  |
| Loon op Zand                  | Betonnen Cellnex-toren aan de Finantien, ten zuiden van Loon op Zand | 96,3        | Radio Veronica                             | 51° 36′ 26″ NB, 5° 4′ 37″ OL  |
| Loon op Zand                  | Betonnen Cellnex-toren aan de Finantien, ten zuiden van Loon op Zand | 98,2        | NPO Radio 4                                | 51° 36′ 26″ NB, 5° 4′ 37″ OL  |
| Loon op Zand                  | Betonnen Cellnex-toren aan de Finantien, ten zuiden van Loon op Zand | 107,2       | Langstraat NL                              | 51° 36′ 26″ NB, 5° 4′ 37″ OL  |
| Loon op Zand                  | Buismast op Efteling Hotel naast het parkeerterrein van de Efteling, Horst 31, in het zuidwesten van Kaatsheuvel aan de Midden-Brabantweg (N261), afslag Europalaan                           |             |                                            | 51° 39′ 12″ NB, 5° 3′ 16″ OL  |
| Maashorst                     | Vakwerkmast bij Sportpark De Bundel, Boekelsedijk 3, ten zuiden van Zeeland | 91,6        | L-FM                                       | 51° 41′ 1″ NB, 5° 40′ 41″ OL  |
| Maashorst                     | Vakwerkmast bij Sportpark De Bundel, Boekelsedijk 3, ten zuiden van Zeeland | 106,6       | L-FM                                       | 51° 41′ 1″ NB, 5° 40′ 41″ OL  |
| Maashorst                     | Vakwerkmast bij Sportpark De Bundel, Boekelsedijk 3, ten zuiden van Zeeland | 107,9       | AFN Benelux                                | 51° 41′ 1″ NB, 5° 40′ 41″ OL  |
| Maashorst                     | Buismast aan de Spijkerstraat, op terrein van Tuinbouwbedrijf Jonkergouw Beheer B.V., Molenaarstraat 2, in het westen van Schaijk                                                             | 105,0       | L-FM                                       | 51° 44′ 45″ NB, 5° 37′ 12″ OL |
| Maashorst                     | Vakwerkmast op de hoek tussen de flatgebouwen aan de Willem Alexanderhof en Kazernestraat, in Uden                                                                                            | 106,0       | Radio Skyline                              | 51° 39′ 15″ NB, 5° 36′ 51″ OL |
| Meierijstad                   | Buismast op het Sint-Jozefklooster aan de Kloosterstraat / Pastoor van Erpstraat, in het dorp Schijndel                                                                                       | 107,8       | LOS Radio                                  | 51° 37′ 1″ NB, 5° 26′ 1″ OL   |
| Meierijstad                   | Buismast op een flatgebouw aan de G.K. van Hogendorplaan en Professor Oudstraat, in Veghel | 107,1       | Radio Skyline                              | 51° 36′ 39″ NB, 5° 32′ 50″ OL |
| Moerdijk                      | Vakwerkmast achter Zalencentrum De Parel aan de Prinses Margrietstraat, in het noordwesten van Fijnaart                                                                                       | 106,3       | Moerdijk FM                                | 51° 38′ 22″ NB, 4° 27′ 42″ OL |
| Moerdijk                      | Buismast op de silo's van de voormalige bietsuikerfabriek aan de Blokweg, op industrieterrein De Koekoek, in het noordwesten van Zevenbergen                                                  | 107,6       | Moerdijk FM                                | 51° 38′ 52″ NB, 4° 36′ 42″ OL |
| Nuenen, Gerwen en Nederwetten | Vakwerkmast achter autobedrijf op bedrijventerrein De Pinckart naast de Europalaan, in het westen van Nuenen                                                                                  | 105,9       | Studio040                                  | 51° 28′ 4″ NB, 5° 32′ 2″ OL   |
| Oirschot                      | Buismast op het Burgemeester Sandershof-gedeelte van het Kloostercomplex Nazareth aan de Kloosterstraat, in het zuidwesten van Oirschot                                                       | 107,3       | Omroep Oirschot                            | 51° 30′ 6″ NB, 5° 18′ 16″ OL  |
| Oosterhout                    | Buismast op flatgebouw Del Court aan de Van Leeuwenhoeklaan / Boerhaavelaan, in het zuidwesten van Oosterhout                                                                                 | 106,2       | ORTS                                       | 51° 37′ 6″ NB, 4° 51′ 26″ OL  |
| Oss                           | Betonnen Cellnex-toren aan de Ravensteinsedijk 2A, ten zuidoosten van Megen en ten noordoosten van Haren                                                                                      | 89,1        | Omroep Gelderland                          | 51° 48′ 38″ NB, 5° 35′ 42″ OL |
| Oss                           | Betonnen Cellnex-toren aan de Ravensteinsedijk 2A, ten zuidoosten van Megen en ten noordoosten van Haren                                                                                      | 93,8        | SLAM!                                      | 51° 48′ 38″ NB, 5° 35′ 42″ OL |
| Oss                           | Betonnen Cellnex-toren aan de Ravensteinsedijk 2A, ten zuidoosten van Megen en ten noordoosten van Haren                                                                                      | 95,8        | Omroep Brabant, editie Noordoost           | 51° 48′ 38″ NB, 5° 35′ 42″ OL |
| Oss                           | Betonnen Cellnex-toren aan de Ravensteinsedijk 2A, ten zuidoosten van Megen en ten noordoosten van Haren                                                                                      | 101,9       | Radio 538                                  | 51° 48′ 38″ NB, 5° 35′ 42″ OL |
| Oss                           | Betonnen Cellnex-toren aan de Ravensteinsedijk 2A, ten zuidoosten van Megen en ten noordoosten van Haren                                                                                      | 103,1       | Radio Veronica                             | 51° 48′ 38″ NB, 5° 35′ 42″ OL |
| Oss                           | Geplande locatie | 100,4       | Qmusic (gepland)                           |                               |
| Oss                           | Buismast op vakwerkmast op Serviceflat Sterrebos, aan de Vivaldistraat in de wijk Ruwaard, in het zuiden van Oss                                                                              | 105,2       | MFM                                        | 51° 45′ 8″ NB, 5° 30′ 47″ OL  |
| Oss                           | Buismast op de silo van De Heus Voeders B.V. aan de Maasdijk en de Maas, ten noorden van Ravenstein                                                                                           | 107,6       | MFM                                        | 51° 47′ 57″ NB, 5° 39′ 11″ OL |
| Oss                           | Vakwerkmast op parkeerterrein van Sportpark De Akkeren aan de Valkseweg, in het zuiden van Lith                                                                                               | 107,9       | MFM                                        | 51° 48′ 3″ NB, 5° 26′ 42″ OL  |
| Roosendaal                    | Betonnen Cellnex-toren aan de Melis Stokelaan / Kroevenlaan, nabij A58, afrit 24 voor de N262, in het zuiden van Roosendaal                                                                   | 87,6        | NPO Radio 4                                | 51° 31′ 23″ NB, 4° 27′ 40″ OL |
| Roosendaal                    | Betonnen Cellnex-toren aan de Melis Stokelaan / Kroevenlaan, nabij A58, afrit 24 voor de N262, in het zuiden van Roosendaal                                                                   | 88,4        | SLAM!                                      | 51° 31′ 23″ NB, 4° 27′ 40″ OL |
| Roosendaal                    | Betonnen Cellnex-toren aan de Melis Stokelaan / Kroevenlaan, nabij A58, afrit 24 voor de N262, in het zuiden van Roosendaal                                                                   | 90,2        | 100% NL                                    | 51° 31′ 23″ NB, 4° 27′ 40″ OL |
| Roosendaal                    | Betonnen Cellnex-toren aan de Melis Stokelaan / Kroevenlaan, nabij A58, afrit 24 voor de N262, in het zuiden van Roosendaal                                                                   | 91,0        | Omroep Brabant, editie west                | 51° 31′ 23″ NB, 4° 27′ 40″ OL |
| Roosendaal                    | Betonnen Cellnex-toren aan de Melis Stokelaan / Kroevenlaan, nabij A58, afrit 24 voor de N262, in het zuiden van Roosendaal                                                                   | 92,1        | NPO Radio 1                                | 51° 31′ 23″ NB, 4° 27′ 40″ OL |
| Roosendaal                    | Betonnen Cellnex-toren aan de Melis Stokelaan / Kroevenlaan, nabij A58, afrit 24 voor de N262, in het zuiden van Roosendaal                                                                   | 93,9        | Radio 8FM                                  | 51° 31′ 23″ NB, 4° 27′ 40″ OL |
| Roosendaal                    | Betonnen Cellnex-toren aan de Melis Stokelaan / Kroevenlaan, nabij A58, afrit 24 voor de N262, in het zuiden van Roosendaal                                                                   | 95,9        | NPO Radio 2                                | 51° 31′ 23″ NB, 4° 27′ 40″ OL |
| Roosendaal                    | Betonnen Cellnex-toren aan de Melis Stokelaan / Kroevenlaan, nabij A58, afrit 24 voor de N262, in het zuiden van Roosendaal                                                                   | 96,5        | NPO 3FM                                    | 51° 31′ 23″ NB, 4° 27′ 40″ OL |
| Roosendaal                    | Betonnen Cellnex-toren aan de Melis Stokelaan / Kroevenlaan, nabij A58, afrit 24 voor de N262, in het zuiden van Roosendaal                                                                   | 100,4       | Qmusic                                     | 51° 31′ 23″ NB, 4° 27′ 40″ OL |
| Roosendaal                    | Betonnen Cellnex-toren aan de Melis Stokelaan / Kroevenlaan, nabij A58, afrit 24 voor de N262, in het zuiden van Roosendaal                                                                   | 101,3       | Sky Radio                                  | 51° 31′ 23″ NB, 4° 27′ 40″ OL |
| Roosendaal                    | Betonnen Cellnex-toren aan de Melis Stokelaan / Kroevenlaan, nabij A58, afrit 24 voor de N262, in het zuiden van Roosendaal                                                                   | 102,4       | Radio 538                                  | 51° 31′ 23″ NB, 4° 27′ 40″ OL |
| Roosendaal                    | Betonnen Cellnex-toren aan de Melis Stokelaan / Kroevenlaan, nabij A58, afrit 24 voor de N262, in het zuiden van Roosendaal                                                                   | 103,5       | Radio Veronica                             | 51° 31′ 23″ NB, 4° 27′ 40″ OL |
| Roosendaal                    | Betonnen Cellnex-toren aan de Melis Stokelaan / Kroevenlaan, nabij A58, afrit 24 voor de N262, in het zuiden van Roosendaal                                                                   | 105,1       | Roparun Radio evenementenzender            | 51° 31′ 23″ NB, 4° 27′ 40″ OL |
| Roosendaal                    | Buismast op de Beneluxflat aan de Laan van Brabant, in het centrum van Roosendaal | 107,1       | DAGRoosendaal                              | 51° 31′ 49″ NB, 4° 27′ 14″ OL |
| Rucphen                       | Vakwerkmast op Sportpark de Molenberg aan de Sprundelseweg, ten zuiden van bedrijventerrein Nijverhei, ten oosten van Rucphen                                                                 | 106,4       | Rucphen FM                                 | 51° 31′ 44″ NB, 4° 34′ 27″ OL |
| Sint-Michielsgestel           | Buismast op de kerktoren van de St. Jacobus de Meerderekerk aan het Heilig Hartplein, in het centrum van Den Dungen                                                                           | 107,4       | Lokaal 7 FM                                | 51° 39′ 52″ NB, 5° 22′ 5″ OL  |
| Someren                       | Vakwerkmast op het parkeerterrein achter de Sociale en Culturele Instelling De Ruchte aan de Laan ten Roode, in het zuiden van Someren                                                        | 107,6       | SIRIS                                      | 51° 22′ 52″ NB, 5° 42′ 55″ OL |
| Steenbergen                   | Vakwerkmast achter het Gemeenschapshuis 't Cromwiel, Krommeweg 1, Steenbergen in Steenbergen-Centrum                                                                                          | 107,4       | SLOS                                       | 51° 35′ 1″ NB, 4° 19′ 27″ OL  |
| Tilburg                       | Buismast op appartementencomplex Elegance aan de Schouwburgring / Schoolstraat, in het centrum van Tilburg                                                                                    | 91,3        | BNR Nieuwsradio                            | 51° 33′ 20″ NB, 5° 4′ 50″ OL  |
| Tilburg                       | Buismast op appartementencomplex Elegance aan de Schouwburgring / Schoolstraat, in het centrum van Tilburg                                                                                    | 102,5       | Radio 538                                  | 51° 33′ 20″ NB, 5° 4′ 50″ OL  |
| Tilburg                       | Buismast op appartementencomplex Elegance aan de Schouwburgring / Schoolstraat, in het centrum van Tilburg                                                                                    | 107,6       | Omroep Tilburg                             | 51° 33′ 20″ NB, 5° 4′ 50″ OL  |
| Tilburg                       | Buismast op voormalig KPN-gebouw aan de Telegraafstraat / Helga Deentuin, in het centrum van Tilburg                                                                                          | 101,9       | Sky Radio                                  | 51° 33′ 32″ NB, 5° 5′ 14″ OL  |
| Tilburg                       | Buismast op Servicecentrum Het Laar aan de Generaal Winkelmanstraat, in het zuidwesten van Tilburg                                                                                            | 103,6       | Radio 8FM                                  | 51° 32′ 42″ NB, 5° 3′ 32″ OL  |
| Valkenswaard                  | Buismast op het zigzaggebouw van het Centrum voor verpleging en verzorging Kempenhof, aan de Antwerpsebaan en langs de Luikerweg in Valkenswaard                                              | 107,4       | VOS FM                                     | 51° 20′ 50″ NB, 5° 27′ 19″ OL |
| Veldhoven                     | Buismast op zorgcentrum Merefelt, Parklaan 2, aan de Abdijlaan, in Veldhoven | 107,7       | Radio Veldhoven                            | 51° 24′ 58″ NB, 5° 24′ 40″ OL |
| Vught                         | Buismast op serviceflat Eikendonck, naast de A65, aansluiting met A2, in Vught | 105,4       | AVULO                                      | 51° 39′ 54″ NB, 5° 17′ 47″ OL |
| Vught                         | Buismast op silo van Vissers Mengvoeders Beheer B.V. aan de Helvoirtsestraat, naast de spoorlijn Vught - Tilburg, in Helvoirt                                                                 | 106,1       | HOS FM                                     | 51° 38′ 16″ NB, 5° 14′ 3″ OL  |
| Waalre                        | Buismast op Woonzorgcentrum 't Laar, Malvalaan 2 / Sprirealaan / Burgemeester Mollaan, in Aalst, ten noordoosten van Waalre                                                                   | 107,0       | Radio Horizon                              | 51° 24′ 4″ NB, 5° 28′ 8″ OL   |
| Waalwijk                      | Buismast op vakwerkmast op flatgebouw Lohmanpark aan de Dokter Kuyperlaan / Teisterbantlaan, in het noordoosten van Waalwijk                                                                  | 106,8       | Langstraat FM                              | 51° 41′ 28″ NB, 5° 5′ 9″ OL   |
| Waalwijk                      | Buismast op vakwerkmast op flatgebouw Lohmanpark aan de Dokter Kuyperlaan / Teisterbantlaan, in het noordoosten van Waalwijk                                                                  | 104,3       | Radio 8FM                                  | 51° 41′ 28″ NB, 5° 5′ 9″ OL   |
| Waalwijk                      | Buismast op silo van Jonker Petfood B.V. aan de Vijzelweg op Industrieterrein Haven, ten noorden van Waalwijk                                                                                 | 105,3       | Oké FM                                     | 51° 41′ 51″ NB, 5° 3′ 5″ OL   |
| Woensdrecht                   | Buismast geplaatst op de toren van de Onze-Lieve-Vrouw-Hemelvaartkerk aan de Raadhuisstraat / Scheldestraat, in het centrum van Hoogerheide                                                   | 105,1       | Zuidwest FM                                | 51° 25′ 23″ NB, 4° 19′ 22″ OL |
| Zundert                       | Vakwerkmast op het terrein van Zwembad De Wildert, Wildertsedijk 61, ten zuidoosten van Zundert                                                                                               | 106,8       | ROS Radio                                  | 51° 47′ 2″ NB, 5° 2′ 4″ OL    |

### Noord-Holland
| Gemeente       | Locatie | Frequenties | Frequenties                      | Coördinaten                   |
| -------------- | --- | ----------- | -------------------------------- | ----------------------------- |
| Aalsmeer       | Buismast op de Crown Studio's Aalsmeer (de oude Centrale Aalsmeerse Veiling en de vroegere Endemol-tv-studio's), Van Cleeffkade 15, in Aalsmeer | 105,9       | Radio Aalsmeer                   | 52° 16′ 9″ NB, 4° 45′ 2″ OL   |
| Alkmaar        | Cellnex-buismast/vakwerkmast combinatie op KPN gebouw op de hoek Zegis en Koelmalaan langs het Noordhollandsch Kanaal, in de wijk Overdie, in het zuiden van Alkmaar                                                                                              | 88,1        | Radio 10                         | 52° 37′ 3″ NB, 4° 46′ 4″ OL   |
| Alkmaar        | Cellnex-buismast/vakwerkmast combinatie op KPN gebouw op de hoek Zegis en Koelmalaan langs het Noordhollandsch Kanaal, in de wijk Overdie, in het zuiden van Alkmaar                                                                                              | 89,5        | 100% NL                          | 52° 37′ 3″ NB, 4° 46′ 4″ OL   |
| Alkmaar        | Cellnex-buismast/vakwerkmast combinatie op KPN gebouw op de hoek Zegis en Koelmalaan langs het Noordhollandsch Kanaal, in de wijk Overdie, in het zuiden van Alkmaar                                                                                              | 96,3        | Wild Hitradio                    | 52° 37′ 3″ NB, 4° 46′ 4″ OL   |
| Alkmaar        | Cellnex-buismast/vakwerkmast combinatie op KPN gebouw op de hoek Zegis en Koelmalaan langs het Noordhollandsch Kanaal, in de wijk Overdie, in het zuiden van Alkmaar                                                                                              | 98,3        | Radio Decibel, editie Randstad   | 52° 37′ 3″ NB, 4° 46′ 4″ OL   |
| Alkmaar        | Cellnex-buismast/vakwerkmast combinatie op KPN gebouw op de hoek Zegis en Koelmalaan langs het Noordhollandsch Kanaal, in de wijk Overdie, in het zuiden van Alkmaar                                                                                              | 101,4       | Sky Radio                        | 52° 37′ 3″ NB, 4° 46′ 4″ OL   |
| Alkmaar        | Cellnex-buismast/vakwerkmast combinatie op KPN gebouw op de hoek Zegis en Koelmalaan langs het Noordhollandsch Kanaal, in de wijk Overdie, in het zuiden van Alkmaar                                                                                              | 102,3       | Radio 538                        | 52° 37′ 3″ NB, 4° 46′ 4″ OL   |
| Alkmaar        | Cellnex-buismast/vakwerkmast combinatie op KPN gebouw op de hoek Zegis en Koelmalaan langs het Noordhollandsch Kanaal, in de wijk Overdie, in het zuiden van Alkmaar                                                                                              | 104,2       | RadioNL, editie Noord-Holland    | 52° 37′ 3″ NB, 4° 46′ 4″ OL   |
| Alkmaar        | Cellnex-buismast/vakwerkmast combinatie op KPN gebouw op de hoek Zegis en Koelmalaan langs het Noordhollandsch Kanaal, in de wijk Overdie, in het zuiden van Alkmaar                                                                                              | 105,3       | Alkmaar Centraal                 | 52° 37′ 3″ NB, 4° 46′ 4″ OL   |
| Amstelveen     | Buismast op gebouw, tussen de Schouwburggarage annex busstation en de culturele instellingen (zoals Schouwburg Amstelveen en Poppodium P60), in Amstelveen | 107,2       | RTV Amstelveen                   | 52° 18′ 9″ NB, 4° 51′ 30″ OL  |
| Amsterdam      | Betonnen Cellnex-toren aan de Barbara Strozzilaan, bij de RAI, langs de ring A10 / Zuidas in Amsterdam-Zuid | 88,9        | Radio Noord-Holland, editie Zuid | 52° 20′ 11″ NB, 4° 53′ 15″ OL |
| Amsterdam      | Betonnen Cellnex-toren aan de Barbara Strozzilaan, bij de RAI, langs de ring A10 / Zuidas in Amsterdam-Zuid | 89,6        | 100% NL                          | 52° 20′ 11″ NB, 4° 53′ 15″ OL |
| Amsterdam      | Betonnen Cellnex-toren aan de Barbara Strozzilaan, bij de RAI, langs de ring A10 / Zuidas in Amsterdam-Zuid | 91,6        | Radio Veronica                   | 52° 20′ 11″ NB, 4° 53′ 15″ OL |
| Amsterdam      | Betonnen Cellnex-toren aan de Barbara Strozzilaan, bij de RAI, langs de ring A10 / Zuidas in Amsterdam-Zuid | 92,3        | NPO Radio 2                      | 52° 20′ 11″ NB, 4° 53′ 15″ OL |
| Amsterdam      | Betonnen Cellnex-toren aan de Barbara Strozzilaan, bij de RAI, langs de ring A10 / Zuidas in Amsterdam-Zuid | 93,3        | Ujala Radio                      | 52° 20′ 11″ NB, 4° 53′ 15″ OL |
| Amsterdam      | Betonnen Cellnex-toren aan de Barbara Strozzilaan, bij de RAI, langs de ring A10 / Zuidas in Amsterdam-Zuid | 93,6        | WILD FM Hitradio                 | 52° 20′ 11″ NB, 4° 53′ 15″ OL |
| Amsterdam      | Betonnen Cellnex-toren aan de Barbara Strozzilaan, bij de RAI, langs de ring A10 / Zuidas in Amsterdam-Zuid | 94,5        | NPO Radio 4                      | 52° 20′ 11″ NB, 4° 53′ 15″ OL |
| Amsterdam      | Betonnen Cellnex-toren aan de Barbara Strozzilaan, bij de RAI, langs de ring A10 / Zuidas in Amsterdam-Zuid | 94,9        | RadioNL, editie Amsterdam        | 52° 20′ 11″ NB, 4° 53′ 15″ OL |
| Amsterdam      | Betonnen Cellnex-toren aan de Barbara Strozzilaan, bij de RAI, langs de ring A10 / Zuidas in Amsterdam-Zuid | 95,3        | SLAM!                            | 52° 20′ 11″ NB, 4° 53′ 15″ OL |
| Amsterdam      | Betonnen Cellnex-toren aan de Barbara Strozzilaan, bij de RAI, langs de ring A10 / Zuidas in Amsterdam-Zuid | 95,7        | Fresh FM                         | 52° 20′ 11″ NB, 4° 53′ 15″ OL |
| Amsterdam      | Betonnen Cellnex-toren aan de Barbara Strozzilaan, bij de RAI, langs de ring A10 / Zuidas in Amsterdam-Zuid | 96,1        | NPO FunX                         | 52° 20′ 11″ NB, 4° 53′ 15″ OL |
| Amsterdam      | Betonnen Cellnex-toren aan de Barbara Strozzilaan, bij de RAI, langs de ring A10 / Zuidas in Amsterdam-Zuid | 96,5        | NPO 3FM                          | 52° 20′ 11″ NB, 4° 53′ 15″ OL |
| Amsterdam      | Betonnen Cellnex-toren aan de Barbara Strozzilaan, bij de RAI, langs de ring A10 / Zuidas in Amsterdam-Zuid | 98,0        | Radio Decibel, editie Randstad   | 52° 20′ 11″ NB, 4° 53′ 15″ OL |
| Amsterdam      | Betonnen Cellnex-toren aan de Barbara Strozzilaan, bij de RAI, langs de ring A10 / Zuidas in Amsterdam-Zuid | 98,6        | NPO Radio 1                      | 52° 20′ 11″ NB, 4° 53′ 15″ OL |
| Amsterdam      | Betonnen Cellnex-toren aan de Barbara Strozzilaan, bij de RAI, langs de ring A10 / Zuidas in Amsterdam-Zuid | 100,4       | Qmusic                           | 52° 20′ 11″ NB, 4° 53′ 15″ OL |
| Amsterdam      | Betonnen Cellnex-toren aan de Barbara Strozzilaan, bij de RAI, langs de ring A10 / Zuidas in Amsterdam-Zuid | 101,5       | Sky Radio                        | 52° 20′ 11″ NB, 4° 53′ 15″ OL |
| Amsterdam      | Betonnen Cellnex-toren aan de Barbara Strozzilaan, bij de RAI, langs de ring A10 / Zuidas in Amsterdam-Zuid | 101,8       | BNR Nieuwsradio                  | 52° 20′ 11″ NB, 4° 53′ 15″ OL |
| Amsterdam      | Betonnen Cellnex-toren aan de Barbara Strozzilaan, bij de RAI, langs de ring A10 / Zuidas in Amsterdam-Zuid | 102,4       | Radio 538                        | 52° 20′ 11″ NB, 4° 53′ 15″ OL |
| Amsterdam      | Betonnen Cellnex-toren aan de Barbara Strozzilaan, bij de RAI, langs de ring A10 / Zuidas in Amsterdam-Zuid | 103,6       | Radio 10                         | 52° 20′ 11″ NB, 4° 53′ 15″ OL |
| Amsterdam      | Buismast op de Hogeschool van Amsterdam, aan het Amstelplein, naast het station Amsterdam Amstel, in Amsterdam-Oost | 99,4        | Wereld FM                        | 52° 20′ 45″ NB, 4° 55′ 0″ OL  |
| Amsterdam      | Buismast op de Hogeschool van Amsterdam, aan het Amstelplein, naast het station Amsterdam Amstel, in Amsterdam-Oost | 105,2       | RaZo                             | 52° 20′ 45″ NB, 4° 55′ 0″ OL  |
| Amsterdam      | Buismast op het Havengebouw, aan de De Ruijterkade en Droogbak, langs het IJ bij station Amsterdam Centraal, in Amsterdam Centrum | 106,8       | Stads FM                         | 52° 22′ 53″ NB, 4° 53′ 44″ OL |
| Amsterdam      | Buismast op het World Fashion Centre, aan het Koningin Wilhelminaplein en langs de E22 / A10, in Amsterdam Nieuw-West | 107,9       | Caribbean FM                     | 52° 21′ 19″ NB, 4° 50′ 29″ OL |
| Bergen         | Buismast op vakwerkmast op Hotel Zuiderduin, aan de Zeeweg, in Egmond aan Zee | 105,9       | Radio 80                         | 52° 37′ 1″ NB, 4° 37′ 25″ OL  |
| Beverwijk      | Vakwerkmast naast het gebouw (studio) van Radio Beverwijk, Spaarnestraat 1, bij sportpark Adrichem, in het noordoosten van Beverwijk | 105,4       | Radio Beverwijk                  | 52° 29′ 22″ NB, 4° 40′ 20″ OL |
| Bloemendaal    | Buismast op een van de vakwerkmasten van Middengolfzender Bloemendaal, op bebost terrein, tussen de Hoge Duin en Daalseweg en Midden Duin en Daalseweg in, in het verlengde van de Karmelweg (in Nationaal Park Zuid-Kennemerland), in het westen van Bloemendaal | 105,8       | Jouw FM                          | 52° 24′ 16″ NB, 4° 36′ 17″ OL |
| Castricum      | Buismast op flatgebouw Duinzicht, aan De Loet, in Castricum | 105,0       | Radio Castricum105               | 52° 32′ 49″ NB, 4° 40′ 22″ OL |
| Den Helder     | Buismast op de appartemententoren Poort van Den Helder aan de Andromeda, langs de Ravelijnweg, in het oosten van Den Helder | 88,3        | 100% NL                          | 52° 56′ 36″ NB, 4° 46′ 39″ OL |
| Den Helder     | Cellnex-vakwerkmast op het terrein van de telefooncentrale aan de Landmetersweg, in de wijk De Schooten, in het zuidoosten van Den Helder | 89,1        | Radio Veronica                   | 52° 55′ 51″ NB, 4° 46′ 1″ OL  |
| Den Helder     | Cellnex-vakwerkmast op het terrein van de telefooncentrale aan de Landmetersweg, in de wijk De Schooten, in het zuidoosten van Den Helder | 96,0        | RadioNL, editie regio Den Helder | 52° 55′ 51″ NB, 4° 46′ 1″ OL  |
| Den Helder     | Vakwerkmast achter gemeenteafdeling Publiekszaken, Doctorandus F. Bijlweg 2, in Nieuw-Den Helder-Oost | 105,6       | L.O.S. Radio                     | 52° 56′ 19″ NB, 4° 45′ 14″ OL |
| Diemen         | Buismast op het gele flatgebouw van het studentenflat "Rode Kruislaan", aan de Rode Kruislaan, in Diemen, vlak bij station Diemen | 90,1        | Radio 8FM Randstad               | 52° 20′ 34″ NB, 4° 58′ 20″ OL |
| Diemen         | Buismast op het groene flatgebouw van het studentenflat "Rode Kruislaan" aan de Rode Kruislaan, in Diemen, vlak bij station Diemen | 106,1       | Radio Diemen                     | 52° 20′ 28″ NB, 4° 58′ 20″ OL |
| Dijk en Waard  | Buismast op het gemeentehuis van Heerhugowaard aan het Parelhof | 106,7       | Heerhugowaard A Life             | 52° 39′ 53″ NB, 4° 49′ 28″ OL |
| Dijk en Waard  | Vakwerkmast ter hoogte van Rietakker / Kroosakker in Park Zuid-Scharwoude, in het westen van Noord-Scharwoude | 107,2       | Compleet FM                      | 52° 41′ 49″ NB, 4° 48′ 18″ OL |
| Edam-Volendam  | Buismast op een lichtmast van het Kras Stadion van FC Volendam (waar zich onder de nieuwe Jaap Jonk tribune de studio van RTV L.O.V.E. bevindt), Sportlaan 10, in Volendam                                                                                        | 106,6       | RTV L.O.V.E.                     | 52° 29′ 38″ NB, 5° 3′ 58″ OL  |
| Enkhuizen      | Vakwerkmast bij brandweerkazerne aan de Gerard Brandtweg, bij de IJsbaan, in Enkhuizen | 107,1       | Radio Enkhuizen                  | 52° 42′ 35″ NB, 5° 16′ 23″ OL |
| Haarlem        | Betonnen Cellnex-toren aan de Hofmanweg, op bedrijventerrein Waarderpolder, in het oosten van Haarlem | 89,9        | Haarlem105                       | 52° 23′ 17″ NB, 4° 40′ 11″ OL |
| Haarlem        | Betonnen Cellnex-toren aan de Hofmanweg, op bedrijventerrein Waarderpolder, in het oosten van Haarlem | 93,8        | 100% NL                          | 52° 23′ 17″ NB, 4° 40′ 11″ OL |
| Haarlem        | Betonnen Cellnex-toren aan de Hofmanweg, op bedrijventerrein Waarderpolder, in het oosten van Haarlem | 97,3        | WILD FM Hitradio                 | 52° 23′ 17″ NB, 4° 40′ 11″ OL |
| Haarlem        | Betonnen Cellnex-toren aan de Hofmanweg, op bedrijventerrein Waarderpolder, in het oosten van Haarlem | 104,0       | Radio 10                         | 52° 23′ 17″ NB, 4° 40′ 11″ OL |
| Haarlemmermeer | Buismast op Hotel Courtyard by Marriott aan de Bosweg en de N201, in het Haarlemmermeerse Bos, in het noordwesten van Hoofddorp | 105,5       | MeerRadio                        | 52° 19′ 17″ NB, 4° 39′ 58″ OL |
| Haarlemmermeer | Buismast op een gebouw van Stork Fokker Services aan de Lucas Bolsstraat, op bedrijventerrein Pionier, in het noorden van Nieuw-Vennep | 106,6       | MeerRadio                        | 52° 16′ 25″ NB, 4° 37′ 45″ OL |
| Heemskerk      | Vakwerkmast achter Café Lokaal aan de Anthonie Verherentstraat tegenover de Sint Laurentiuskerk, in Heemskerk | 107,4       | Radio Heemskerk                  | 52° 30′ 43″ NB, 4° 40′ 26″ OL |
| Heemstede      | Buismast op de liftschacht van flatgebouw Blauwvink aan de Overijssellaan, naast de Provincienlaan, in Heemstede | 106,2       | Branding Radio                   | 52° 20′ 52″ NB, 4° 37′ 8″ OL  |
| Heiloo         | Buismast op vakwerkmast achter Serre-Lux Systeembouw B.V., Industrieterrein Oosterzij 1, in het zuidoosten van Heiloo | 106,3       | Beat FM                          | 52° 35′ 32″ NB, 4° 42′ 24″ OL |
| Hilversum      | Betonnen Cellnex-toren aan de Witte Kruislaan op het Media Park, in het noordwesten van Hilversum | 88,1        | Radio 10                         | 52° 14′ 33″ NB, 5° 9′ 53″ OL  |
| Hilversum      | Betonnen Cellnex-toren aan de Witte Kruislaan op het Media Park, in het noordwesten van Hilversum | 88,7        | NH, editie Zuid                  | 52° 14′ 33″ NB, 5° 9′ 53″ OL  |
| Hilversum      | Betonnen Cellnex-toren aan de Witte Kruislaan op het Media Park, in het noordwesten van Hilversum | 90,4        | Sublime                          | 52° 14′ 33″ NB, 5° 9′ 53″ OL  |
| Hilversum      | Betonnen Cellnex-toren aan de Witte Kruislaan op het Media Park, in het noordwesten van Hilversum | 91,1        | SLAM!                            | 52° 14′ 33″ NB, 5° 9′ 53″ OL  |
| Hilversum      | Betonnen Cellnex-toren aan de Witte Kruislaan op het Media Park, in het noordwesten van Hilversum | 95,5        | Radio Veronica                   | 52° 14′ 33″ NB, 5° 9′ 53″ OL  |
| Hilversum      | Betonnen Cellnex-toren aan de Witte Kruislaan op het Media Park, in het noordwesten van Hilversum | 99,8        | BNR Nieuwsradio                  | 52° 14′ 33″ NB, 5° 9′ 53″ OL  |
| Hilversum      | Betonnen Cellnex-toren aan de Witte Kruislaan op het Media Park, in het noordwesten van Hilversum | 100,9       | Qmusic                           | 52° 14′ 33″ NB, 5° 9′ 53″ OL  |
| Hilversum      | Betonnen Cellnex-toren aan de Witte Kruislaan op het Media Park, in het noordwesten van Hilversum | 101,2       | Sky Radio                        | 52° 14′ 33″ NB, 5° 9′ 53″ OL  |
| Hilversum      | Betonnen Cellnex-toren aan de Witte Kruislaan op het Media Park, in het noordwesten van Hilversum | 102,1       | Radio 538                        | 52° 14′ 33″ NB, 5° 9′ 53″ OL  |
| Hilversum      | Betonnen Cellnex-toren aan de Witte Kruislaan op het Media Park, in het noordwesten van Hilversum | 104,4       | 100% NL                          | 52° 14′ 33″ NB, 5° 9′ 53″ OL  |
| Hilversum      | Buismast op torenflat aan de Kapittelweg, Kerkelanden | 106,2       | RTi Hilversum                    |                               |
| Hollands Kroon | Zendmast Wieringermeer, buismast aan de Noorderdijkweg, in het Robbenoordbos, in de buurt van de Afsluitdijk, ten zuidoosten van Den Oever en ten noorden van Wieringerwerf                                                                                       | 90,1        | SLAM!                            | 52° 54′ 31″ NB, 5° 3′ 30″ OL  |
| Hollands Kroon | Zendmast Wieringermeer, buismast aan de Noorderdijkweg, in het Robbenoordbos, in de buurt van de Afsluitdijk, ten zuidoosten van Den Oever en ten noorden van Wieringerwerf                                                                                       | 92,9        | NPO Radio 2                      | 52° 54′ 31″ NB, 5° 3′ 30″ OL  |
| Hollands Kroon | Zendmast Wieringermeer, buismast aan de Noorderdijkweg, in het Robbenoordbos, in de buurt van de Afsluitdijk, ten zuidoosten van Den Oever en ten noorden van Wieringerwerf                                                                                       | 93,9        | NH, editie Noord                 | 52° 54′ 31″ NB, 5° 3′ 30″ OL  |
| Hollands Kroon | Zendmast Wieringermeer, buismast aan de Noorderdijkweg, in het Robbenoordbos, in de buurt van de Afsluitdijk, ten zuidoosten van Den Oever en ten noorden van Wieringerwerf                                                                                       | 95,0        | NPO Radio 1                      | 52° 54′ 31″ NB, 5° 3′ 30″ OL  |
| Hollands Kroon | Zendmast Wieringermeer, buismast aan de Noorderdijkweg, in het Robbenoordbos, in de buurt van de Afsluitdijk, ten zuidoosten van Den Oever en ten noorden van Wieringerwerf                                                                                       | 97,1        | NPO 3FM                          | 52° 54′ 31″ NB, 5° 3′ 30″ OL  |
| Hollands Kroon | Zendmast Wieringermeer, buismast aan de Noorderdijkweg, in het Robbenoordbos, in de buurt van de Afsluitdijk, ten zuidoosten van Den Oever en ten noorden van Wieringerwerf                                                                                       | 100,5       | Qmusic                           | 52° 54′ 31″ NB, 5° 3′ 30″ OL  |
| Hollands Kroon | Zendmast Wieringermeer, buismast aan de Noorderdijkweg, in het Robbenoordbos, in de buurt van de Afsluitdijk, ten zuidoosten van Den Oever en ten noorden van Wieringerwerf                                                                                       | 101,6       | NPO Radio 4                      | 52° 54′ 31″ NB, 5° 3′ 30″ OL  |
| Hollands Kroon | Buismast op vakwerkmast bij de voormalige basisschool Zandhorst, op de hoek van de Zandvaart en de Burgemeester Lovinkstraat, in Breezand | 104,9       | Tsarina FM                       | 52° 53′ 21″ NB, 4° 48′ 16″ OL |
| Hollands Kroon | Vakwerkmast achter gebouw (studio) van de Lokale Omroep Vereniging "Zuiderzee Wieringen", aan het Rozenlaantje, naast Sportpark Succes, in buurtschap De Belt, in het westen van Hippolytushoef                                                                   | 106,6       | Zuiderzee FM                     | 52° 54′ 10″ NB, 4° 57′ 21″ OL |
| Hollands Kroon | Buismast bij gebouwtje (studio) van Radio Wieringermeer, op parkeerterrein aan de Havenkade, aan de Wieringerwerfvaart, op bedrijventerrein Middenmeer, in het noorden van Middenmeer                                                                             | 107,0       | Radio Wieringermeer              | 52° 58′ 45″ NB, 4° 59′ 36″ OL |
| Hoorn          | Buismast achter het voormalig distributiecentrum van Deen aan de Kernweg, op industrieterrein Hoorn 80, ten zuidoosten van Hoorn | 90,4        | Sublime                          | 52° 38′ 39″ NB, 5° 5′ 56″ OL  |
| Hoorn          | Buismast achter het voormalig distributiecentrum van Deen aan de Kernweg, op industrieterrein Hoorn 80, ten zuidoosten van Hoorn | 96,5        | NPO 3FM                          | 52° 38′ 39″ NB, 5° 5′ 56″ OL  |
| Hoorn          | Buismast achter het voormalig distributiecentrum van Deen aan de Kernweg, op industrieterrein Hoorn 80, ten zuidoosten van Hoorn | 98,6        | NPO Radio 1                      | 52° 38′ 39″ NB, 5° 5′ 56″ OL  |
| Hoorn          | Buismast achter het voormalig distributiecentrum van Deen aan de Kernweg, op industrieterrein Hoorn 80, ten zuidoosten van Hoorn | 99,6        | SLAM!                            | 52° 38′ 39″ NB, 5° 5′ 56″ OL  |
| Hoorn          | Buismast achter het voormalig distributiecentrum van Deen aan de Kernweg, op industrieterrein Hoorn 80, ten zuidoosten van Hoorn | 103,9       | WEEFF Radio                      | 52° 38′ 39″ NB, 5° 5′ 56″ OL  |
| Hoorn          | Buismast achter het voormalig distributiecentrum van Deen aan de Kernweg, op industrieterrein Hoorn 80, ten zuidoosten van Hoorn | 105,1       | NPO Radio 2                      | 52° 38′ 39″ NB, 5° 5′ 56″ OL  |
| Hoorn          | Buismast op het flatgebouw Kaap Hoorn, voorheen het Liornehuis aan de Westfriese Hof 153, in Hoorn-Noord | 105,8       | Radio Hoorn                      | 52° 39′ 10″ NB, 5° 3′ 57″ OL  |
| Huizen         | Vakwerkmast op het terrein van Revalidatiecentrum De Trappenberg, aan de Crailoseweg (N527) / Oud Blaricummerweg, in het Goois Natuurreservaat, tussen Bussum en Blaricum, ten zuidwesten van Huizen                                                              | 92,0        | Radio 6FM                        | 52° 16′ 41″ NB, 5° 12′ 25″ OL |
| Huizen         | Vakwerkmast op Sportpark De Wolfskamer aan de IJsselmeerstraat in het recreatiegebied aan de rand van het Gooimeer, in het noordwesten van Huizen | 105,1       | Radio 6FM                        | 52° 18′ 27″ NB, 5° 14′ 15″ OL |
| Landsmeer      | Buismast op Verzorgingshuis De Keern aan het Zijltjespad / Marktplein, in het centrum van Landsmeer | 105,7       | LOL                              | 52° 25′ 45″ NB, 4° 54′ 42″ OL |
| Medemblik      | Buismast op de kerktoren van de Bonifaciuskerk aan het Kerkplein, in het oude centrum van Medemblik | 107,4       | Mix724                           | 52° 46′ 23″ NB, 5° 6′ 12″ OL  |
| Oostzaan       | Buismast op appartementencomplex aan het Grashof, in Oostzaan | 106,4       | Radio 9                          | 52° 26′ 17″ NB, 4° 52′ 44″ OL |
| Ouder-Amstel   | Buismast op flatgebouw Saturnus aan de Lunaweg, naast de A10, in Duivendrecht | 104,9       | Jamm FM                          | 52° 19′ 59″ NB, 4° 56′ 6″ OL  |
| Purmerend      | Buismast op flatgebouw I aan de Mercuriusweg, in de wijk Wheermolen in Purmerend | 97,4        | WILD FM Hitradio                 | 52° 30′ 23″ NB, 4° 57′ 55″ OL |
| Purmerend      | Vakwerkmast achter de brandweerkazerne Gorslaan / Waterlandlaan, in de wijk Gors, in Purmerend | 104,9       | Radio Purmerend                  | 52° 30′ 11″ NB, 4° 57′ 42″ OL |
| Schagen        | Vakwerkmast naast de Gamma, aan De Witte Paal 202, op bedrijventerrein Witte Paal, in het zuidoosten van Schagen | 107,7       | Noordkop Centraal                | 52° 46′ 55″ NB, 4° 48′ 42″ OL |
| Texel          | Vakwerkmast bij kartcentrum aan Akenbuurt, ten westen van Den Burg | 94,5        | RadioNL                          | 53° 3′ 25″ NB, 4° 46′ 41″ OL  |
| Texel          | Vakwerkmast aan de Wezenland op bedrijventerrein Wezenland, in het zuidoosten van Den Burg | 106,1       | Radio Texel                      | 53° 3′ 0″ NB, 4° 48′ 20″ OL   |
| Uithoorn       | Buismast op de Straatsburgflat (en studio Radio Rick FM), aan de Arthur van Schendellaan, in het noorden van Uithoorn | 106,3       | Rick FM                          | 52° 14′ 55″ NB, 4° 49′ 60″ OL |
| Velsen         | Buismast op een lichtmast van het BUKO stadion op sportpark Schoonenberg, ten oosten van IJmuiden en ten noorden van Driehuis | 92,0        | 100% NL                          | 52° 27′ 17″ NB, 4° 38′ 9″ OL  |
| Velsen         | Buismast op Woonzorgcentrum Breezicht, Keizer Wilhelmstraat 1 / Kanaalstraat, ten zuiden van de sluizen, in IJmuiden | 107,8       | Seaport FM                       | 52° 27′ 45″ NB, 4° 35′ 41″ OL |
| Weesp          | Buismast op flatgebouw Meidoorn Noord, aan de Meidoornlaan / Plataanlaan / Casparuslaan, op de westelijke grens van het oude centrum van Weesp | 106,5       | Radio Weesp                      | 52° 18′ 36″ NB, 5° 2′ 7″ OL   |
| Wijdemeren     | (Nog onbekend welke) mast op het Gemeentehuis, Rading 1 / Van Ghentlaan, naast de N403, in het noorden van het dorp Nieuw-Loosdrecht, in het oosten van Loosdrecht                                                                                                | 106,9       | Plumego (gepland)                | 52° 12′ 29″ NB, 5° 8′ 27″ OL  |
| Wormerland     | Betonnen Toren van Wormer van Cellnex aan de Eenhoornweg, langs de Zaan, in het uiterste westen van Wormer | 99,9        | BNR Nieuwsradio                  | 52° 29′ 52″ NB, 4° 47′ 46″ OL |
| Wormerland     | Betonnen Toren van Wormer van Cellnex aan de Eenhoornweg, langs de Zaan, in het uiterste westen van Wormer | 100,3       | Qmusic                           | 52° 29′ 52″ NB, 4° 47′ 46″ OL |
| Zaanstad       | Vakwerkmast bij Tennispark Wezelstraat, op Sportpark De Koog, ten noorden van de Coentunnelweg (A8) aansluiting 3, in het noordwesten van Koog aan de Zaan | 107,1       | Zaanradio                        | 52° 28′ 2″ NB, 4° 47′ 60″ OL  |
| Zandvoort      | Buismast op het Palace Hotel, Burgemeester van Fenemaplein 2 / Boulevard de Favauge, aan het strand, in het centrum van Zandvoort | 106,9       | ZFM Zandvoort                    | 52° 22′ 35″ NB, 4° 31′ 40″ OL |

### Overijssel
| Gemeente        | Locatie | Frequenties | Frequenties                    | Coördinaten                   |
| --------------- | --- | ----------- | ------------------------------ | ----------------------------- |
| Almelo          | Buismast op flatgebouw Karelia aan de Sibeliusstraat / Verdilaan, in het noordwesten van Almelo | 106,1       | AAFM                           | 52° 14′ 9″ NB, 6° 10′ 23″ OL  |
| Borne           | Buismast op het Kulturhus De Bijenkorf aan de Marktstraat / De Haven, in het centrum van Borne | 105,4       | RTV Borne                      | 52° 18′ 9″ NB, 6° 45′ 29″ OL  |
| Dalfsen         | Vakwerkmast aan de Koningin Julianalaan, naast Sportpark Hulsterlanden, in het centrum van Nieuwleusen | 105,9       | Vechtdal FM                    | 52° 34′ 51″ NB, 6° 16′ 58″ OL |
| Dalfsen         | Vakwerkmast naast het Kulturhus De Wiekelaar aan de Spiegelstraat / Parallelstraat, ten noorden van de Hessenweg N340, in Oudleusen                                                                                               | 106,3       | Vechtdal FM                    | 52° 31′ 56″ NB, 6° 18′ 56″ OL |
| Deventer        | Cellnex-buismast aan de Teugseweg, op het bedrijventerrein Bergweide, in het zuidoosten van Deventer, bij aansluiting 23 van de A1                                                                                                | 97,9        | RTV Oost                       | 52° 14′ 9″ NB, 6° 10′ 23″ OL  |
| Deventer        | Cellnex-buismast aan de Teugseweg, op het bedrijventerrein Bergweide, in het zuidoosten van Deventer, bij aansluiting 23 van de A1                                                                                                | 101,4       | Sky Radio                      | 52° 14′ 9″ NB, 6° 10′ 23″ OL  |
| Deventer        | Buismast aan de Gildenburg, in Colmschate-Zuid, in het oosten van Deventer | 107,3       | Deventer Radio                 | 52° 15′ 7″ NB, 6° 12′ 36″ OL  |
| Dinkelland      | Vakwerkmast bij Recreatieverblijf De Roezeberg, Vasserweg 29, aan de bosrand, in de buurtschap Nutter, ten noordwesten van Ootmarsum                                                                                              | 105,0       | RTV Noordoost Twente           | 52° 25′ 8″ NB, 6° 51′ 54″ OL  |
| Dinkelland      | Vakwerkmast bij Recreatieverblijf De Roezeberg, Vasserweg 29, aan de bosrand, in de buurtschap Nutter, ten noordwesten van Ootmarsum                                                                                              | 106,5       | RTV Noordoost Twente           | 52° 25′ 8″ NB, 6° 51′ 54″ OL  |
| Dinkelland      | Vakwerkmast bij de studio van RTV Noordoost Twente, Hanzeweg 42, naast de Nordhornsestraat (N342), op industrieterrein Kloppendijk, in het noordoosten van Denekamp                                                               | 105,6       | RTV Noordoost Twente           | 52° 23′ 11″ NB, 7° 1′ 1″ OL   |
| Dinkelland      | Vakwerkmast op verzorgingsplaats Het Veelsveld aan de A1 tussen de afritten 31 en 32, tussen Oldenzaal en Hengelo, ten zuiden van Deurningen                                                                                      | 107,1       | RTV Noordoost Twente           | 52° 18′ 9″ NB, 6° 45′ 29″ OL  |
| Enschede        | Buismast op een elektriciteitsmast aan de Kromhofsweg, bij de N35, in de buurt van de Heutinkstraat en Zuid Esmarkerrondweg, ten zuidoosten van Enschede                                                                          | 87,6        | Radio 8FM Noord/Oost           | 52° 12′ 14″ NB, 6° 55′ 16″ OL |
| Enschede        | Buismast op een elektriciteitsmast aan de Kromhofsweg, bij de N35, in de buurt van de Heutinkstraat en Zuid Esmarkerrondweg, ten zuidoosten van Enschede                                                                          | 90,7        | Sublime                        | 52° 12′ 14″ NB, 6° 55′ 16″ OL |
| Enschede        | Buismast op een silo van Sesam B.V. aan de Handelskade Oost / Sesamstraat. Deze bevindt zich aan de Handelshaven, aan het einde van het Twentekanaal, in het Industrie- en Havengebied, in het westen van Enschede.               | 99,1        | 100% NL                        | 52° 13′ 20″ NB, 6° 51′ 30″ OL |
| Enschede        | Buismast op een flat aan de Lipperkerkstraat (in het centrum van Enschede) | 93,3        | RadioNL, editie regio Enschede | 52° 13′ 12″ NB, 6° 54′ 14″ OL |
| Enschede        | Buismast op het ITC International Hotel, Boulevard 1945 / Haaksbergerstraat, in het centrum van Enschede | 105,1       | Enschede FM                    | 52° 13′ 4″ NB, 6° 53′ 29″ OL  |
| Haaksbergen     | Buismast aan de Spoelsterstraat, op de oostgrens van bedrijventerrein Brammelo, in het westen van Haaksbergen | 107,3       | RTV Sternet                    | 52° 33′ 33″ NB, 6° 35′ 14″ OL |
| Hardenberg      | Vakwerkmast bij Hotradio B.V., Korte Spruit 22, op Bedrijvenpark Haardijk, ten noordwesten van Hardenberg | 93,4        | Radio Continu                  | 52° 33′ 33″ NB, 6° 35′ 14″ OL |
| Hardenberg      | Cellnex-Buismast, Tuinstraat 15, in het centrum van Dedemsvaart | 92,4        | Radio Continu                  | 52° 36′ 8″ NB, 6° 27′ 22″ OL  |
| Hardenberg      | Cellnex-Buismast, Tuinstraat 15, in het centrum van Dedemsvaart | 99,9        | BNR Nieuwsradio                | 52° 36′ 8″ NB, 6° 27′ 22″ OL  |
| Hardenberg      | Zendmast Molensteen Hardenberg | 107.2       | Omroep NOOS                    | 52° 34′ 24″ NB, 6° 35′ 30″ OL |
| Hardenberg      | Vakwerkmast op parkeerterrein aan de Parkweg, bij sporthal De Citadel, aan de Langewijk, naast het Ommerkanaal en de N377, in het noorden van Dedemsvaart                                                                         | 107,0       | vrij                           | 52° 36′ 23″ NB, 6° 27′ 7″ OL  |
| Hellendoorn     | Vakwerkmast op een open plek aan de Paltheweg, in het Nationaal Park Sallandse Heuvelrug, ten zuiden van de Almeloseweg N35, ten westen van Nijverdal                                                                             | 106,6       | HOi FM                         | 52° 21′ 54″ NB, 6° 26′ 12″ OL |
| Hengelo         | Communicatietoren van gegoten beton (buismast), op het onderstation van TenneT, aan de Vöckersweg, op bedrijventerrein Zeggershoek, ten zuiden van het Twentekanaal en ten oosten van de A35, bij Oele, zuidwestelijk van Hengelo | 98,0        | Radio Continu                  | 52° 14′ 55″ NB, 6° 45′ 32″ OL |
| Hengelo         | Communicatietoren van gegoten beton (buismast), op het onderstation van TenneT, aan de Vöckersweg, op bedrijventerrein Zeggershoek, ten zuiden van het Twentekanaal en ten oosten van de A35, bij Oele, zuidwestelijk van Hengelo | 101,2       | Sky Radio                      | 52° 14′ 55″ NB, 6° 45′ 32″ OL |
| Hengelo         | Vakwerkmast op het terrein van RTV Oost, aan de Hazenweg, op bedrijventerrein Westermaat Noord, langs de Bornsestraat (de N743), ten noordwesten van Hengelo                                                                      | 89,4        | Radio Oost                     | 52° 17′ 8″ NB, 6° 46′ 31″ OL  |
| Hengelo         | Vakwerkmast op het terrein van RTV Oost, aan de Hazenweg, op bedrijventerrein Westermaat Noord, langs de Bornsestraat (de N743), ten noordwesten van Hengelo                                                                      | 93,7        | SLAM!                          | 52° 17′ 8″ NB, 6° 46′ 31″ OL  |
| Hengelo         | Vakwerkmast op het terrein van RTV Oost, aan de Hazenweg, op bedrijventerrein Westermaat Noord, langs de Bornsestraat (de N743), ten noordwesten van Hengelo                                                                      | 97,6        | 100%NL                         | 52° 17′ 8″ NB, 6° 46′ 31″ OL  |
| Hengelo         | Vakwerkmast op het terrein van RTV Oost, aan de Hazenweg, op bedrijventerrein Westermaat Noord, langs de Bornsestraat (de N743), ten noordwesten van Hengelo                                                                      | 100,7       | Qmusic                         | 52° 17′ 8″ NB, 6° 46′ 31″ OL  |
| Hengelo         | Vakwerkmast op het terrein van RTV Oost, aan de Hazenweg, op bedrijventerrein Westermaat Noord, langs de Bornsestraat (de N743), ten noordwesten van Hengelo                                                                      | 102,6       | Radio 538                      | 52° 17′ 8″ NB, 6° 46′ 31″ OL  |
| Hengelo         | Buismast op woonzorgcentrum Humanitas aan de Hennepstraat / Boekweitweg / Enschedesestraat, in het zuidoosten van Hengelo | 105,8       | Radio Hengelo                  | 52° 15′ 28″ NB, 6° 48′ 40″ OL |
| Hof van Twente  | Betonnen Cellnex-toren aan de Larenseweg, in Markelosche Broek, ten westen van Markelo | 91,0        | SLAM!                          | 52° 14′ 13″ NB, 6° 26′ 30″ OL |
| Hof van Twente  | Betonnen Cellnex-toren aan de Larenseweg, in Markelosche Broek, ten westen van Markelo | 91,4        | NPO Radio 4                    | 52° 14′ 13″ NB, 6° 26′ 30″ OL |
| Hof van Twente  | Betonnen Cellnex-toren aan de Larenseweg, in Markelosche Broek, ten westen van Markelo | 95,6        | RTV Oost                       | 52° 14′ 13″ NB, 6° 26′ 30″ OL |
| Hof van Twente  | Betonnen Cellnex-toren aan de Larenseweg, in Markelosche Broek, ten westen van Markelo | 96,2        | NPO 3FM                        | 52° 14′ 13″ NB, 6° 26′ 30″ OL |
| Hof van Twente  | Betonnen Cellnex-toren aan de Larenseweg, in Markelosche Broek, ten westen van Markelo | 98,4        | NPO Radio 1                    | 52° 14′ 13″ NB, 6° 26′ 30″ OL |
| Hof van Twente  | Betonnen Cellnex-toren aan de Larenseweg, in Markelosche Broek, ten westen van Markelo | 102,7       | Radio 538                      | 52° 14′ 13″ NB, 6° 26′ 30″ OL |
| Hof van Twente  | Betonnen Cellnex-toren aan de Larenseweg, in Markelosche Broek, ten westen van Markelo | 103,1       | Radio Veronica                 | 52° 14′ 13″ NB, 6° 26′ 30″ OL |
| Hof van Twente  | Betonnen Cellnex-toren aan de Larenseweg, in Markelosche Broek, ten westen van Markelo | 104,6       | NPO Radio 2                    | 52° 14′ 13″ NB, 6° 26′ 30″ OL |
| Hof van Twente  | Vakwerkmast aan de Industrieweg, op bedrijventerrein Twentekanaal, langs het Twentekanaal, ten zuiden van Markelo | 93,5        | RadioNL, editie regio Enschede | 52° 12′ 8″ NB, 6° 31′ 5″ OL   |
| Hof van Twente  | Buismast op Discotheek Bill's Dancing aan de Taets van Amerongenstraat, in Markelo | 107,0       | Hofstreek FM                   | 52° 14′ 10″ NB, 6° 29′ 40″ OL |
| Hof van Twente  | Vakwerkmast achter het gemeentehuis, hoek De Hofte / Reggelaan, in het centrum van Goor | 107,6       | Hofstreek FM                   | 52° 13′ 59″ NB, 6° 35′ 1″ OL  |
| Kampen          | Vakwerkmast bij de studio's van RTV IJsselmond, Cellesbroeksweg 4, in het zuiden van Kampen, bij de N50 | 106,4       | RTV IJsselmond                 | 52° 32′ 36″ NB, 5° 54′ 7″ OL  |
| Losser          | Vakwerkmast bij parkeerplaats van hotel-restaurant 't Kruisselt aan de Kruisseltlaan / Bentheimerstraat (N735), tussen De Lutte en Oldenzaal                                                                                      | 90,0        | HOT Radio Hits                 | 52° 19′ 11″ NB, 6° 57′ 57″ OL |
| Losser          | Vakwerkmast bij parkeerplaats van hotel-restaurant 't Kruisselt aan de Kruisseltlaan / Bentheimerstraat (N735), tussen De Lutte en Oldenzaal                                                                                      | 103,1       | Radio Veronica                 | 52° 19′ 11″ NB, 6° 57′ 57″ OL |
| Oldenzaal       | Vakwerkmast aan de Parallelstraat, op bedrijventerrein Over 't Spoor, ten zuiden van het station, in het centrum van Oldenzaal | 106,2       | RTV Noordoost Twente           | 52° 18′ 18″ NB, 6° 55′ 57″ OL |
| Oldenzaal       | Vakwerkmast aan de Parallelstraat, op bedrijventerrein Over 't Spoor, ten zuiden van het station, in het centrum van Oldenzaal | 107,4       | RTV Noordoost Twente           | 52° 18′ 18″ NB, 6° 55′ 57″ OL |
| Olst-Wijhe      | Vakwerkmast achter de brandweerkazerne, Nijverheidsweg, op industrieterrein De Enk, in het westen van Wijhe, tussen de spoorbaan en de IJssel                                                                                     | 105,7       | Airplay Radio                  | 52° 22′ 58″ NB, 6° 7′ 50″ OL  |
| Raalte          | Buismast op gezondheidscentrum, aan de Jan van Arkelstraat 1 / Bentinckstraat / Van der Wijckstraat, bij Sportpark Raalte, in het centrum van Raalte                                                                              | 105,1       | Radio Raalte                   | 52° 23′ 5″ NB, 6° 16′ 6″ OL   |
| Rijssen-Holten  | Vakwerkmast op de Industrieweg / Dannenberg, op Bedrijventerrein De Mors, in het noordwesten van Rijssen | 92,3        | Radio 350                      | 52° 18′ 44″ NB, 6° 30′ 51″ OL |
| Rijssen-Holten  | Buismast op de silotoren aan de Larenseweg / Dorpsstraat, in het centrum van Holten | 105,2       | Radio 350                      | 52° 16′ 55″ NB, 6° 25′ 15″ OL |
| Staphorst       | Vakwerkmast naast silo van Veevoederhandel Vogelzang, aan de Bullingerweg, in de buurt Staphorst-streek Oost | 106,6       | A28FM                          | 52° 38′ 60″ NB, 6° 13′ 32″ OL |
| Steenwijkerland | Vakwerkmast op politiebureau aan de Vendelweg, in Steenwijk | 105,4       | Mix 105FM                      | 52° 46′ 55″ NB, 6° 6′ 57″ OL  |
| Twenterand      | Vakwerkmast bij de studio's van Delta FM, Karel Doormanlaan 3, in Vroomshoop | 105,3       | Delta FM                       | 52° 27′ 27″ NB, 6° 33′ 44″ OL |
| Twenterand      | Vakwerkmast bij ingang parkeerterrein, op Sportpark 't Midden, aan de Schout Doddestraat, in het zuidoosten van Vriezenveen | 107,7       | Deltapiraat                    | 52° 24′ 10″ NB, 6° 37′ 45″ OL |
| Wierden         | Vakwerkmast bij de studio's van Regio FM, Nijverheidsstraat 19, bij de tennishal, op Industrieterrein Hoge Lucht, in Wierden | 93,9        | Regio FM                       | 52° 21′ 48″ NB, 6° 35′ 55″ OL |
| Zwartewaterland | Buismast op de studio van Radio Zwartewater FM in het Sluziger Kulturhus, aan de Purperreigerlaan, in Zwartsluis | 107,3       | Zwartewater FM                 | 52° 21′ 48″ NB, 6° 35′ 55″ OL |
| Zwolle          | Vakwerkmast aan de Telfordstraat, bij de Nieuwe Wetering, op Bedrijventerrein De Marslanden G, in het zuidoosten van Zwolle | 89,2        | Radio 8FM Noord/Oost           | 52° 29′ 19″ NB, 6° 8′ 35″ OL  |
| Zwolle          | Vakwerkmast aan de Telfordstraat, bij de Nieuwe Wetering, op Bedrijventerrein De Marslanden G, in het zuidoosten van Zwolle | 97,2        | RadioNL, editie Overijssel     | 52° 29′ 19″ NB, 6° 8′ 35″ OL  |
| Zwolle          | Metalen vakwerk Cellnex-toren in Zwollerkerspel aan de Bergkloosterweg (bij A28, afrit 21), in Bruggenhoek, ten noordoosten van Zwolle                                                                                            | 93,6        | SLAM!                          | 52° 32′ 1″ NB, 6° 8′ 23″ OL   |
| Zwolle          | Metalen vakwerk Cellnex-toren in Zwollerkerspel aan de Bergkloosterweg (bij A28, afrit 21), in Bruggenhoek, ten noordoosten van Zwolle                                                                                            | 95,3        | BNR Nieuwsradio                | 52° 32′ 1″ NB, 6° 8′ 23″ OL   |
| Zwolle          | Metalen vakwerk Cellnex-toren in Zwollerkerspel aan de Bergkloosterweg (bij A28, afrit 21), in Bruggenhoek, ten noordoosten van Zwolle                                                                                            | 99,4        | RTV Oost                       | 52° 32′ 1″ NB, 6° 8′ 23″ OL   |
| Zwolle          | Buismast op de James Last Flat, aan de Palestrinalaan, naast Jachthaven De Hanze, aan het Zwarte Water, in Holtenbroek, in het noordwesten van Zwolle                                                                             | 105,0       | RTV Zwolle FM                  | 52° 31′ 47″ NB, 6° 4′ 33″ OL  |

### Utrecht
| Gemeente            | Locatie | Frequenties | Frequenties                      | Coördinaten                   |
| ------------------- | --- | ----------- | -------------------------------- | ----------------------------- |
| Amersfoort          | Buismast op de voormalig locatie Lichtenberg van Meander Medisch Centrum aan de Utrechtseweg / Vondellaan, in het zuidwesten van Amersfoort                                                         | 95,0        | 100% NL                          | 52° 8′ 38″ NB, 5° 22′ 10″ OL  |
| Amersfoort          | Buismast op de voormalig locatie Lichtenberg van Meander Medisch Centrum aan de Utrechtseweg / Vondellaan, in het zuidwesten van Amersfoort                                                         | 97,5        | SLAM!                            | 52° 8′ 38″ NB, 5° 22′ 10″ OL  |
| Amersfoort          | Buismast op serviceflat De Schuilenburght aan het Schuilenburgerplein, langs de A28, in het oosten van Amersfoort                                                                                   | 99,5        | RadioNL, editie regio Amersfoort | 52° 9′ 13″ NB, 5° 24′ 54″ OL  |
| Amersfoort          | Buismast op vakwerkmast op het Berghotel, aan de Utrechtseweg, schuin tegenover de Watertoren en in de buurt van het Meander Medisch Centrum, locatie Lichtenberg, in het zuidwesten van Amersfoort | 105,2       | EVA Radio                        | 52° 8′ 37″ NB, 5° 21′ 52″ OL  |
| Baarn               | Buismast op het Meander Medisch Centrum, locatie Baarn, aan de Molenweg, in het westen van Baarn | 105,5       | RTV Baarn                        | 52° 12′ 53″ NB, 5° 16′ 37″ OL |
| Bunschoten          | Hybridemast (buismast op vakwerkmast) op het gebouw (studio) van Stichting Lokale Omroep Spakenburg, Prins Johan Frisostraat 14-16, achter de brandweerkazerne, in Bunschoten                       | 107,5       | LOS Radio                        | 52° 12′ 40″ NB, 5° 22′ 36″ OL |
| De Bilt             | Hybride mast (buismast op vakwerkmast) op flatgebouw Noordpool, aan de Kometenlaan, bij bedrijventerrein Larenstein, in het westen van Bilthoven                                                    | 106,6       | Roulette FM                      | 52° 7′ 14″ NB, 5° 10′ 49″ OL  |
| De Ronde Venen      | Vakwerkmast naast een meubelzaak, aan de Rendementsweg, op bedrijventerrein Mijdrecht, ten westen van Mijdrecht                                                                                     | 105,6       | RTV Ronde Venen                  | 52° 12′ 27″ NB, 4° 52′ 58″ OL |
| De Ronde Venen      | Vakwerkmast naast de studio van RTV Ronde Venen, Hollandse Kade 22a, op bedrijventerrein Hollandse Kade, vlak bij station Abcoude, in het noordoosten van Abcoude                                   | 107,6       | RTV Ronde Venen                  | 52° 16′ 45″ NB, 4° 58′ 27″ OL |
| IJsselstein         | Gerbrandytoren (ook wel: Zendmast Lopik), Cellnex-toren (buismast) aan de Hogebiezendijk 21, in het zuiden van IJsselstein                                                                          | 90,7        | Sublime                          | 52° 0′ 36″ NB, 5° 3′ 13″ OL   |
| IJsselstein         | Gerbrandytoren (ook wel: Zendmast Lopik), Cellnex-toren (buismast) aan de Hogebiezendijk 21, in het zuiden van IJsselstein                                                                          | 92,6        | NPO Radio 2                      | 52° 0′ 36″ NB, 5° 3′ 13″ OL   |
| IJsselstein         | Gerbrandytoren (ook wel: Zendmast Lopik), Cellnex-toren (buismast) aan de Hogebiezendijk 21, in het zuiden van IJsselstein                                                                          | 93,1        | Radio M Utrecht                  | 52° 0′ 36″ NB, 5° 3′ 13″ OL   |
| IJsselstein         | Gerbrandytoren (ook wel: Zendmast Lopik), Cellnex-toren (buismast) aan de Hogebiezendijk 21, in het zuiden van IJsselstein                                                                          | 94,3        | NPO Radio 4                      | 52° 0′ 36″ NB, 5° 3′ 13″ OL   |
| IJsselstein         | Gerbrandytoren (ook wel: Zendmast Lopik), Cellnex-toren (buismast) aan de Hogebiezendijk 21, in het zuiden van IJsselstein                                                                          | 95,5        | RTV9                             | 52° 0′ 36″ NB, 5° 3′ 13″ OL   |
| IJsselstein         | Gerbrandytoren (ook wel: Zendmast Lopik), Cellnex-toren (buismast) aan de Hogebiezendijk 21, in het zuiden van IJsselstein                                                                          | 96,8        | NPO 3FM                          | 52° 0′ 36″ NB, 5° 3′ 13″ OL   |
| IJsselstein         | Gerbrandytoren (ook wel: Zendmast Lopik), Cellnex-toren (buismast) aan de Hogebiezendijk 21, in het zuiden van IJsselstein                                                                          | 97,8        | Radio Veronica                   | 52° 0′ 36″ NB, 5° 3′ 13″ OL   |
| IJsselstein         | Gerbrandytoren (ook wel: Zendmast Lopik), Cellnex-toren (buismast) aan de Hogebiezendijk 21, in het zuiden van IJsselstein                                                                          | 98,9        | NPO Radio 1                      | 52° 0′ 36″ NB, 5° 3′ 13″ OL   |
| IJsselstein         | Gerbrandytoren (ook wel: Zendmast Lopik), Cellnex-toren (buismast) aan de Hogebiezendijk 21, in het zuiden van IJsselstein                                                                          | 100,1       | BNR Nieuwsradio                  | 52° 0′ 36″ NB, 5° 3′ 13″ OL   |
| IJsselstein         | Gerbrandytoren (ook wel: Zendmast Lopik), Cellnex-toren (buismast) aan de Hogebiezendijk 21, in het zuiden van IJsselstein                                                                          | 100,7       | Qmusic                           | 52° 0′ 36″ NB, 5° 3′ 13″ OL   |
| IJsselstein         | Gerbrandytoren (ook wel: Zendmast Lopik), Cellnex-toren (buismast) aan de Hogebiezendijk 21, in het zuiden van IJsselstein                                                                          | 101,5       | Sky Radio                        | 52° 0′ 36″ NB, 5° 3′ 13″ OL   |
| IJsselstein         | Gerbrandytoren (ook wel: Zendmast Lopik), Cellnex-toren (buismast) aan de Hogebiezendijk 21, in het zuiden van IJsselstein                                                                          | 101,9       | Radio 538                        | 52° 0′ 36″ NB, 5° 3′ 13″ OL   |
| IJsselstein         | Gerbrandytoren (ook wel: Zendmast Lopik), Cellnex-toren (buismast) aan de Hogebiezendijk 21, in het zuiden van IJsselstein                                                                          | 106,1       | RTV9                             | 52° 0′ 36″ NB, 5° 3′ 13″ OL   |
| Lopik               | Vakwerkmast aan de Adriaan Veerhof, in Jaarsveld | 107,9       | RTV9                             | 51° 58′ 11″ NB, 4° 58′ 31″ OL |
| Montfoort           | Vakwerkmast bij de studio's van Radio Stad Montfoort, Waardsedijk Oost 10-6, op Bedrijventerrein West, ten westen van Montfoort                                                                     | 106,8       | Radio Stad Montfoort             | 52° 2′ 41″ NB, 4° 56′ 7″ OL   |
| Oudewater           | Vakwerkmast aan de Lijnbaan / Joh. J. Verbergenweg, in het noorden van Oudewater | 107,5       | Midland FM                       | 52° 1′ 49″ NB, 4° 51′ 53″ OL  |
| Renswoude           | Hybride mast (buismast op vakwerkmast) bij de voormalige studio's van Midland FM, Molenstraat 25, op bedrijventerrein De Hooge Hoek, in het noordwesten van Renswoude                               | 105,6       | Midland FM                       | 52° 4′ 35″ NB, 5° 32′ 8″ OL   |
| Rhenen              | Vakwerkmast tussen de Nieuwe Veenendaalseweg / Domineesbergweg, in het noorden van Rhenen | 97,9        | Radio M Utrecht                  | 51° 57′ 53″ NB, 5° 34′ 4″ OL  |
| Soest               | Buismast op het Gemeentehuis (de studio van Radio Soest bevindt zich hier in de kelder), aan het Raadhuisplein, bij de Dalweg, in Soest                                                             | 105,9       | Radio Soest                      | 52° 10′ 37″ NB, 5° 17′ 40″ OL |
| Soest               | Buismast op Sporthal De Banninghal, aan de Banningstraat, bij de N237 in Soesterberg | 107,9       | Radio Soest                      | 52° 7′ 19″ NB, 5° 17′ 12″ OL  |
| Stichtse Vecht      | Buismast op de toren van de Heilig Hartkerk, aan de Breedstraat, vlak bij de ophaalbrug over de Vecht, in het centrum van Maarssen                                                                  | 105,3       | RTV Stichtse Vecht               | 52° 8′ 24″ NB, 5° 2′ 23″ OL   |
| Stichtse Vecht      | Vakwerkmast op Sportpark De Meent, Wagendijk 68, langs de N401, in het noordwesten van Kockengen | 106,0       | RTV Stichtse Vecht               | 52° 9′ 13″ NB, 4° 56′ 24″ OL  |
| Utrecht             | Buismast op het NH hotel, aan het Jaarbeursplein, vlak bij het Centraal Station, in het centrum van Utrecht                                                                                         | 87,8        | Radio 10                         | 52° 5′ 24″ NB, 5° 6′ 21″ OL   |
| Utrecht             | Buismast op het NH hotel, aan het Jaarbeursplein, vlak bij het Centraal Station, in het centrum van Utrecht                                                                                         | 89,5        | 100% NL                          | 52° 5′ 24″ NB, 5° 6′ 21″ OL   |
| Utrecht             | Buismast op het NH hotel, aan het Jaarbeursplein, vlak bij het Centraal Station, in het centrum van Utrecht                                                                                         | 98,5        | Radio Decibel, editie Randstad   | 52° 5′ 24″ NB, 5° 6′ 21″ OL   |
| Utrecht             | Buismast op het NH hotel, aan het Jaarbeursplein, vlak bij het Centraal Station, in het centrum van Utrecht                                                                                         | 102,5       | Radio 538                        | 52° 5′ 24″ NB, 5° 6′ 21″ OL   |
| Utrecht             | Buismast op een woontoren aan de Aziëlaan, in het zuidwesten van Utrecht, op Kanaleneiland | 96,1        | NPO FunX                         | 52° 3′ 58″ NB, 5° 6′ 18″ OL   |
| Utrecht             | Buismast op het Willem C. van Unnikgebouw van de Universiteit aan de Heidelberglaan, in het Science Park, het oosten van Utrecht                                                                    | 103,4       | Fresh FM                         | 52° 5′ 7″ NB, 5° 10′ 20″ OL   |
| Utrecht             | Buismast op het kantoor van Vitens Midden-Nederland, Reactorweg 47, naast de A2, in Utrecht-West | 105,7       | Bingo FM                         | 52° 6′ 24″ NB, 5° 3′ 43″ OL   |
| Utrecht             | Buismast op Bedrijvencentrum Vechtenstein, Vechtensteinlaan 12-16, bij Sporthal Zuilen, in Zuilen, Utrecht-Noordwest                                                                                | 1224        | Radio Paradijs                   | 52° 7′ 4″ NB, 5° 4′ 51″ OL    |
| Utrecht             | Vakwerkmast op Fort Lunet I, ingeklemd door de Koningsweg / Waterlinieweg / Kromme Rijn (met daarachter Stadion Galgenwaard) en Sportcomplex Zoudenbalch, in Maarschalkerweerd, Utrecht-Oost        | 1332 kHz    | Radio Paradijs                   | 52° 4′ 34″ NB, 5° 8′ 34″ OL   |
| Utrecht             | Vakwerkmast op Fort Lunet I, ingeklemd door de Koningsweg / Waterlinieweg / Kromme Rijn (met daarachter Stadion Galgenwaard) en Sportcomplex Zoudenbalch, in Maarschalkerweerd, Utrecht-Oost        | 1584 kHz    | Radio Paradijs                   | 52° 4′ 34″ NB, 5° 8′ 34″ OL   |
| Utrechtse Heuvelrug | Vakwerkmast op terrein van het asielzoekerscentrum aan de Hoogstraat, op de Darthuizerberg, in het Nationaal Park Utrechtse Heuvelrug, ten noordwesten van Leersum                                  | 91,7        | Radio 90FM                       | 52° 1′ 54″ NB, 5° 23′ 57″ OL  |
| Veenendaal          | Buismast op vakwerkmast op flatgebouw De Sterke Arm, aan De Sterke Arm, in het centrum van Veenendaal                                                                                               | 104,9       | Midland FM                       | 52° 1′ 22″ NB, 5° 33′ 21″ OL  |
| Vijfheerenlanden    | Hybridemast (buismast op vakwerkmast) op de DonjonToren, aan Donjon / Vijfheerenlanden, in de wijk De Hagen, in het noorden van Vianen                                                              | 105,4       | SRC FM                           | 52° 59′ 38″ NB, 5° 6′ 1″ OL   |
| Vijfheerenlanden    | Buismast op pand van Montage- en Afbouwbedrijf aan de Gildenstraat, op bedrijventerrein Nieuw Schaik, in het noordoosten van Leerdam                                                                | 107,6       | LekWaal FM                       | 51° 53′ 55″ NB, 5° 6′ 24″ OL  |
| Woerden             | Vakwerkmast bij KPN-schakelgebouwtje aan de Voltaweg, op Industrieterrein Honthorst, in het zuidwesten van Woerden                                                                                  | 107,1       | RPL FM                           | 52° 4′ 46″ NB, 4° 52′ 44″ OL  |
| Woudenberg          | Buismast op de silo, Parallelweg 2, op Industrieterrein Parallelweg, tussen Woudenberg en Scherpenzeel                                                                                              | 106,3       | Midland FM                       | 52° 4′ 52″ NB, 5° 27′ 3″ OL   |
| Zeist               | Hybride mast (buismast op vakwerkmast) op de L-flat, aan de Laan van Vollenhove, naast de A28, in de wijk Vollenhove, in Zeist                                                                      | 107,0       | Slotstad Radio                   | 52° 6′ 8″ NB, 5° 14′ 7″ OL    |

### Zeeland
| Gemeente           | Locatie | Frequenties | Frequenties              | Coördinaten                   |
| ------------------ | --- | ----------- | ------------------------ | ----------------------------- |
| Goes               | Betonnen Cellnex-toren (buismast) aan de Cornelisweg, in het noorden van Goes, op het schiereiland Zuid-Beveland | 87,9        | Omroep Zeeland           | 51° 30′ 39″ NB, 3° 53′ 4″ OL  |
| Goes               | Betonnen Cellnex-toren (buismast) aan de Cornelisweg, in het noorden van Goes, op het schiereiland Zuid-Beveland | 90,5        | 100% NL                  | 51° 30′ 39″ NB, 3° 53′ 4″ OL  |
| Goes               | Betonnen Cellnex-toren (buismast) aan de Cornelisweg, in het noorden van Goes, op het schiereiland Zuid-Beveland | 94,4        | NPO Radio 2              | 51° 30′ 39″ NB, 3° 53′ 4″ OL  |
| Goes               | Betonnen Cellnex-toren (buismast) aan de Cornelisweg, in het noorden van Goes, op het schiereiland Zuid-Beveland | 95,0        | NPO Radio 4              | 51° 30′ 39″ NB, 3° 53′ 4″ OL  |
| Goes               | Betonnen Cellnex-toren (buismast) aan de Cornelisweg, in het noorden van Goes, op het schiereiland Zuid-Beveland | 96,6        | Radio Veronica           | 51° 30′ 39″ NB, 3° 53′ 4″ OL  |
| Goes               | Betonnen Cellnex-toren (buismast) aan de Cornelisweg, in het noorden van Goes, op het schiereiland Zuid-Beveland | 98,4        | Radio 538                | 51° 30′ 39″ NB, 3° 53′ 4″ OL  |
| Goes               | Betonnen Cellnex-toren (buismast) aan de Cornelisweg, in het noorden van Goes, op het schiereiland Zuid-Beveland | 99,8        | NPO 3FM                  | 51° 30′ 39″ NB, 3° 53′ 4″ OL  |
| Goes               | Betonnen Cellnex-toren (buismast) aan de Cornelisweg, in het noorden van Goes, op het schiereiland Zuid-Beveland | 100,7       | Qmusic                   | 51° 30′ 39″ NB, 3° 53′ 4″ OL  |
| Goes               | Betonnen Cellnex-toren (buismast) aan de Cornelisweg, in het noorden van Goes, op het schiereiland Zuid-Beveland | 101,9       | Sky Radio                | 51° 30′ 39″ NB, 3° 53′ 4″ OL  |
| Goes               | Betonnen Cellnex-toren (buismast) aan de Cornelisweg, in het noorden van Goes, op het schiereiland Zuid-Beveland | 103,8       | Radio 10                 | 51° 30′ 39″ NB, 3° 53′ 4″ OL  |
| Goes               | Betonnen Cellnex-toren (buismast) aan de Cornelisweg, in het noorden van Goes, op het schiereiland Zuid-Beveland | 104,4       | NPO Radio 1              | 51° 30′ 39″ NB, 3° 53′ 4″ OL  |
| Goes               | Betonnen Cellnex-toren (buismast) aan de Cornelisweg, in het noorden van Goes, op het schiereiland Zuid-Beveland | 105,0       | Origineel FM             | 51° 30′ 39″ NB, 3° 53′ 4″ OL  |
| Hulst              | Buismast op de toren van de Sint-Willibrordusbasiliek Steenstraat / Korte Nieuwstraat / Cornelis de Vosplein, in het centrum van de vestingstad Hulst, in Zeeuws-Vlaanderen                                                 | 107,1       | NPO Radio 2              | 51° 16′ 50″ NB, 4° 3′ 14″ OL  |
| Middelburg         | Geplande locatie Middelburg, op het schiereiland Walcheren | 96,0        | Walcheren FM             |                               |
| Schouwen-Duiveland | Buismast op de graansilo aan de Julianastraat / Vissersdijk, op Bedrijvenpark Zuid, zuidelijk van het Havenkanaal, in het zuidoosten van Zierikzee, op het eiland Schouwen-Duiveland                                        | 107,1       | Radio Schouwen-Duiveland | 51° 38′ 50″ NB, 3° 55′ 54″ OL |
| Schouwen-Duiveland | Buismast op de silo van Krijger Molenaars meelfabriek, Hoogenboomlaan 34, tussen de campings in de duinen, ten zuidwesten van Renesse, op het eiland Schouwen-Duiveland                                                     | 107,8       | Radio Schouwen-Duiveland | 51° 43′ 40″ NB, 3° 45′ 36″ OL |
| Sluis              | Buismast op een voormalige graansilo van de landbouwcoöperatie Coöperatieve Zuidelijke Aan- en verkoop Vereniging (CZAV), aan de Middenhavendam, bij de Vissershaven, in het noordoosten van Breskens, in Zeeuws-Vlaanderen | 90,0        | 100% NL                  | 51° 23′ 49″ NB, 3° 33′ 56″ OL |
| Sluis              | Buismast op een voormalige graansilo van de landbouwcoöperatie Coöperatieve Zuidelijke Aan- en verkoop Vereniging (CZAV), aan de Middenhavendam, bij de Vissershaven, in het noordoosten van Breskens, in Zeeuws-Vlaanderen | 93,3        | Radio 10                 | 51° 23′ 49″ NB, 3° 33′ 56″ OL |
| Sluis              | Buismast op een voormalige graansilo van de landbouwcoöperatie Coöperatieve Zuidelijke Aan- en verkoop Vereniging (CZAV), aan de Middenhavendam, bij de Vissershaven, in het noordoosten van Breskens, in Zeeuws-Vlaanderen | 99,2        | SLAM!                    | 51° 23′ 49″ NB, 3° 33′ 56″ OL |
| Sluis              | Buismast op een voormalige graansilo van de landbouwcoöperatie Coöperatieve Zuidelijke Aan- en verkoop Vereniging (CZAV), aan de Middenhavendam, bij de Vissershaven, in het noordoosten van Breskens, in Zeeuws-Vlaanderen | 100,7       | Qmusic                   | 51° 23′ 49″ NB, 3° 33′ 56″ OL |
| Sluis              | Buismast op de Nieuwe watertoren, aan de Bredestraat 67/69 / Industrieweg, op bedrijventerrein Stampershoek, in het noordoosten van Oostburg, in Zeeuws-Vlaanderen                                                          | 105,5       | Scheldemond FM           | 51° 19′ 51″ NB, 3° 29′ 52″ OL |
| Sluis              | Buismast op de Nieuwe watertoren, aan de Bredestraat 67/69 / Industrieweg, op bedrijventerrein Stampershoek, in het noordoosten van Oostburg, in Zeeuws-Vlaanderen                                                          | 107,5       | Scheldemond FM           | 51° 19′ 51″ NB, 3° 29′ 52″ OL |
| Terneuzen          | Buismast op een silo aan de Frankrijkweg, aan de Zevenaarhaven, bij het Kanaal Gent-Terneuzen, op het industrieterrein Terneuzen Kanaalhavens, in het zuiden van Terneuzen, in Zeeuws-Vlaanderen                            | 90,8        | Sublime                  | 51° 18′ 16″ NB, 3° 50′ 2″ OL  |
| Terneuzen          | Buismast op een silo aan de Frankrijkweg, aan de Zevenaarhaven, bij het Kanaal Gent-Terneuzen, op het industrieterrein Terneuzen Kanaalhavens, in het zuiden van Terneuzen, in Zeeuws-Vlaanderen                            | 103,3       | Radio Veronica           | 51° 18′ 16″ NB, 3° 50′ 2″ OL  |
| Terneuzen          | Vakwerkmast aan de Driewegenweg, tussen de buurtschappen Driewegen en Nieuwland, ten noordwesten van Biervliet, in Zeeuws-Vlaanderen                                                                                        | 91,5        | BNR Nieuwsradio          | 51° 20′ 31″ NB, 3° 39′ 0″ OL  |
| Terneuzen          | Vakwerkmast aan de Driewegenweg, tussen de buurtschappen Driewegen en Nieuwland, ten noordwesten van Biervliet, in Zeeuws-Vlaanderen                                                                                        | 106,1       | Terneuzen FM             | 51° 20′ 31″ NB, 3° 39′ 0″ OL  |
| Terneuzen          | Vakwerkmast tussen de Graafschepedreef en Verkavelingsweg, halverwege Westdorpe en Zuiddorpe, ten noorden van de buurtschap Oude Polder, in Zeeuws-Vlaanderen                                                               | 92,4        | Puur NL, editie Zeeland  | 51° 13′ 25″ NB, 3° 51′ 37″ OL |
| Terneuzen          | Vakwerkmast tussen de Graafschepedreef en Verkavelingsweg, halverwege Westdorpe en Zuiddorpe, ten noorden van de buurtschap Oude Polder, in Zeeuws-Vlaanderen                                                               | 93,0        | Radio 10                 | 51° 13′ 25″ NB, 3° 51′ 37″ OL |
| Terneuzen          | Vakwerkmast tussen de Graafschepedreef en Verkavelingsweg, halverwege Westdorpe en Zuiddorpe, ten noorden van de buurtschap Oude Polder, in Zeeuws-Vlaanderen                                                               | 97,8        | NPO Radio 2              | 51° 13′ 25″ NB, 3° 51′ 37″ OL |
| Terneuzen          | Vakwerkmast tussen de Graafschepedreef en Verkavelingsweg, halverwege Westdorpe en Zuiddorpe, ten noorden van de buurtschap Oude Polder, in Zeeuws-Vlaanderen                                                               | 100,4       | Qmusic                   | 51° 13′ 25″ NB, 3° 51′ 37″ OL |
| Terneuzen          | Vakwerkmast tussen de Graafschepedreef en Verkavelingsweg, halverwege Westdorpe en Zuiddorpe, ten noorden van de buurtschap Oude Polder, in Zeeuws-Vlaanderen                                                               | 102,4       | Radio 538                | 51° 13′ 25″ NB, 3° 51′ 37″ OL |
| Terneuzen          | Vakwerkmast tussen de Graafschepedreef en Verkavelingsweg, halverwege Westdorpe en Zuiddorpe, ten noorden van de buurtschap Oude Polder, in Zeeuws-Vlaanderen                                                               | 105,8       | Terneuzen FM             | 51° 13′ 25″ NB, 3° 51′ 37″ OL |
| Terneuzen          | Hybride mast (buismast op vakwerkmast) op seniorenappartementencomplex aan het Edvard Grieghof / Bernard Zweerslaan, in het zuidoosten van Terneuzen, in Zeeuws-Vlaanderen                                                  | 107,8       | Terneuzen FM             | 51° 18′ 54″ NB, 3° 51′ 9″ OL  |
| Tholen             | Buismast op de toren van Grote of Onze-Lieve-Vrouwekerk, in de oude stadskern van Tholen, op het voormalige eiland Tholen                                                                                                   | 106,5       | Omroep Tholen            | 51° 31′ 55″ NB, 4° 13′ 9″ OL  |
| Vlissingen         | Buismast op het Arion Hotel aan Boulevard Bankert / Trompstraat / Kenau Hasselaarstraat, aan de Westerschelde, in het zuidwesten van Vlissingen, op het schiereiland Walcheren                                              | 88,8        | Sublime                  | 51° 26′ 46″ NB, 3° 33′ 53″ OL |
| Vlissingen         | Buismast op het Arion Hotel aan Boulevard Bankert / Trompstraat / Kenau Hasselaarstraat, aan de Westerschelde, in het zuidwesten van Vlissingen, op het schiereiland Walcheren                                              | 97,1        | Radio Veronica           | 51° 26′ 46″ NB, 3° 33′ 53″ OL |
| Vlissingen         | Buismast op het Arion Hotel aan Boulevard Bankert / Trompstraat / Kenau Hasselaarstraat, aan de Westerschelde, in het zuidwesten van Vlissingen, op het schiereiland Walcheren                                              | 98,4        | Omroep Zeeland           | 51° 26′ 46″ NB, 3° 33′ 53″ OL |
| Vlissingen         | Buismast op de Arsenaaltoren aan de Oranjedijk / Arsenaalplein, in het zuiden van Vlissingen, aan de Westerschelde, op het schiereiland Walcheren                                                                           | 89,3        | Puur NL, editie Zeeland  | 51° 26′ 27″ NB, 3° 34′ 38″ OL |

### Zuid-Holland
| Gemeente               | Locatie | Frequenties                | Frequenties                          | Coördinaten                   |
| ---------------------- | --- | -------------------------- | ------------------------------------ | ----------------------------- |
| Alblasserdam           | Buismast op flatgebouw De Hoogh III, aan de Pieter de Hoochplaats / Plantageweg, in het oosten van Alblasserdam | 107,0                      | Klokradio                            | 51° 52′ 8″ NB, 4° 40′ 2″ OL   |
| Albrandswaard          | Vakwerkmast bij Kinderopvang Jip & Janneke, op het terrein van het Delta Psychiatrisch Centrum, aan de Albrandswaardsedijk / Kijvelandsekade / Oude Maaspad, langs de Oude Maas, in het zuiden van Poortugaal                                                                   | 107,1                      | RTV Albrandswaard                    | 51° 50′ 44″ NB, 4° 23′ 26″ OL |
| Alphen aan den Rijn    | Buismast op flatgebouw aan de Wederikstraat / President Kennedylaan, in het noordoosten van Alphen aan den Rijn | 90,0                       | Studio Alphen                        | 52° 8′ 39″ NB, 4° 40′ 37″ OL  |
| Alphen aan den Rijn    | Buismast op flatgebouw aan de Wederikstraat / President Kennedylaan, in het noordoosten van Alphen aan den Rijn | 105,4 niet meer in gebruik | Studio Alphen                        | 52° 8′ 39″ NB, 4° 40′ 37″ OL  |
| Alphen aan den Rijn    | Betonnen Cellnex-toren (hybride mast: vakwerkmast op betonnen buismast) aan de Energieweg, ten oosten van de Rijnhaven, op Bedrijventerrein Rijnhaven, in het noordwesten van Alphen aan den Rijn                                                                               | 95,2                       | SLAM!                                | 52° 8′ 13″ NB, 4° 38′ 47″ OL  |
| Alphen aan den Rijn    | Betonnen Cellnex-toren (hybride mast: vakwerkmast op betonnen buismast) aan de Energieweg, ten oosten van de Rijnhaven, op Bedrijventerrein Rijnhaven, in het noordwesten van Alphen aan den Rijn                                                                               | 95,9                       | Fresh FM                             | 52° 8′ 13″ NB, 4° 38′ 47″ OL  |
| Alphen aan den Rijn    | Betonnen Cellnex-toren (hybride mast: vakwerkmast op betonnen buismast) aan de Energieweg, ten oosten van de Rijnhaven, op Bedrijventerrein Rijnhaven, in het noordwesten van Alphen aan den Rijn                                                                               | 96,5                       | NPO 3FM                              | 52° 8′ 13″ NB, 4° 38′ 47″ OL  |
| Alphen aan den Rijn    | Betonnen Cellnex-toren (hybride mast: vakwerkmast op betonnen buismast) aan de Energieweg, ten oosten van de Rijnhaven, op Bedrijventerrein Rijnhaven, in het noordwesten van Alphen aan den Rijn                                                                               | 101,9                      | Radio 538                            | 52° 8′ 13″ NB, 4° 38′ 47″ OL  |
| Alphen aan den Rijn    | Buismast bij de Radiostudio's van ROB FM Boskoop, op het terrein van het Plantariumgebouw, Italiëlaan 4, op het Sierteeltcentrum - International Trade Center, in het zuidoosten van Hazerswoude-Dorp, ten westen van Boskoop                                                   | 105,1                      | Studio Alphen                        | 52° 4′ 56″ NB, 4° 37′ 32″ OL  |
| Alphen aan den Rijn    | Buismast op de klokkentoren van het raadhuis van Rijnwoude, Frederik van Eedenplein 4 / Rijndijk / Da Costasingel, ten zuiden van de Oude Rijn, in Hazerswoude-Rijndijk | 106,5                      | Studio Alphen                        | 52° 7′ 46″ NB, 4° 35′ 19″ OL  |
| Barendrecht            | Buismast op de Watertoren, aan de Dorpsstraat, in het centrum van Barendrecht | 106,4                      | Exxact FM                            | 51° 51′ 30″ NB, 4° 32′ 1″ OL  |
| Bodegraven-Reeuwijk    | Buismast op een reclamezuil op de parkeerplaats tussen de A12, de Goudseweg (de N459) en de N11, ten zuiden van Bodegraven | 107,8                      | Radio Bodegraven                     | 52° 4′ 3″ NB, 4° 44′ 26″ OL   |
| Capelle aan den IJssel | Buismast op flatgebouw Schermerhoek aan de Schermerhoek / Noorderbreedte, naast de Abram van Rijkevorselweg (de N219), de Oosterlengte en Bedrijventerrein Wormerhoek, in de wijk Oostgaarde, in het oosten van Capelle aan den IJssel                                          | 105,3                      | Radio Capelle                        | 52° 56′ 29″ NB, 4° 36′ 3″ OL  |
| Delft                  | Buismast op de C. Franckflat aan de César Franckstraat / Brahmslaan, bij de sportvelden in de Kerkpolder, in het zuidwesten van Delft | 106,3                      | Stadsradio Delft                     | 52° 59′ 42″ NB, 4° 20′ 10″ OL |
| Delft                  | Buismast op het voormalige hoofdgebouw, nu de faculteit Bouwkunde, van de TU Delft aan de Julianalaan / Michiel de Ruyterweg, in het zuidoosten van Delft | 107,0                      | Virgiel FM (evenementenzender)       | 52° 0′ 19″ NB, 4° 22′ 10″ OL  |
| Den Haag               | Betonnen Zendmast Bezuidenhout, (hybride mast: vakwerkmast op betonnen buismast) aan de Louise Henriëttestraat, bij KPN-gebouw, bij A12, afrit 2, ten oosten van het centrum van Den Haag                                                                                       | 89,0                       | Omroep West                          | 52° 4′ 51″ NB, 4° 20′ 9″ OL   |
| Den Haag               | Betonnen Zendmast Bezuidenhout, (hybride mast: vakwerkmast op betonnen buismast) aan de Louise Henriëttestraat, bij KPN-gebouw, bij A12, afrit 2, ten oosten van het centrum van Den Haag                                                                                       | 89,8                       | Amor FM                              | 52° 4′ 51″ NB, 4° 20′ 9″ OL   |
| Den Haag               | Betonnen Zendmast Bezuidenhout, (hybride mast: vakwerkmast op betonnen buismast) aan de Louise Henriëttestraat, bij KPN-gebouw, bij A12, afrit 2, ten oosten van het centrum van Den Haag                                                                                       | 90,0                       | Sublime                              | 52° 4′ 51″ NB, 4° 20′ 9″ OL   |
| Den Haag               | Betonnen Zendmast Bezuidenhout, (hybride mast: vakwerkmast op betonnen buismast) aan de Louise Henriëttestraat, bij KPN-gebouw, bij A12, afrit 2, ten oosten van het centrum van Den Haag                                                                                       | 92,0                       | Den Haag FM                          | 52° 4′ 51″ NB, 4° 20′ 9″ OL   |
| Den Haag               | Betonnen Zendmast Bezuidenhout, (hybride mast: vakwerkmast op betonnen buismast) aan de Louise Henriëttestraat, bij KPN-gebouw, bij A12, afrit 2, ten oosten van het centrum van Den Haag                                                                                       | 92,9                       | NPO Radio 2                          | 52° 4′ 51″ NB, 4° 20′ 9″ OL   |
| Den Haag               | Betonnen Zendmast Bezuidenhout, (hybride mast: vakwerkmast op betonnen buismast) aan de Louise Henriëttestraat, bij KPN-gebouw, bij A12, afrit 2, ten oosten van het centrum van Den Haag                                                                                       | 94,1                       | NPO Radio 4                          | 52° 4′ 51″ NB, 4° 20′ 9″ OL   |
| Den Haag               | Betonnen Zendmast Bezuidenhout, (hybride mast: vakwerkmast op betonnen buismast) aan de Louise Henriëttestraat, bij KPN-gebouw, bij A12, afrit 2, ten oosten van het centrum van Den Haag                                                                                       | 96,5                       | NPO 3FM                              | 52° 4′ 51″ NB, 4° 20′ 9″ OL   |
| Den Haag               | Betonnen Zendmast Bezuidenhout, (hybride mast: vakwerkmast op betonnen buismast) aan de Louise Henriëttestraat, bij KPN-gebouw, bij A12, afrit 2, ten oosten van het centrum van Den Haag                                                                                       | 98,0                       | Ujala Radio                          | 52° 4′ 51″ NB, 4° 20′ 9″ OL   |
| Den Haag               | Betonnen Zendmast Bezuidenhout, (hybride mast: vakwerkmast op betonnen buismast) aan de Louise Henriëttestraat, bij KPN-gebouw, bij A12, afrit 2, ten oosten van het centrum van Den Haag                                                                                       | 98,4                       | NPO FunX                             | 52° 4′ 51″ NB, 4° 20′ 9″ OL   |
| Den Haag               | Betonnen Zendmast Bezuidenhout, (hybride mast: vakwerkmast op betonnen buismast) aan de Louise Henriëttestraat, bij KPN-gebouw, bij A12, afrit 2, ten oosten van het centrum van Den Haag                                                                                       | 99,4                       | Radio 8FM Randstad                   | 52° 4′ 51″ NB, 4° 20′ 9″ OL   |
| Den Haag               | Betonnen Zendmast Bezuidenhout, (hybride mast: vakwerkmast op betonnen buismast) aan de Louise Henriëttestraat, bij KPN-gebouw, bij A12, afrit 2, ten oosten van het centrum van Den Haag                                                                                       | 105,5                      | NPO Radio 1                          | 52° 4′ 51″ NB, 4° 20′ 9″ OL   |
| Den Haag               | Buismast bij het Panorama Café in Madurodam, George Maduroplein 1, tussen de Haringkade en Hubertusviaduct, in het noorden van de Scheveningse Bosjes, in het stadsdeel Scheveningen van Den Haag                                                                               | 107,5                      | Madurodam by Light evenementenzender | 52° 5′ 58″ NB, 4° 17′ 45″ OL  |
| Den Haag               | 2 vakwerkmasten verbonden door antennekabel, in een weiland aan de Roeleveenseweg, bij de A12, in de Roeleveensepolder, naast de Erasmuslijn van RandstadRail, bij de Nootdorpboog bij Leidschenveen, in het Haagse deel van Roeleveen (de nieuwe locatie vanaf september 2013) | 1566 kHz                   | VAHON Hindoestani Radio              | 52° 3′ 16″ NB, 4° 24′ 39″ OL  |
| Dordrecht              | Buismast op de rijstsilo van Silo Dordrecht B.V., aan de Kreekweg, bij de Julianahaven, aan de Oude Maas, in het westen van Dordrecht | 88,8                       | BNR Nieuwsradio                      | 51° 47′ 17″ NB, 4° 38′ 31″ OL |
| Dordrecht              | Buismast op de rijstsilo van Silo Dordrecht B.V., aan de Kreekweg, bij de Julianahaven, aan de Oude Maas, in het westen van Dordrecht | 99,6                       | BNR Nieuwsradio                      | 51° 47′ 17″ NB, 4° 38′ 31″ OL |
| Dordrecht              | Buismast op het stadskantoor van Dordrecht, aan de Spuiboulevard, net buiten de zuidwestgrens van de oude binnenstad | 95,7                       | RTV Dordrecht                        | 51° 48′ 42″ NB, 4° 39′ 41″ OL |
| Goeree-Overflakkee     | Vakwerkmast op parkeerterrein bij Sportpark De Kruse, aan de Hofdijksweg, ten noordoosten van Ouddorp, op de kop van het eiland Goeree-Overflakkee | 105,6                      | SLOGO                                | 51° 48′ 58″ NB, 3° 56′ 53″ OL |
| Goeree-Overflakkee     | Vakwerkmast achter de studio's van Radio Goeree-Overflakkee aan Edison, op Industrieterrein Oostplaat 1, ten noordoosten van Middelharnis op het eiland Goeree-Overflakkee | 107,3 niet meer in gebruik | Radio Goeree-Overflakkee             | 51° 45′ 45″ NB, 4° 10′ 56″ OL |
| Gouda                  | Vakwerkmast op een flatgebouw aan de Ridder van Catsweg, bij het Heempark in de Kerkpolder, in Gouda Noord | 106,2                      | Gouwestad Radio                      | 52° 1′ 36″ NB, 4° 42′ 21″ OL  |
| Hellevoetsluis         | Vakwerkmast achter Theater Twee Hondjes, Opzoomerlaan 106, aan de Unie Bolwerk (Bastion VI) in de Oude Vesting van Hellevoetsluis, op het (voormalige) eiland Voorne | 106,9                      | Linq FM                              | 51° 49′ 35″ NB, 4° 7′ 55″ OL  |
| Hoeksche Waard         | Vakwerkmast op een silo van de Suikerfabriek van Suiker Unie, aan Weverseinde / Arent van Lierstraat / Rustenburgstraat, ten zuiden van de Oude Maas, ten noorden van Puttershoek, op het eiland Hoeksche Waard                                                                 | 96,0                       | Radio Hoeksche Waard                 | 51° 48′ 35″ NB, 4° 33′ 40″ OL |
| Hoeksche Waard         | Vakwerkmast langs de A29, ten zuiden van de Oude Maas, vlak bij de zuidelijke ingang van de Heinenoordtunnel, ten oosten van Heinenoord, op het eiland Hoeksche Waard (deze antennemast is verwijderd)                                                                          | 828 kHz                    | Radio 10                             | 51° 49′ 34″ NB, 4° 30′ 13″ OL |
| Hoeksche Waard         | Vakwerkmast aan de Klein Zuidbeijerlandseweg, ten noordoosten van Zuid-Beijerland, op het eiland Hoeksche Waard | 105,5                      | Radio Hoeksche Waard                 | 51° 46′ 31″ NB, 4° 23′ 35″ OL |
| Kaag en Braassem       | Vakwerkmast op bedrijfsverzamelhal (en oude locatie radiostudio), De Lasso 34, op Bedrijventerrein De Lasso, langs de A4, in het westen van Roelofarendsveen | 105,0                      | KB Radio                             | 52° 12′ 15″ NB, 4° 37′ 29″ OL |
| Katwijk                | Buismast op de Zeewegflat, aan de Zeeweg / Karel Doormanlaan, in Katwijk aan Zee | 106,8                      | RTV Katwijk                          | 51° 49′ 35″ NB, 4° 7′ 55″ OL  |
| Krimpen aan den IJssel | Buismast op flatgebouw Eik, aan de Vijverlaan / Ouverturelaan / Lagepark, in het zuidoosten van Krimpen aan den IJssel | 106,0                      | LOK Radio                            | 51° 54′ 49″ NB, 4° 36′ 48″ OL |
| Krimpenerwaard         | Buismast op de silo van DZ Six Diervoeders, aan de Lekdijk-Oost, langs de Lek, op bedrijventerrein Bergstoep, ten zuiden van Bergambacht | 106,6                      | RTV Krimpenerwaard                   | 51° 55′ 20″ NB, 4° 47′ 17″ OL |
| Krimpenerwaard         | Vakwerkmast achter gebouwtje (studio) van Vrolek aan de Dammestraat, op Industrieterrein Dammestraat-Noord, in het oosten van Lekkerkerk | 107,7                      | Vrolek                               | 51° 54′ 1″ NB, 4° 41′ 23″ OL  |
| Krimpenerwaard         | Buismast op de Pasteurflat, Pasteurweg / Rotterdamseweg, in het noordwesten van Schoonhoven | 105,9                      | Radio Zilverstad                     | 51° 57′ 5″ NB, 4° 50′ 33″ OL  |
| Krimpenerwaard         | Hybridemast (buismast op vakwerkmast) op het terrein van Gemeentewerken, aan de Bovenkerkseweg, bij de studio van Vlistam RTV en de Brandweerkazerne, in het centrum van Stolwijk                                                                                               | 105,5                      | Vlistam Radio                        | 51° 58′ 24″ NB, 4° 46′ 23″ OL |
| Lansingerland          | Vakwerkmast achter KPN schakelgebouwtje aan de Terpsteeg, bij de Raadhuislaan, in het dorp Berkel, in het noorden van Berkel en Rodenrijs | 92,2                       | RTV Lansingerland                    | 51° 59′ 32″ NB, 4° 28′ 41″ OL |
| Leiden                 | Buismast op het studentencomplex Rijn- en Schiekade, aan de Rijn- en Schiekade, tussen de Sterrenwacht / Witte Singel en de spoorbaan in de wijk Vreewijk, in Leiden zuidwest                                                                                                   | 93,7                       | Sleutelstad FM                       | 52° 9′ 12″ NB, 4° 28′ 53″ OL  |
| Leiden                 | Buismast op flatgebouw De Soete Vrijheidslaan aan de Zoetewoudseweg / Vrijheidslaan, in de Fruitbuurt van de wijk Cronestein, in het zuiden van Leiden | 105,7                      | Unity FM                             | 52° 8′ 53″ NB, 4° 29′ 10″ OL  |
| Leiden                 | Buismast op de Eschertoren, een torenflat bij de Groenoordhallen, Willem de Zwijgerlaan / Gooimeerlaan, in het noorden van Leiden | 107,0                      | 3oktober Radio (evenementenzender)   | 52° 10′ 8″ NB, 4° 29′ 40″ OL  |
| Leiderdorp             | Hybride mast (buismast op vakwerkmast) op de zusterflat van het Alrijne Ziekenhuis aan de Simon Smitweg, tussen de A4 en de Persant Snoepweg, in het zuiden van Leiderdorp | 106,1                      | Unity FM                             | 52° 9′ 23″ NB, 4° 32′ 21″ OL  |
| Leidschendam-Voorburg  | Hybride mast (vakwerkmast met buismast) op complex voor jongerenhuisvesting Amstelhof, aan het Amstelhof / Fluitpolderplein, in de Amstelwijk in Leidschendam | 107,2                      | Midvliet FM                          | 52° 5′ 40″ NB, 4° 23′ 33″ OL  |
| Leidschendam-Voorburg  | Hybride mast (vakwerkmast met buismast) op complex voor jongerenhuisvesting Amstelhof, aan het Amstelhof / Fluitpolderplein, in de Amstelwijk in Leidschendam | 107,9                      | Midvliet FM                          | 52° 5′ 40″ NB, 4° 23′ 33″ OL  |
| Leidschendam-Voorburg  | Twee vakwerkmasten verbonden door antennekabel, in een weiland aan de Stompwijkseweg, bij de Molendriegang en bij de A4, ten oosten van Leidschendam. (oude locatie voor verhuizing (in najaar 2013) naar Roeleveen)                                                            | 1566 kHz                   | Vahon AM                             | 52° 4′ 58″ NB, 4° 25′ 9″ OL   |
| Lisse                  | Buismast op flatgebouw aan het Rembrandtplein, in de Schilderswijk, in het zuiden van Lisse | 107,7                      | Unity FM                             | 52° 14′ 46″ NB, 4° 33′ 19″ OL |
| Nieuwkoop              | Vakwerkmast aan de Industrieweg, op Bedrijventerrein De Olm, ten noorden van Nieuwkoop | 107,4                      | RTV Hollands Midden                  | 52° 9′ 34″ NB, 4° 47′ 0″ OL   |
| Nissewaard             | Buismast op flatgebouw Akkerstede, aan de Herfstakker / Akkersweg, bij metrostation De Akkers, in het zuidwesten van Spijkenisse | 105,1                      | Linq FM                              | 51° 50′ 1″ NB, 4° 19′ 8″ OL   |
| Noordwijk              | Buismast op appartementencomplex Duinroos, in het Huis ter Duincomplex aan de Rudolf Trappenbeckweg / De Grent / Koningin Wilhelmina Boulevard, aan het Noordzeestrand, in Villawijk-Zuid, in Noordwijk aan Zee                                                                 | 105,3                      | Bollenstreek Omroep                  | 52° 14′ 30″ NB, 4° 25′ 41″ OL |
| Oegstgeest             | Vakwerkmast aan de Kwaaklaan 1, op voormalig militair terrein, op bestemmingsplan Oud Poelgeest, ten noorden van Kasteel Oud-Poelgeest, in het oosten van Oegstgeest. | 88,0                       | Omroep West                          | 52° 10′ 55″ NB, 4° 29′ 5″ OL  |
| Papendrecht            | Buismast op de Pelsertflat, aan de Rembrandtlaan / Randweg, bij de Noordhoek en Bedrijventerrein De Noordhoek aan de Noord, in het westen van Papendrecht | 105,0                      | RTV Papendrecht                      | 50° 50′ 8″ NB, 4° 40′ 38″ OL  |
| Pijnacker-Nootdorp     | Buismast op sportpark 's-Gravenhout, aan de Poort, in het oosten van Nootdorp | 107,6                      | Feel Good Radio                      | 52° 2′ 47″ NB, 4° 24′ 26″ OL  |
| Pijnacker-Nootdorp     | Buismast op het gemeentekantoor van Pijnacker-Nootdorp, Oranjeplein 1 / Willem Alexanderlaan / Nijverheidsweg, op bedrijvenlocatie Koningshof Zuid, in het zuiden van Pijnacker                                                                                                 | 105,6                      | Feel Good Radio                      | 52° 0′ 48″ NB, 4° 26′ 19″ OL  |
| Ridderkerk             | Buismast op flatgebouw Mercurius aan de Spuistraat / Rijnsingel, in Bolnes, ten zuiden van de Nieuwe Maas, ten noordwesten van Ridderkerk | 105,7                      | Radio Ridderkerk                     | 51° 53′ 19″ NB, 4° 35′ 1″ OL  |
| Rijswijk               | Buismast op de Winston Churchill Tower aan de Sir Winston Churchilllaan, vlak bij het winkelcentrum In de Bogaard, in het zuidwesten van Rijswijk | 88,6                       | SLAM!                                | 52° 2′ 4″ NB, 4° 18′ 51″ OL   |
| Rijswijk               | Buismast op de Winston Churchill Tower aan de Sir Winston Churchilllaan, vlak bij het winkelcentrum In de Bogaard, in het zuidwesten van Rijswijk | 95,6                       | Fresh FM                             | 52° 2′ 4″ NB, 4° 18′ 51″ OL   |
| Rijswijk               | Buismast op de carillon-toren van het Oude Stadhuis aan de Generaal Spoorlaan / Burgemeester Elsenlaan, bij het Rijswijkse Bos, in de Landgoederen Buurt, in het zuidwesten van Rijswijk                                                                                        | 105,9                      | Feel Good Radio                      | 52° 2′ 52″ NB, 4° 19′ 47″ OL  |
| Rotterdam              | Betonnen Telecomtoren Waalhaven (Hybride mast: vakwerkmast op betontoren) aan de Anthony Fokkerweg / Parmentierplein / Soerweg naast KPN-gebouw, op Bedrijventerrein Waalhaven, bij de Waalhaven, in het zuidwesten van Rotterdam                                               | 88,6                       | SLAM!                                | 51° 52′ 33″ NB, 4° 26′ 55″ OL |
| Rotterdam              | Betonnen Telecomtoren Waalhaven (Hybride mast: vakwerkmast op betontoren) aan de Anthony Fokkerweg / Parmentierplein / Soerweg naast KPN-gebouw, op Bedrijventerrein Waalhaven, bij de Waalhaven, in het zuidwesten van Rotterdam                                               | 89,3                       | Omroep West                          | 51° 52′ 33″ NB, 4° 26′ 55″ OL |
| Rotterdam              | Betonnen Telecomtoren Waalhaven (Hybride mast: vakwerkmast op betontoren) aan de Anthony Fokkerweg / Parmentierplein / Soerweg naast KPN-gebouw, op Bedrijventerrein Waalhaven, bij de Waalhaven, in het zuidwesten van Rotterdam                                               | 90,5                       | Sublime                              | 51° 52′ 33″ NB, 4° 26′ 55″ OL |
| Rotterdam              | Betonnen Telecomtoren Waalhaven (Hybride mast: vakwerkmast op betontoren) aan de Anthony Fokkerweg / Parmentierplein / Soerweg naast KPN-gebouw, op Bedrijventerrein Waalhaven, bij de Waalhaven, in het zuidwesten van Rotterdam                                               | 91,3                       | BNR Nieuwsradio                      | 51° 52′ 33″ NB, 4° 26′ 55″ OL |
| Rotterdam              | Betonnen Telecomtoren Waalhaven (Hybride mast: vakwerkmast op betontoren) aan de Anthony Fokkerweg / Parmentierplein / Soerweg naast KPN-gebouw, op Bedrijventerrein Waalhaven, bij de Waalhaven, in het zuidwesten van Rotterdam                                               | 91,8                       | NPO FunX                             | 51° 52′ 33″ NB, 4° 26′ 55″ OL |
| Rotterdam              | Betonnen Telecomtoren Waalhaven (Hybride mast: vakwerkmast op betontoren) aan de Anthony Fokkerweg / Parmentierplein / Soerweg naast KPN-gebouw, op Bedrijventerrein Waalhaven, bij de Waalhaven, in het zuidwesten van Rotterdam                                               | 92,9                       | NPO Radio 2                          | 51° 52′ 33″ NB, 4° 26′ 55″ OL |
| Rotterdam              | Betonnen Telecomtoren Waalhaven (Hybride mast: vakwerkmast op betontoren) aan de Anthony Fokkerweg / Parmentierplein / Soerweg naast KPN-gebouw, op Bedrijventerrein Waalhaven, bij de Waalhaven, in het zuidwesten van Rotterdam                                               | 93,4                       | RTV Rijnmond                         | 51° 52′ 33″ NB, 4° 26′ 55″ OL |
| Rotterdam              | Betonnen Telecomtoren Waalhaven (Hybride mast: vakwerkmast op betontoren) aan de Anthony Fokkerweg / Parmentierplein / Soerweg naast KPN-gebouw, op Bedrijventerrein Waalhaven, bij de Waalhaven, in het zuidwesten van Rotterdam                                               | 94,7                       | NPO Radio 4                          | 51° 52′ 33″ NB, 4° 26′ 55″ OL |
| Rotterdam              | Betonnen Telecomtoren Waalhaven (Hybride mast: vakwerkmast op betontoren) aan de Anthony Fokkerweg / Parmentierplein / Soerweg naast KPN-gebouw, op Bedrijventerrein Waalhaven, bij de Waalhaven, in het zuidwesten van Rotterdam                                               | 97,1                       | NPO 3FM                              | 51° 52′ 33″ NB, 4° 26′ 55″ OL |
| Rotterdam              | Betonnen Telecomtoren Waalhaven (Hybride mast: vakwerkmast op betontoren) aan de Anthony Fokkerweg / Parmentierplein / Soerweg naast KPN-gebouw, op Bedrijventerrein Waalhaven, bij de Waalhaven, in het zuidwesten van Rotterdam                                               | 97,6                       | Radio Decibel, editie Randstad       | 51° 52′ 33″ NB, 4° 26′ 55″ OL |
| Rotterdam              | Betonnen Telecomtoren Waalhaven (Hybride mast: vakwerkmast op betontoren) aan de Anthony Fokkerweg / Parmentierplein / Soerweg naast KPN-gebouw, op Bedrijventerrein Waalhaven, bij de Waalhaven, in het zuidwesten van Rotterdam                                               | 98,6                       | NPO Radio 1                          | 51° 52′ 33″ NB, 4° 26′ 55″ OL |
| Rotterdam              | Betonnen Telecomtoren Waalhaven (Hybride mast: vakwerkmast op betontoren) aan de Anthony Fokkerweg / Parmentierplein / Soerweg naast KPN-gebouw, op Bedrijventerrein Waalhaven, bij de Waalhaven, in het zuidwesten van Rotterdam                                               | 100,4                      | Qmusic                               | 51° 52′ 33″ NB, 4° 26′ 55″ OL |
| Rotterdam              | Betonnen Telecomtoren Waalhaven (Hybride mast: vakwerkmast op betontoren) aan de Anthony Fokkerweg / Parmentierplein / Soerweg naast KPN-gebouw, op Bedrijventerrein Waalhaven, bij de Waalhaven, in het zuidwesten van Rotterdam                                               | 101,5                      | Sky Radio                            | 51° 52′ 33″ NB, 4° 26′ 55″ OL |
| Rotterdam              | Betonnen Telecomtoren Waalhaven (Hybride mast: vakwerkmast op betontoren) aan de Anthony Fokkerweg / Parmentierplein / Soerweg naast KPN-gebouw, op Bedrijventerrein Waalhaven, bij de Waalhaven, in het zuidwesten van Rotterdam                                               | 102,3                      | Amor FM                              | 51° 52′ 33″ NB, 4° 26′ 55″ OL |
| Rotterdam              | Betonnen Telecomtoren Waalhaven (Hybride mast: vakwerkmast op betontoren) aan de Anthony Fokkerweg / Parmentierplein / Soerweg naast KPN-gebouw, op Bedrijventerrein Waalhaven, bij de Waalhaven, in het zuidwesten van Rotterdam                                               | 102,7                      | Radio 538                            | 51° 52′ 33″ NB, 4° 26′ 55″ OL |
| Rotterdam              | Betonnen Telecomtoren Waalhaven (Hybride mast: vakwerkmast op betontoren) aan de Anthony Fokkerweg / Parmentierplein / Soerweg naast KPN-gebouw, op Bedrijventerrein Waalhaven, bij de Waalhaven, in het zuidwesten van Rotterdam                                               | 103,2                      | Radio Veronica                       | 51° 52′ 33″ NB, 4° 26′ 55″ OL |
| Rotterdam              | Betonnen Telecomtoren Waalhaven (Hybride mast: vakwerkmast op betontoren) aan de Anthony Fokkerweg / Parmentierplein / Soerweg naast KPN-gebouw, op Bedrijventerrein Waalhaven, bij de Waalhaven, in het zuidwesten van Rotterdam                                               | 103,8                      | Radio 10                             | 51° 52′ 33″ NB, 4° 26′ 55″ OL |
| Rotterdam              | Betonnen Telecomtoren Waalhaven (Hybride mast: vakwerkmast op betontoren) aan de Anthony Fokkerweg / Parmentierplein / Soerweg naast KPN-gebouw, op Bedrijventerrein Waalhaven, bij de Waalhaven, in het zuidwesten van Rotterdam                                               | 104,6                      | 100% NL                              | 51° 52′ 33″ NB, 4° 26′ 55″ OL |
| Rotterdam              | Betonnen Telecomtoren Waalhaven (Hybride mast: vakwerkmast op betontoren) aan de Anthony Fokkerweg / Parmentierplein / Soerweg naast KPN-gebouw, op Bedrijventerrein Waalhaven, bij de Waalhaven, in het zuidwesten van Rotterdam                                               | 107,5                      | Roparun Radio (evenementenzender)    | 51° 52′ 33″ NB, 4° 26′ 55″ OL |
| Rotterdam              | Buismast op het faculteitsgebouw Woudestein van de Erasmus Universiteit Rotterdam aan de Institutenlaan / Collegelaan / Burgemeester Oudlaan, bij de Kralingse Zoom en Sportpark Woudestein, in de wijk Kralingen, vlak bij de A16 en de Nieuwe Maas, in Rotterdam              | 93,9 niet meer in gebruik  | OPEN Rotterdam                       | 51° 55′ 6″ NB, 4° 31′ 34″ OL  |
| Schiedam               | Buismast op het Stadskantoor, Stadserf 1 / Singel / Emmastraat, bij de Schie, in het centrum van Schiedam | 95,8                       | Radio Schiedam                       | 51° 55′ 6″ NB, 4° 24′ 15″ OL  |
| Sliedrecht             | Buismast op Serviceflat Drechtstreek, aan de Lijsterweg / Thorbeckelaan, bij Sportpark Thorbeckelaan, in het centrum van Sliedrecht | 105,4                      | Merweradio                           | 51° 49′ 26″ NB, 4° 47′ 10″ OL |
| Vlaardingen            | Buismast op een flatgebouw aan de Stadhouderslaan / Stadhoudersweg / Dillenburgsingel, in de wijk Holy-Zuid, in het noorden van Vlaardingen | 107,8                      | Omroep Vlaardingen                   | 51° 55′ 33″ NB, 4° 20′ 57″ OL |
| Waddinxveen            | Buismast op flatgebouw naast de studio's van RTW FM aan de Tollenslaan 1 / Staringlaan / Brederolaan, naast het kantoor van Hoogheemraadschap van Rijnland, in het noorden van Waddinxveen                                                                                      | 105,8                      | RTW FM                               | 51° 58′ 24″ NB, 4° 46′ 23″ OL |
| Westland               | Vakwerkmast bij de Caiway, Industriestraat 30, op Bedrijventerrein De (Hoge) Woerd, in het noorden van Naaldwijk | 87,6                       | WOS                                  | 52° 0′ 5″ NB, 4° 12′ 38″ OL   |
| Zoetermeer             | Buismast op flatgebouw Blankaart, aan de Dunantstraat / Van Stolberglaan / Boerhavelaan, tussen Afrikaweg en Willem Alexanderplantsoen, in de Driemanspolder, in het centrum van Zoetermeer                                                                                     | 96,2                       | LOZ                                  | 52° 3′ 14″ NB, 4° 28′ 55″ OL  |
| Zuidplas               | Vakwerkmast bij de Scouting Moordrecht aan de Stevensstraat, in het zuidwesten van Moordrecht | 106,9                      | Omroep Zuidplas                      | 51° 59′ 7″ NB, 4° 39′ 41″ OL  |
| Zuidplas               | Buismast op flatgebouw De Esdoorn aan de Batavierlaan / Spoorlaan, naast de spoorlijn Gouda - Rotterdam, in de wijk Dorrestein, in Nieuwerkerk aan den IJssel | 107,3                      | Omroep Zuidplas                      | 51° 57′ 45″ NB, 4° 36′ 38″ OL |
| Zwijndrecht            | Buismast op de Kapitein Horsmanflat aan de Surinamestraat / Witte de Withstraat, in de wijk Kort Ambacht, in Zwijndrecht | 106,1                      | ATOS Radio                           | 51° 48′ 37″ NB, 4° 38′ 9″ OL  |
| Zwijndrecht            | Buismast op het Oude Gemeentehuis aan de Dorpsstraat / Prins Bernhardstraat, bij het Waaltje, in Heerjansdam | 106,8                      | ATOS Radio                           | 51° 50′ 10″ NB, 4° 33′ 36″ OL |